# Bram
Pour les articles homonymes, voir Bram (homonymie).
Bram [bʁam]  est une commune française, située dans le nord-ouest du département de l'Aude en région Occitanie, sur l'axe Toulouse-Méditerranée entre Castelnaudary et Carcassonne.
Sur le plan historique et culturel, la commune fait partie du Lauragais, l'ancien « Pays de Cocagne », lié à la fois à la culture du pastel et à l’abondance des productions, baptisée « le grenier à blé du Languedoc ». Exposée à un climat océanique altéré, elle est drainée par le canal du Midi, le Fresquel et les ruisseaux de la Preuille et de Rigal. La commune possède un patrimoine naturel remarquable composé d'une zone naturelle d'intérêt écologique, faunistique et floristique.
Bram est une commune rurale qui compte 3 252 habitants en 2022, après avoir connu une forte hausse de la population depuis 1975. Elle appartient à l'unité urbaine de Bram et fait partie de l'aire d'attraction de Carcassonne. Ses habitants sont appelés les Bramais ou Bramaises.
Elle est labellisée Petites Cités de Caractère depuis juillet 2023,.

## Géographie

Représentations cartographiques de la commune
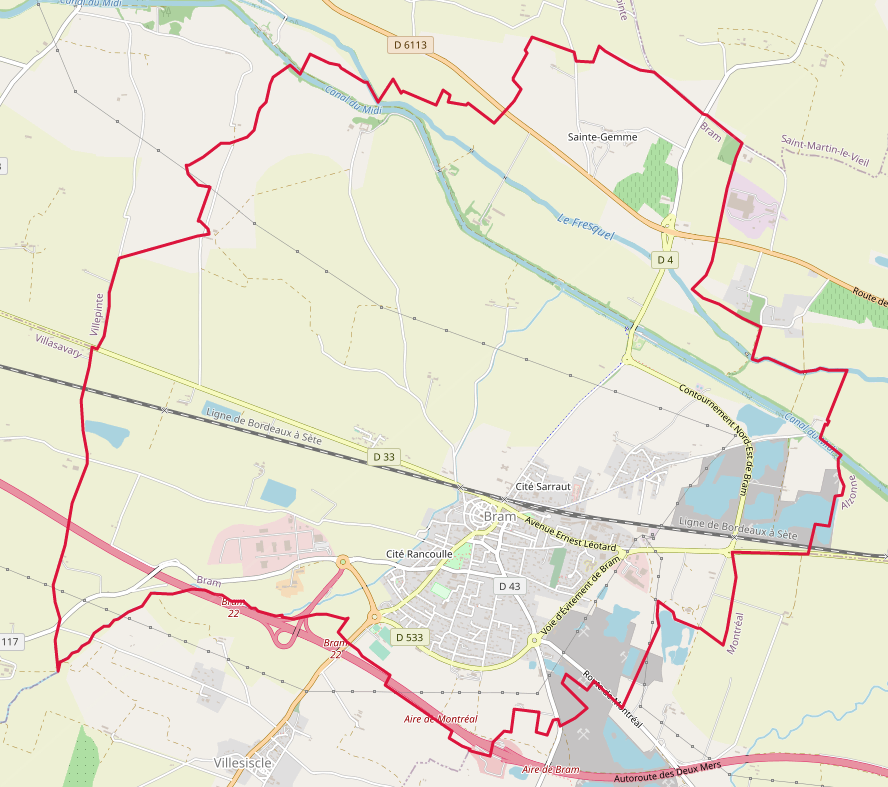
Carte OpenStreetMap.
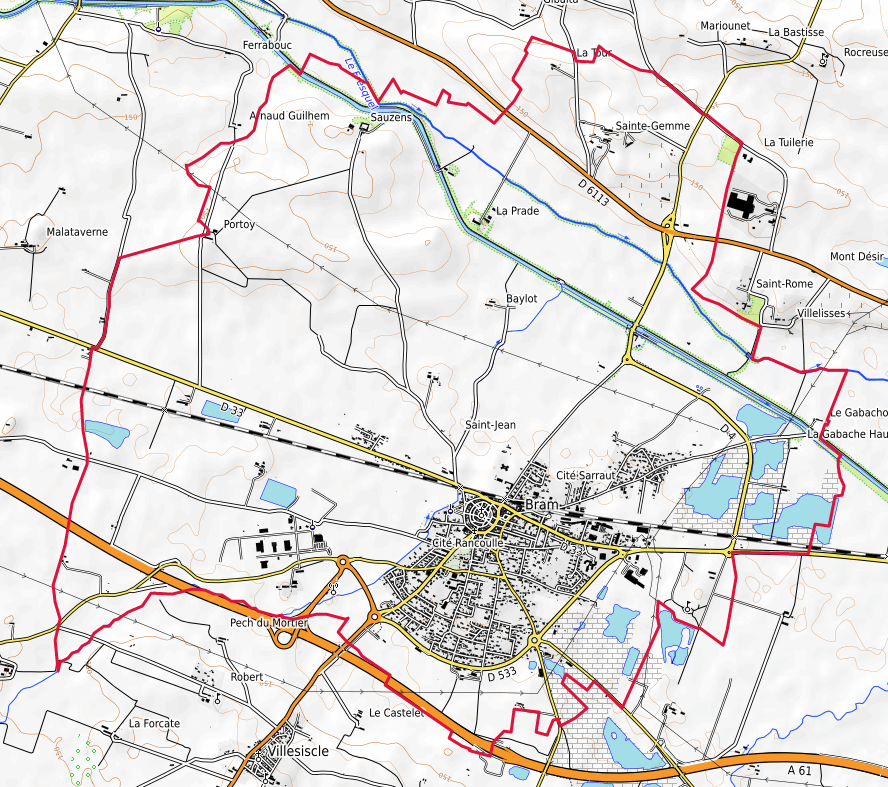
Carte topographique.

### Localisation
Bram est une commune moyenne de l'Aude située précisément dans l'ancienne province du Lauragais, sur le Fresquel. Son centre-ville est constitué en partie par un village ecclésial de forme circulaire : une circulade. Il est situé à mi-chemin de Carcassonne (20 km) et de Castelnaudary (18 km) et culmine à 134 mètres d'altitude. C'est un lieu de passage de tous temps entre l'Aquitaine et la mer Méditerranée.

### Communes limitrophes
Les communes limitrophes sont Alzonne, Montréal, Saint-Martin-le-Vieil, Villasavary, Villepinte et Villesiscle.
| Villepinte  |             | Saint-Martin-le-Vieil |
|             | Bram        | Alzonne               |
| Villasavary | Villesiscle | Montréal              |

### Géologie et relief
Bram se situe en zone de sismicité 1 (sismicité très faible).

### Hydrographie
La commune est dans la région hydrographique « Côtiers méditerranéens », au sein du bassin hydrographique Rhône-Méditerranée-Corse. Elle est drainée par le canal du Midi, le Fresquel, le ruisseau de la Preuille et le ruisseau de Rigal, constituant un réseau hydrographique de 15 km de longueur totale,.
Le canal du Midi, d'une longueur totale de 239,8 km, est un canal de navigation à bief de partage qui relie Toulouse à la mer Méditerranée depuis le XVIIe siècle.
Le Fresquel, d'une longueur totale de 63 km, prend sa source dans la commune de Baraigne et s'écoule d'ouest en est. Il traverse la commune et se jette dans l'Aude à Carcassonne, après avoir traversé 22 communes.
Le ruisseau de la Preuille, d'une longueur totale de 16,2 km, prend sa source dans la commune de La Cassaigne et s'écoule vers l'est puis se réoriente vers le nord-est. Il traverse la commune et se jette dans le canal du Midi sur le territoire communal, après avoir traversé 5 communes.

### Climat
Pour des articles plus généraux, voir Climat de l'Occitanie et Climat de l'Aude.
En 2010, le climat de la commune est de type climat méditerranéen altéré, selon une étude s'appuyant sur une série de données couvrant la période 1971-2000. En 2020, Météo-France publie une typologie des climats de la France métropolitaine dans laquelle la commune est exposée à un climat océanique altéré et est dans la région climatique Aquitaine, Gascogne, caractérisée par une pluviométrie abondante au printemps, modérée en automne, un faible ensoleillement au printemps, un été chaud (19,5 °C), des vents faibles, des brouillards fréquents en automne et en hiver et des orages fréquents en été (15 à 20 jours).
Pour la période 1971-2000, la température annuelle moyenne est de 13,7 °C, avec une amplitude thermique annuelle de 16,1 °C. Le cumul annuel moyen de précipitations est de 683 mm, avec 9,7 jours de précipitations en janvier et 5,1 jours en juillet. Pour la période 1991-2020, la température moyenne annuelle observée sur la station météorologique la plus proche, située sur la commune de Fanjeaux à 9 km à vol d'oiseau, est de 14,3 °C et le cumul annuel moyen de précipitations est de 625,0 mm,. Pour l'avenir, les paramètres climatiques de la commune estimés pour 2050 selon différents scénarios d'émission de gaz à effet de serre sont consultables sur un site dédié publié par Météo-France en novembre 2022.

### Milieux naturels et biodiversité

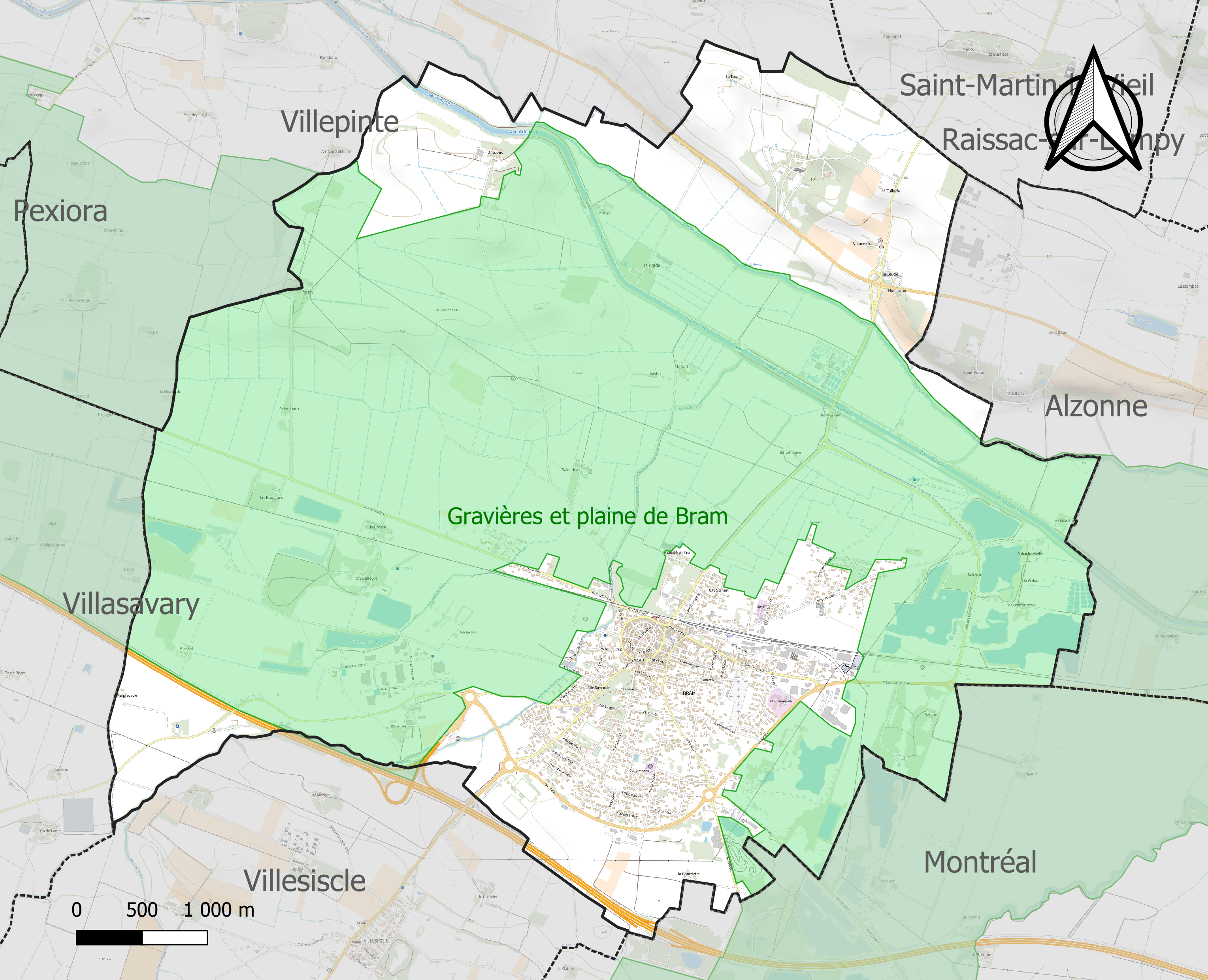
Carte de la ZNIEFF de type 1 localisée sur la commune.

L’inventaire des zones naturelles d'intérêt écologique, faunistique et floristique (ZNIEFF) a pour objectif de réaliser une couverture des zones les plus intéressantes sur le plan écologique, essentiellement dans la perspective d’améliorer la connaissance du patrimoine naturel national et de fournir aux différents décideurs un outil d’aide à la prise en compte de l’environnement dans l’aménagement du territoire. Une ZNIEFF de type 1 est recensée sur la commune :
les « gravières et plaine de Bram » (2 381 ha), couvrant 6 communes du département.

Une importante colonie d'oiseaux réside dans la commune parmi lesquels le moineau Friquet dont l'espèce est en voie de disparition,.

Les oiseaux observés dans la ZNIEFF de Bram
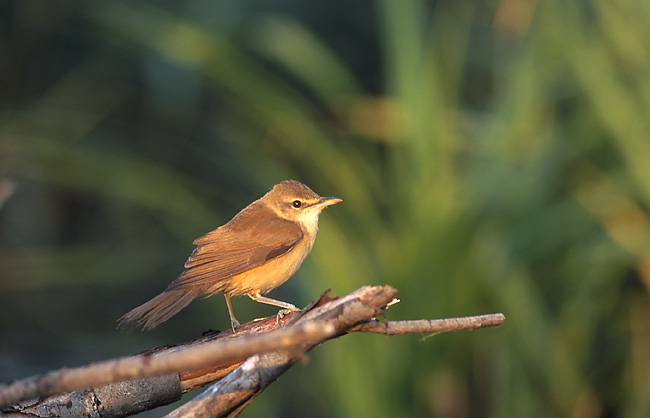
Rousserrolle turdoîde.
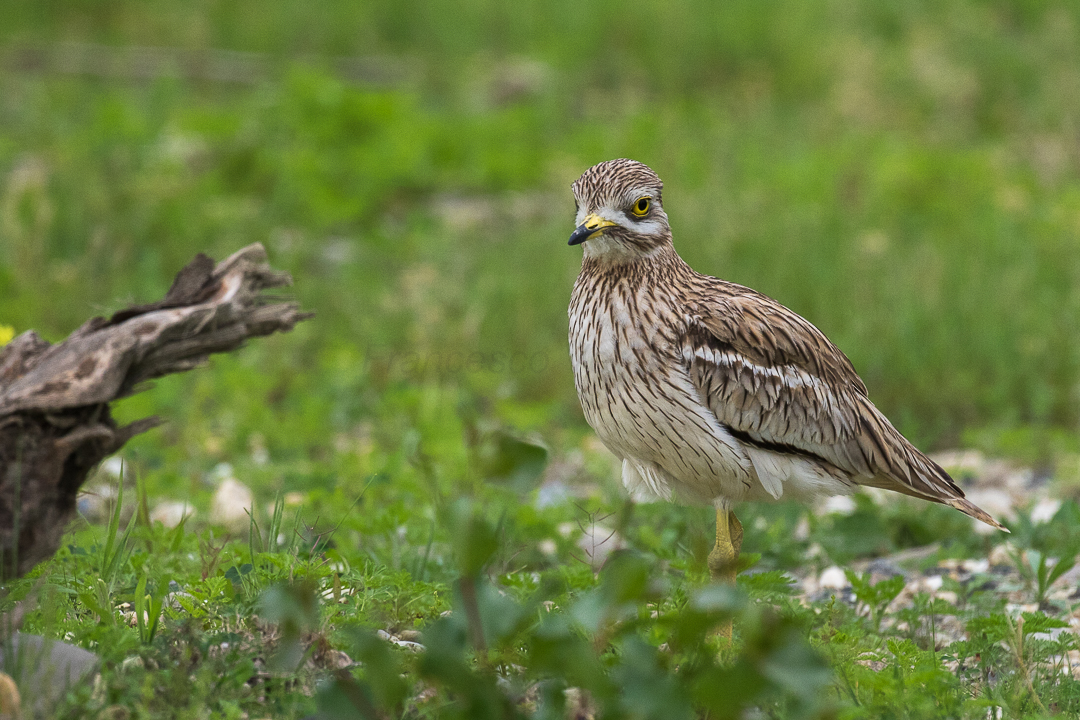
Œdicnème criard.
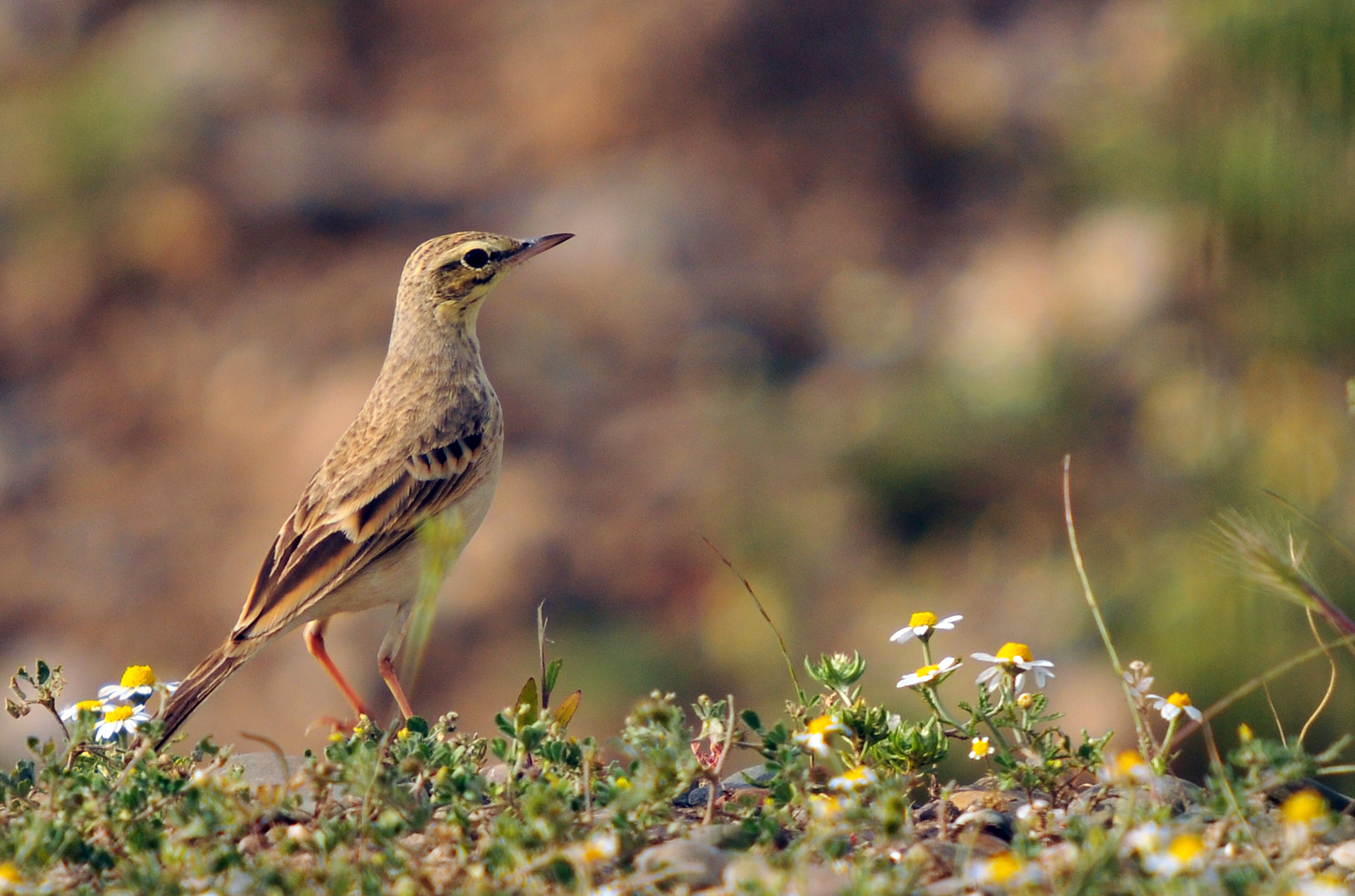
Pipit Rousseline.
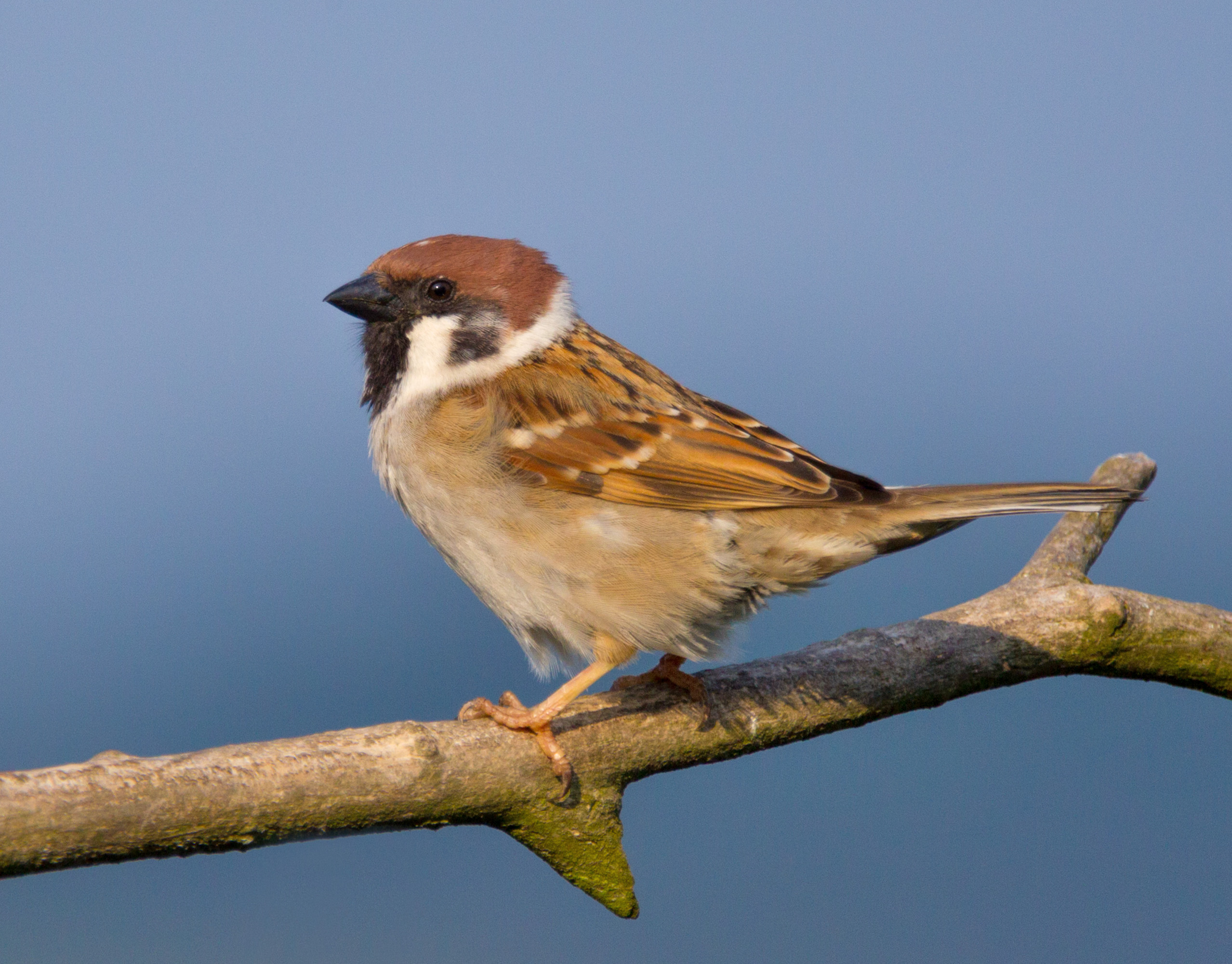
Moineau Friquet.
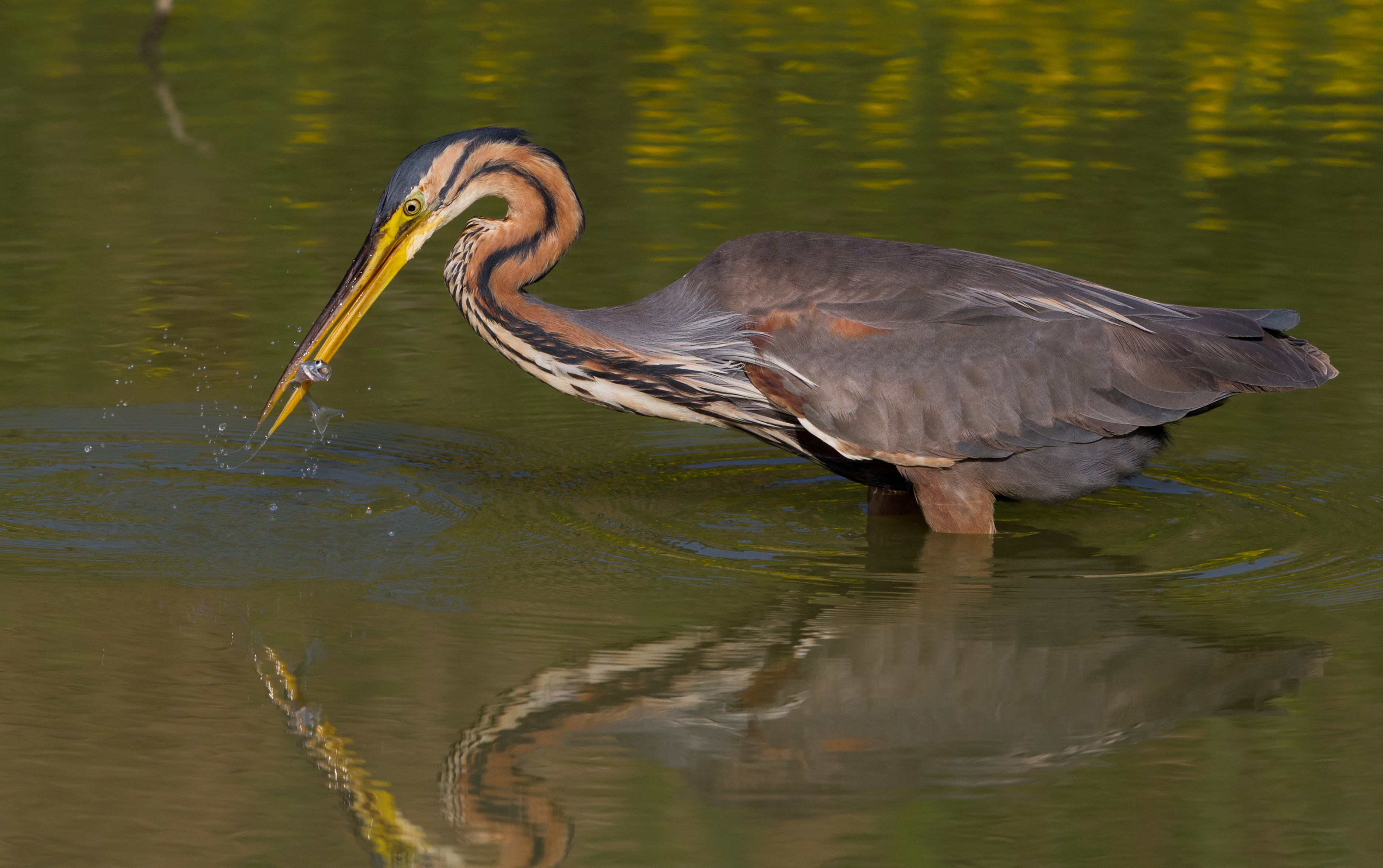
Héron Pourpré.

## Urbanisme

### Typologie
Au 1er janvier 2024, Bram est catégorisée bourg rural, selon la nouvelle grille communale de densité à 7 niveaux définie par l'Insee en 2022.
Elle appartient à l'unité urbaine de Bram, une unité urbaine monocommunale constituant une ville isolée,. Par ailleurs la commune fait partie de l'aire d'attraction de Carcassonne, dont elle est une commune de la couronne,. Cette aire, qui regroupe 115 communes, est catégorisée dans les aires de 50 000 à moins de 200 000 habitants,.

### Occupation des sols

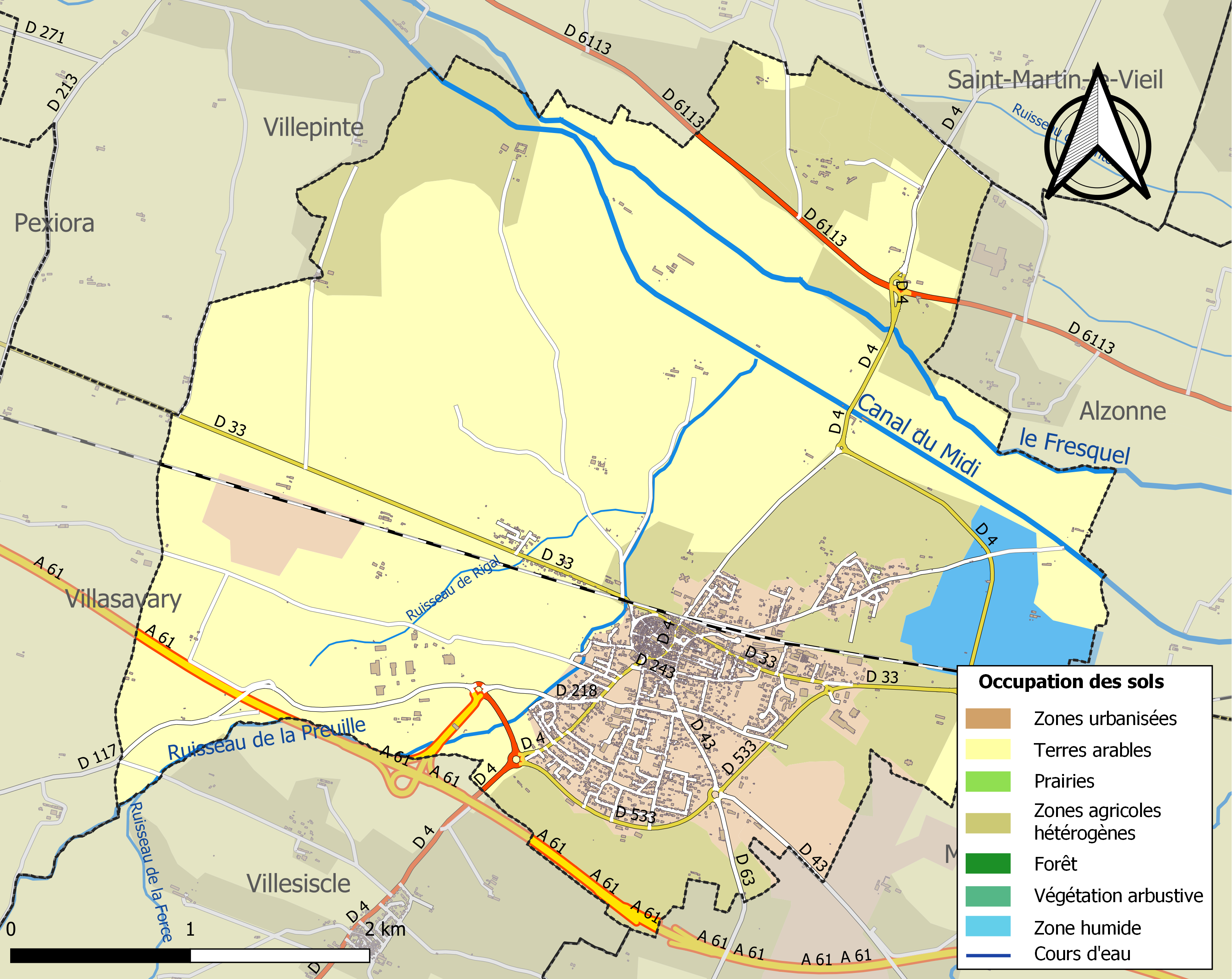
Carte des infrastructures et de l'occupation des sols de la commune en 2018 (CLC).

L'occupation des sols de la commune, telle qu'elle ressort de la base de données européenne d’occupation biophysique des sols Corine Land Cover (CLC), est marquée par l'importance des territoires agricoles (83 % en 2018), en diminution par rapport à 1990 (90,8 %). La répartition détaillée en 2018 est la suivante : terres arables (58,1 %), zones agricoles hétérogènes (23,2 %), zones urbanisées (10,2 %), mines, décharges et chantiers (3,4 %), eaux continentales (3,4 %), cultures permanentes (1,7 %).
L'IGN met par ailleurs à disposition un outil en ligne permettant de comparer l’évolution dans le temps de l’occupation des sols de la commune (ou de territoires à des échelles différentes). Plusieurs époques sont accessibles sous forme de cartes ou photos aériennes : la carte de Cassini (XVIIIe siècle), la carte d'état-major (1820-1866) et la période actuelle (1950 à aujourd'hui).

### Hameaux, et lieux-dits de la commune
Liste de ceux situés sur la commune :
| - Baichère - Bordeneuve - la Brossal - las Brougues - Buzerens - le Cagné - Cap de Porc - la Carla - le Gabachou | - la Gabache haute - la Gabache basse - la Gabache vieille - Sainte Gemme - Saint Jean - la Leude - les Magasins - Montpénéry - Mon Plaisir | - le Mortier - la Moulin de l'eau - Portoï - la Prade ouest - la Seignoure - Rigaud - Rouzilles - Valgros - Villarzens |

## Voies de connexions et transports
La ville de Bram est desservie par plusieurs voies de communication:

### Connexions routières
Elle dispose d'un échangeur  22 sur l'autoroute A61. L'accès se fait également par les départementales 33, 6113 (ancienne route nationale 113) et 4 (intitulée à l'origine, « de Mirepoix au canal des Deux-Mers en passant par Bram »). Elle est desservie en autocars par la ligne B « Carcassonne - Bram » de la régie des Transports de Carcassonne Agglo et la ligne 411, soutenue par la région Occitanie, effectuant la liaison « Bram - Limoux ». Deux aires de covoiturages sont disponibles sur la commune. Une depuis 2019, à proximité de l'autoroute et des points de fort trafic, et à l'entrée Est en bordure du rond-point de « la Gabache » depuis janvier 2024. Une aire d'accueil pour les campings-cars et les vans existe depuis novembre 2021 près du lac de Buzerens.

### Connexions ferroviaires
Elle possède une gare desservie par les TER Occitanie faisant la liaison de la ligne 10 entre Toulouse et Narbonne. Quatre passages à niveau sont situés sur son territoire. Bram fut desservie entre 1905 et 1933 par trois lignes des tramways de l'Aude.

### Connexions aériennes
L'aéroport de Carcassonne est situé à 20 minutes de route, celui de Toulouse-Blagnac à 1 h, l'aérodrome de la Montagne Noire à 30 minutes et l'aérodrome de Castelnaudary à 19 minutes.

### Canal du Midi
Son port sur le canal du Midi, classé depuis 1997 à l'inventaire du patrimoine mondial, par l'UNESCO, est l'une des bases du leader européen du tourisme fluvial « Locaboat »,.

### Voie cyclable et pédestre
Inaugurée en juillet 2022, une voie verte cyclable et pédestre reliant sur 67 km, Bram, au départ du canal du Midi à Montségur en Ariège a été créée en grande partie sur l'emplacement de l'ancienne ligne de Bram à Belvèze. Il existe également 30 sentiers balisés de randonnées pédestres autour de Bram, totalisant 292 km,.

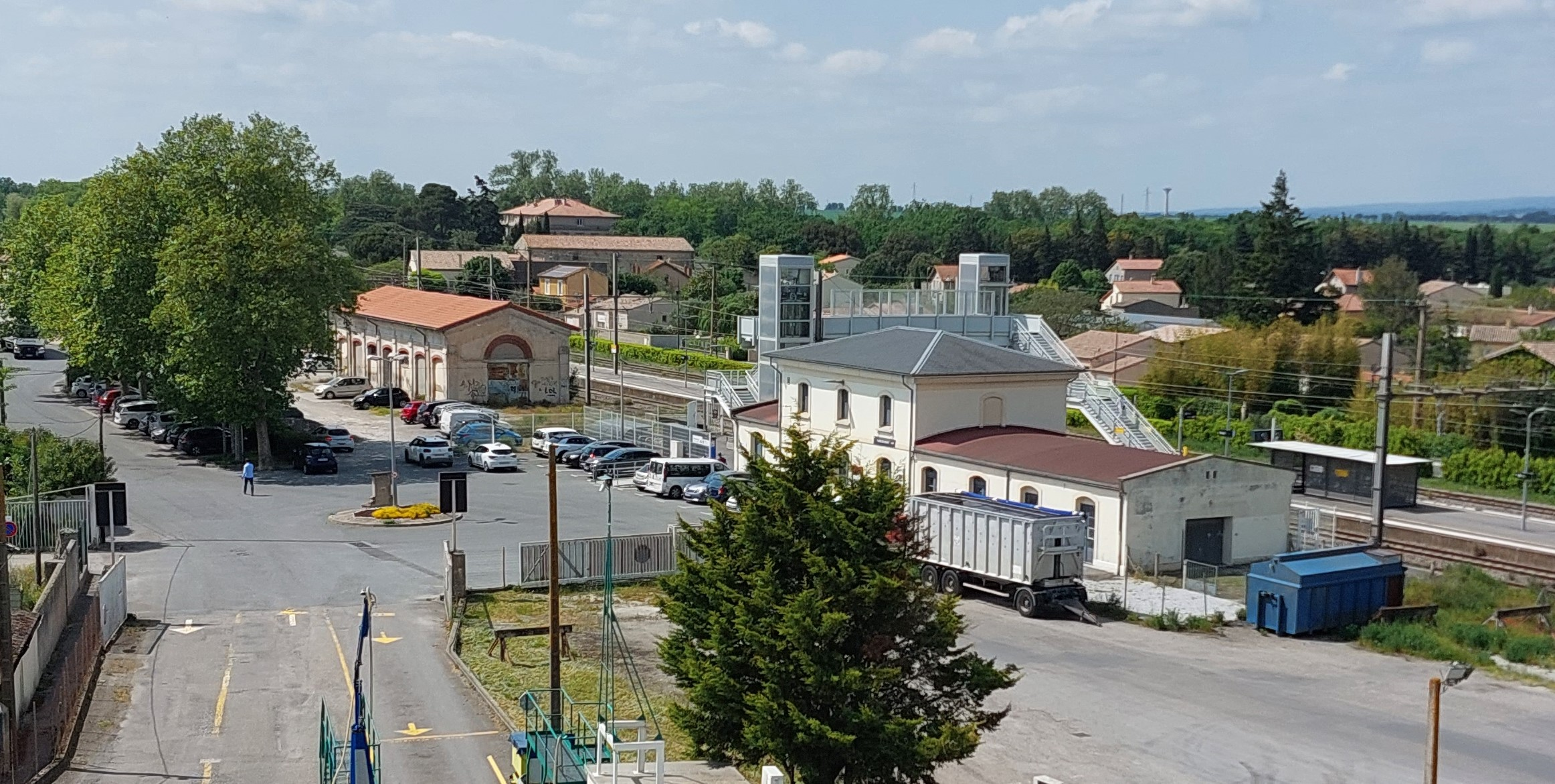
La gare de Bram, vue depuis les bureaux d'Arterris.
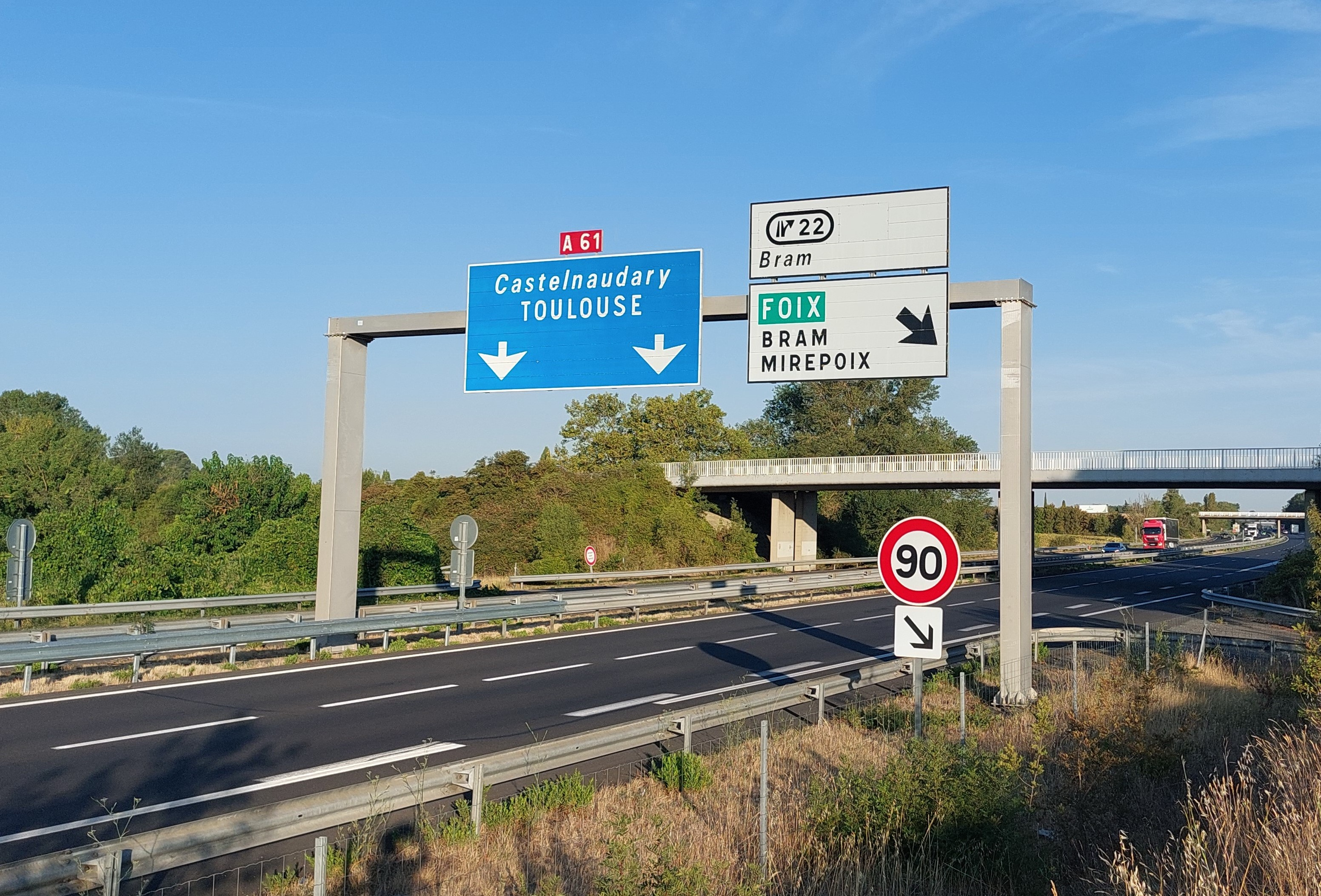
Indication de l'échangeur de Bram sur l'autoroute A61.
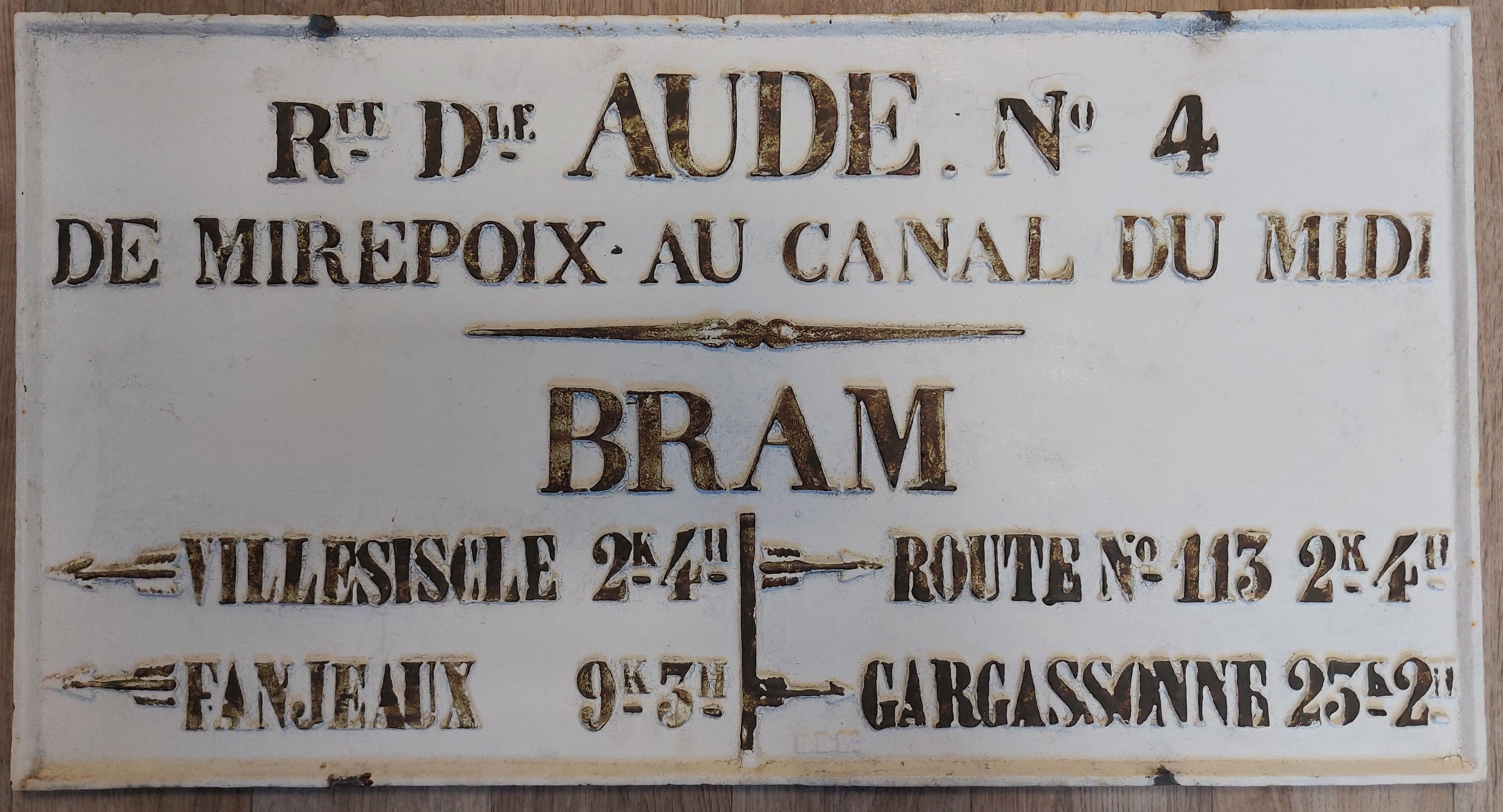
Plaque de cocher, située sur la RD 4 à Bram.
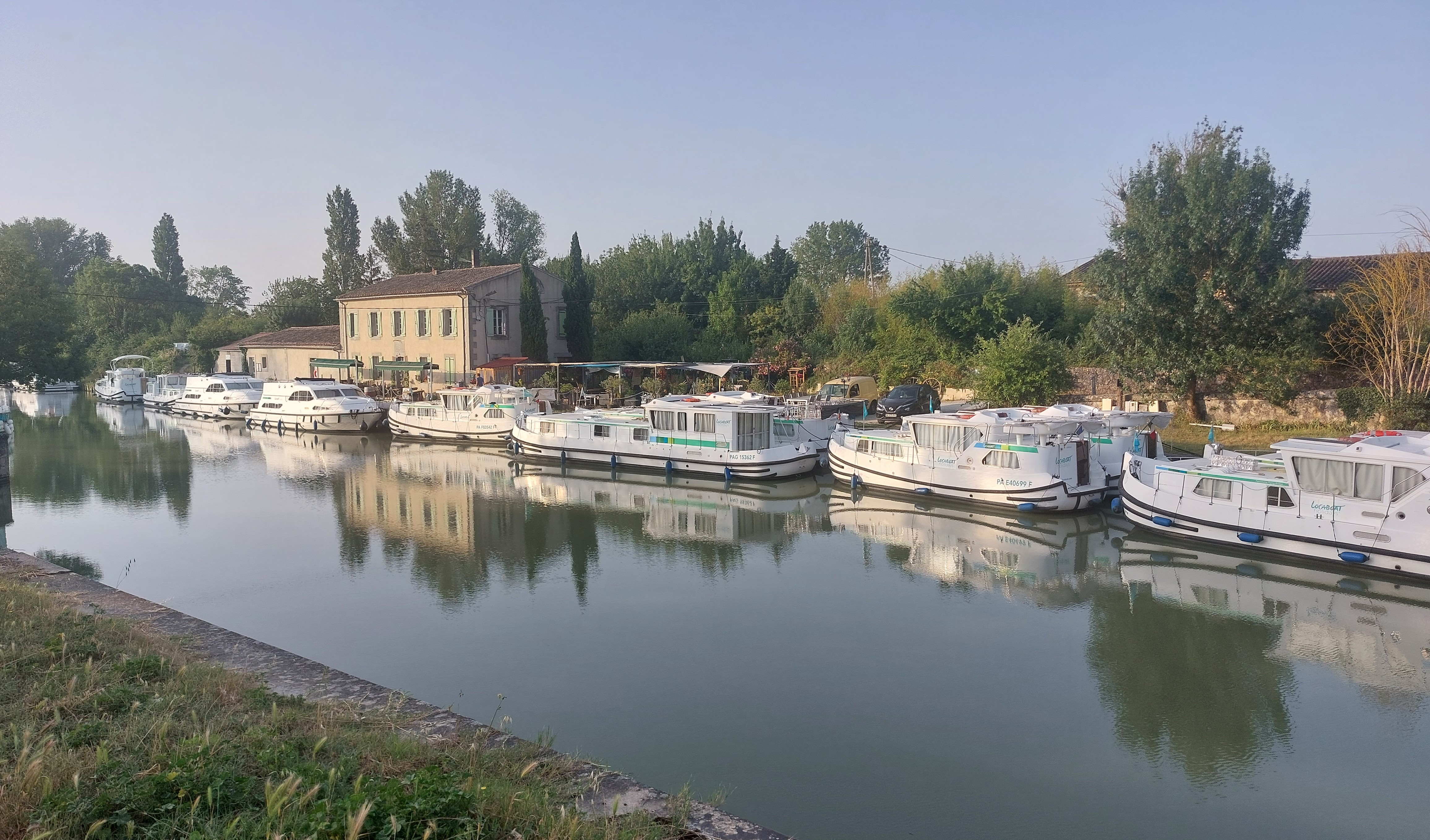
Le port du Canal du Midi à Bram.
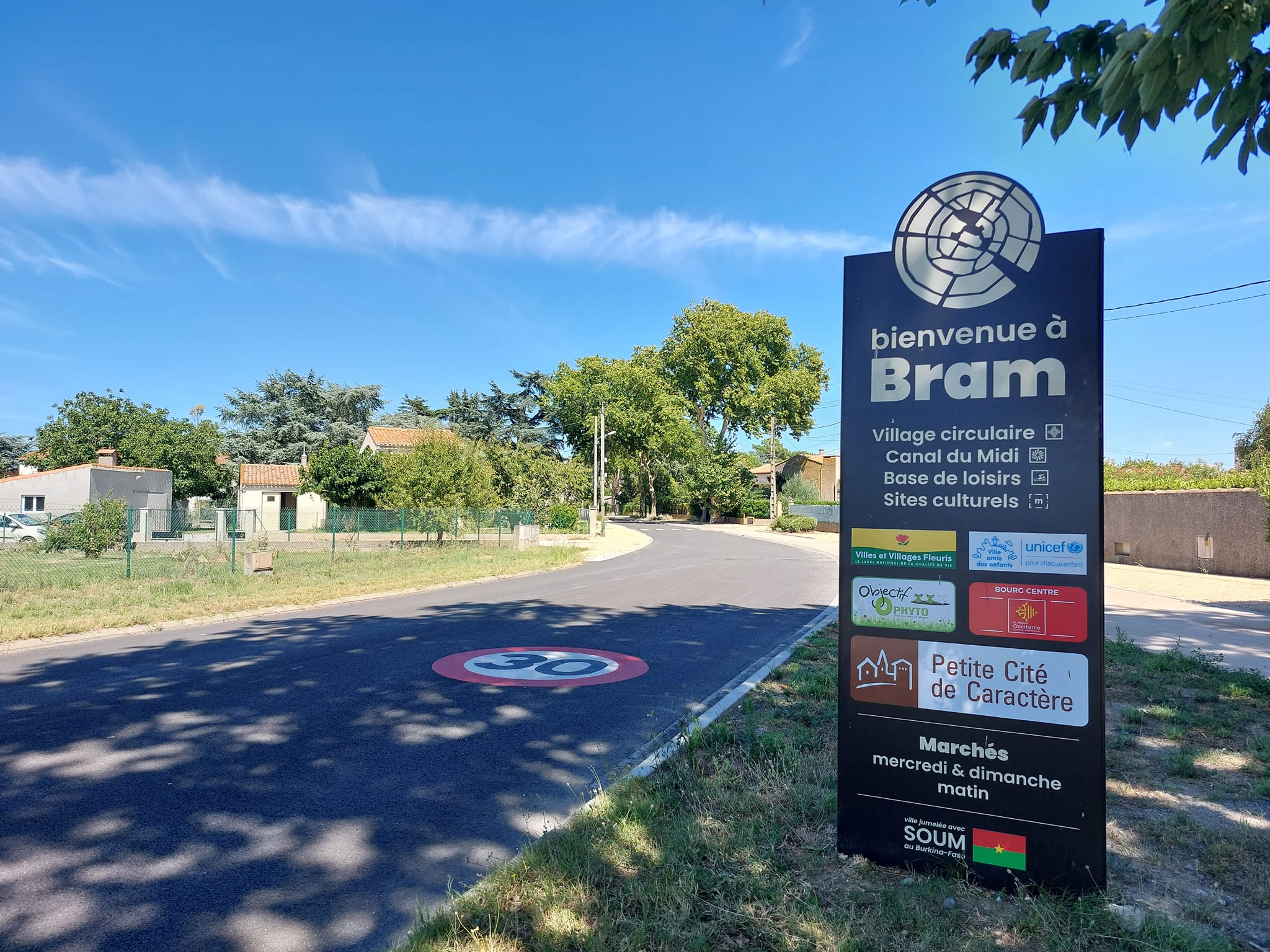
L'un des « totems d'accueil » de la ville.

### Espaces verts et fleurissement
La ville dispose de plusieurs espaces verts, naturels et d'agrément dont :
- le jardin public, proche de la gare ;
- le parc des Essarts, domaine boisé de plus de deux hectares, situé en centre-ville, abrite un arboretum présenté sous la forme d'un « Chemin du Patrimoine Végétal », une signalétique qui recense et met en valeur, à partir d'une étude menée par l'ONF, dix-neufs arbres et arbustes remarquables situés au cœur du parc, agrémentée d'un reportage photographique réalisé par les élèves du collège Saint-Exupéry et du conseil municipal des jeunes, mettant à l'honneur les richesses botaniques du parc sous forme poétique par plusieurs panneaux explicatifs[35] ;
- le parc du château de Lordat (privé) ;
- l'allée Albert-Gau, sur la voie verte, en parallèle de l'avenue Pierre-Paul-Riquet, reliant sur 1,5 km le canal du Midi au château de Lordat[36] ;
- le lac de Buzerens, ancienne gravière reconvertie en base de loisirs, équipée d'un téléski nautique ;
- le lac du Cap de porc, ancienne gravière, où la baignade est interdite, reconvertie pour la pèche ;

Bram possède deux fleurs, obtenues en 2013 et 2024, en tant que ville fleurie, décernée par le Conseil national des villes et villages fleuris de France,.
Depuis 2021, la commune dans le cadre de l'opération « Une naissance, Un arbre » a planté 22 arbustes, près du lac de Buzerens, choisis parmi les espèces suivantes: Savonnier, Tulipier de Virginie, Érable de Montpellier, Micocoulier et Tilleul.

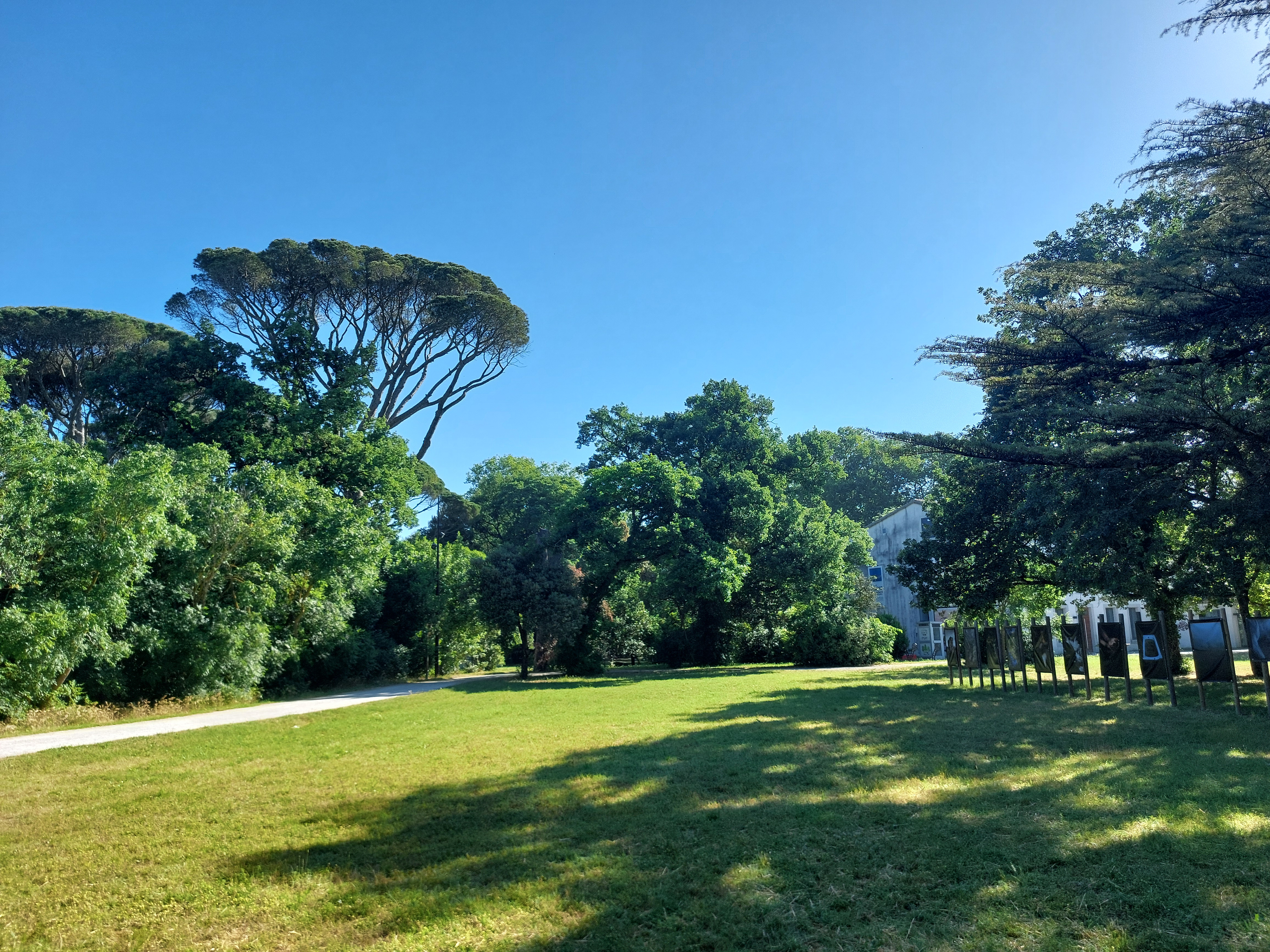
Le parc des Essars situé en centre-ville.
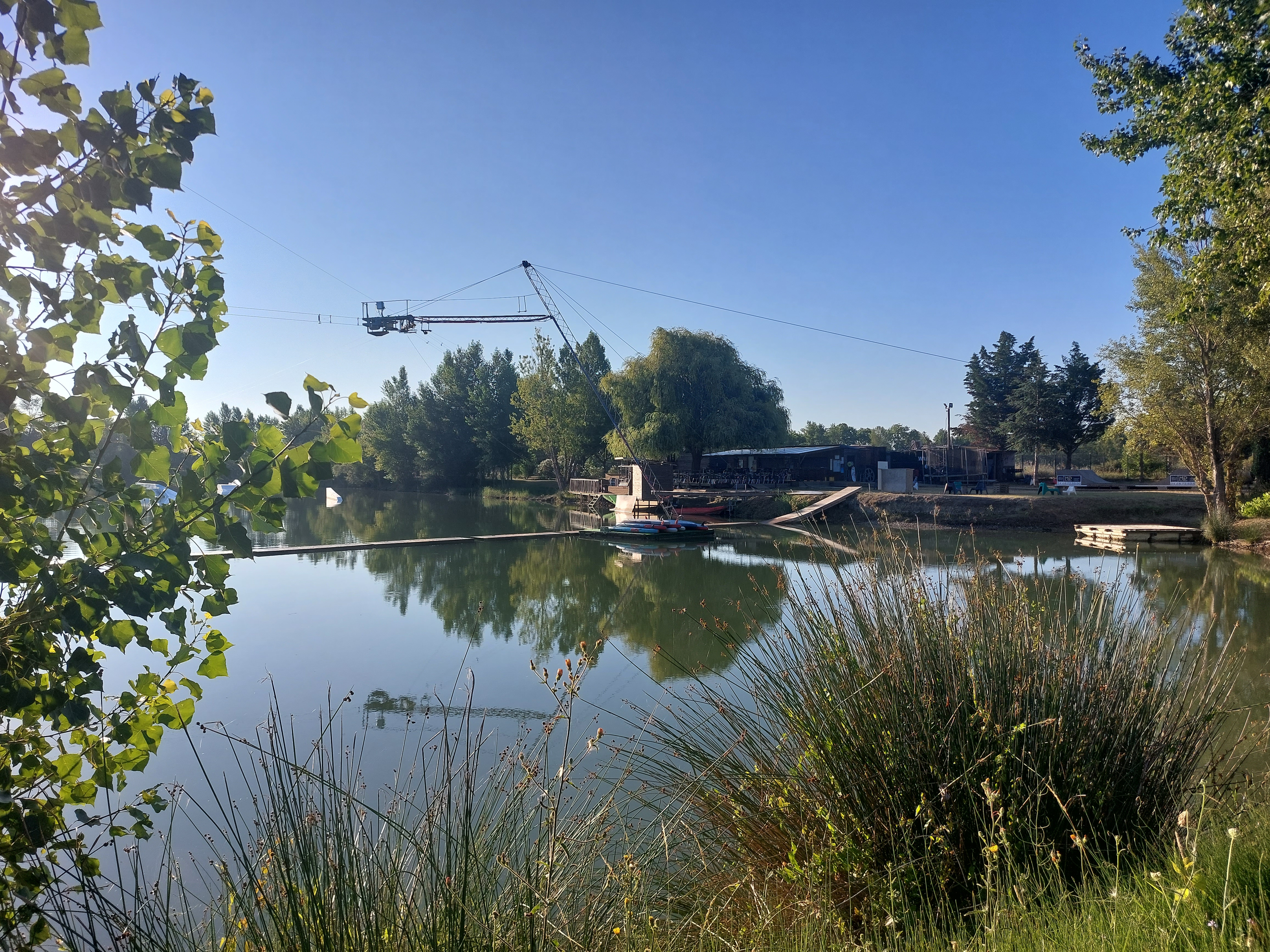
Le téléski nautique du lac de Buzerens.
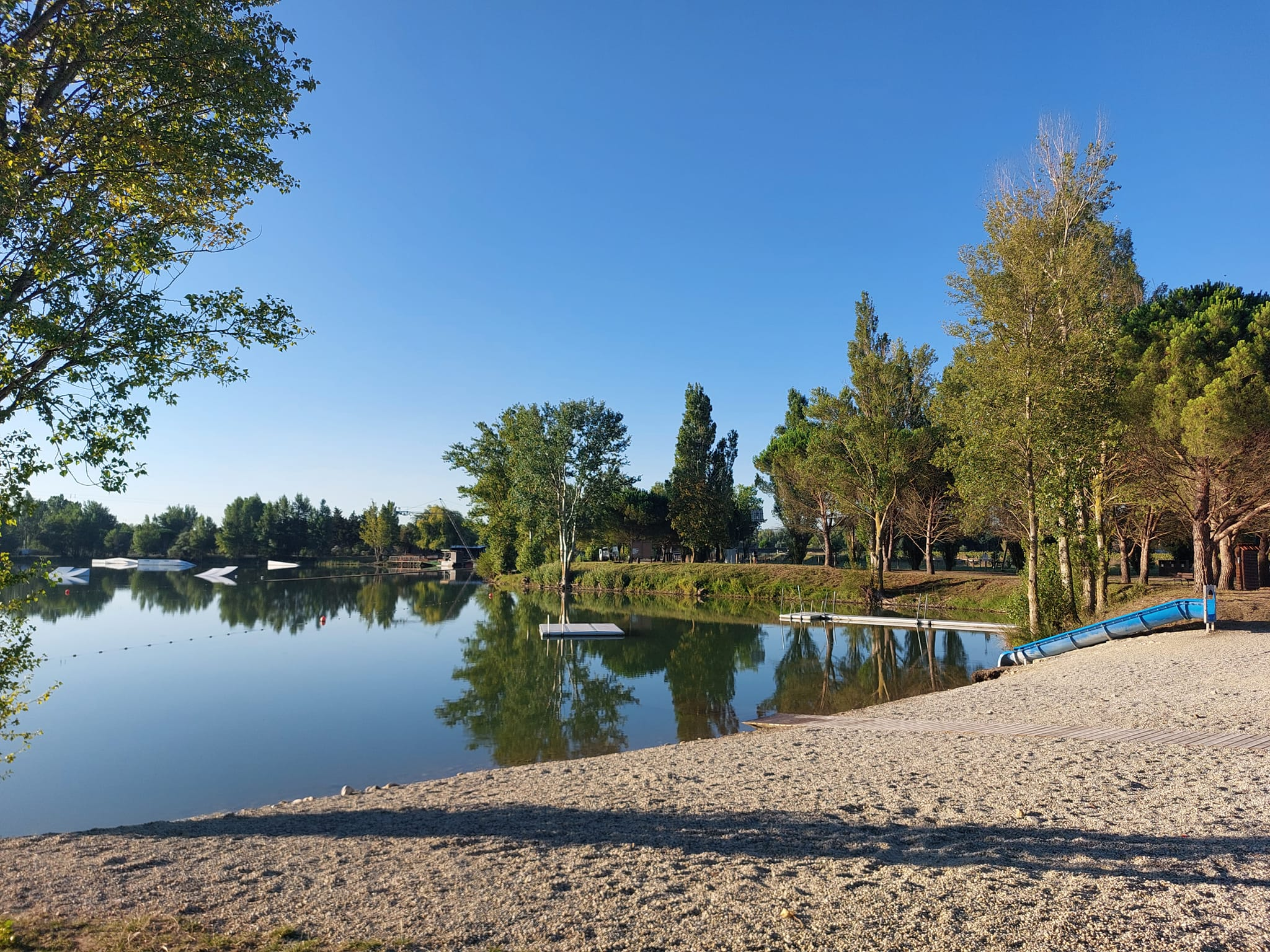
La base de loisirs de Buzerens, et sa plage, implantée sur une ancienne gravière.
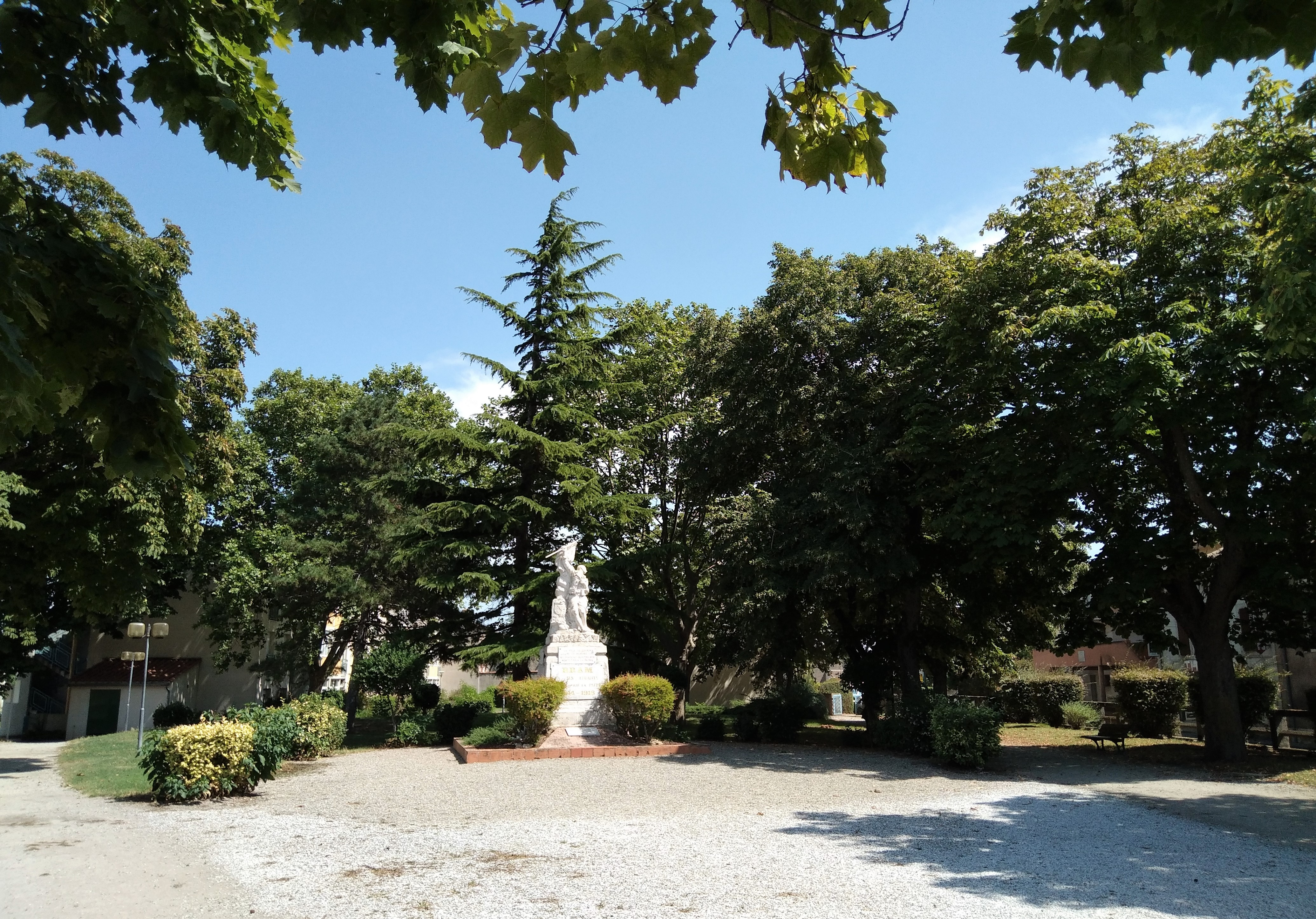
Le jardin public et son monument aux morts.
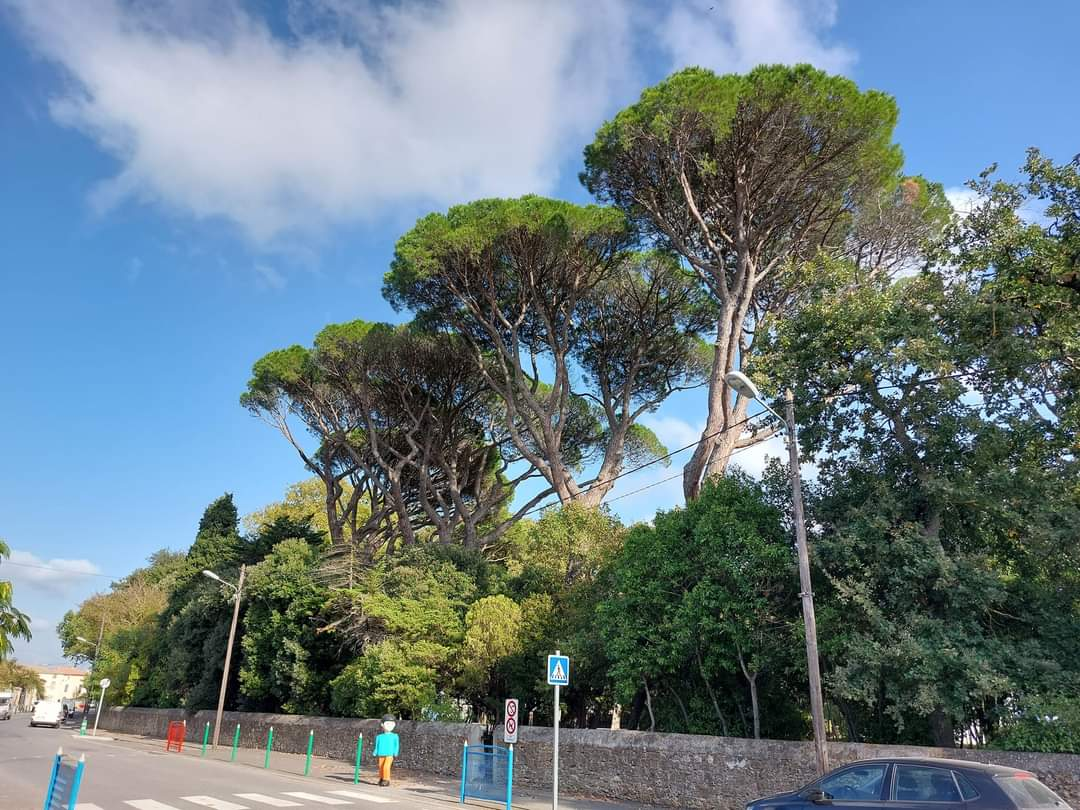
Les cèdres du parc des Essarts, vus depuis l'avenue Charles de Gaulle.

### Risques majeurs
Le territoire de la commune de Bram est vulnérable à différents aléas naturels : météorologiques (tempête, orage, neige, grand froid, canicule ou sécheresse), inondations et séisme (sismicité très faible). Il est également exposé à un risque technologique, le transport de matières dangereuses. Un site publié par le BRGM permet d'évaluer simplement et rapidement les risques d'un bien localisé soit par son adresse soit par le numéro de sa parcelle.

#### Risques naturels
Certaines parties du territoire communal sont susceptibles d’être affectées par le risque d’inondation par débordement de cours d'eau, notamment le ruisseau de la Preuille, le Fresquel et le canal du Midi. La commune a été reconnue en état de catastrophe naturelle au titre des dommages causés par les inondations et coulées de boue survenues en 1982, 1987, 1992, 2000 et 2009,.

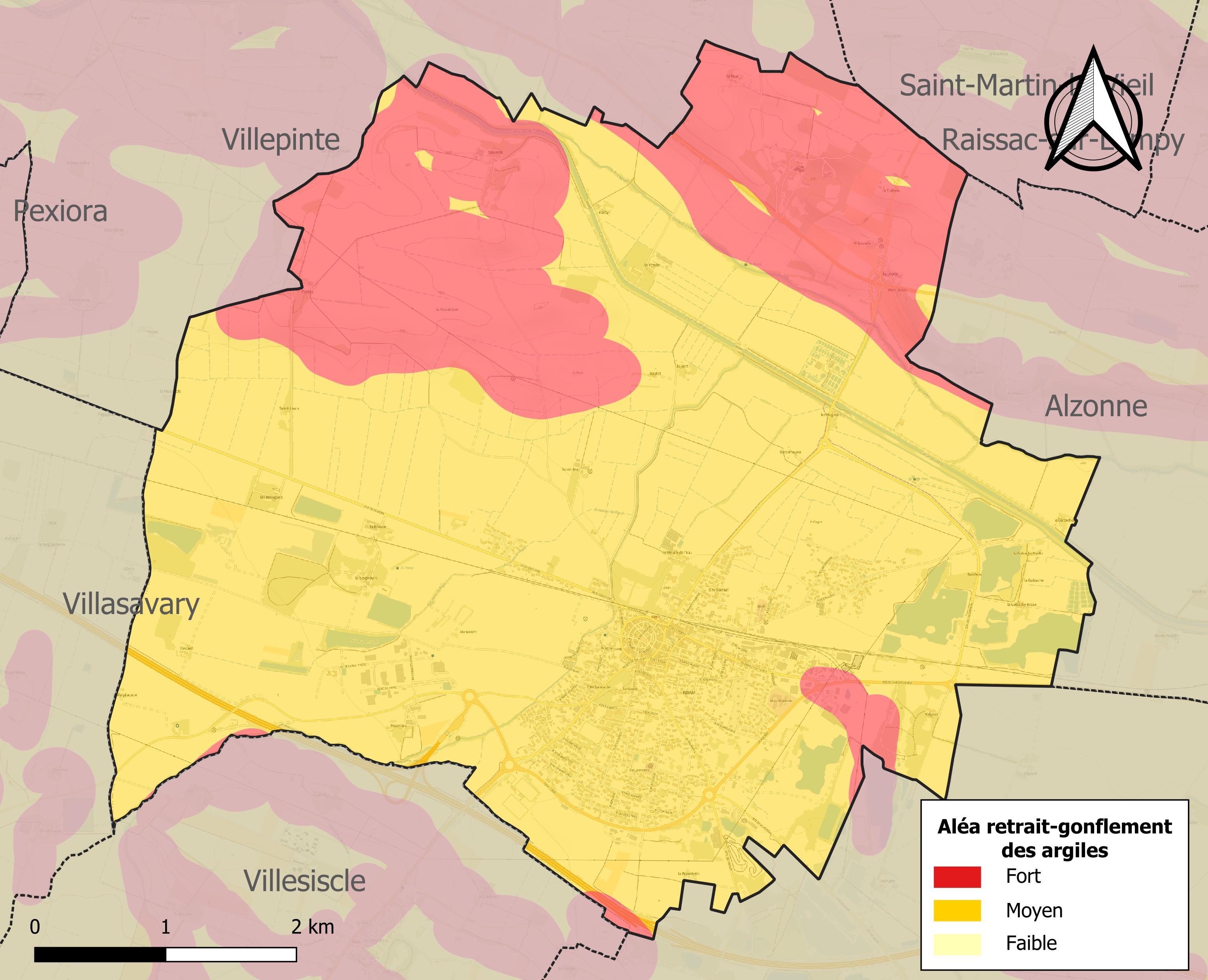
Carte des zones d'aléa retrait-gonflement des sols argileux de Bram.

Le retrait-gonflement des sols argileux est susceptible d'engendrer des dommages importants aux bâtiments en cas d’alternance de périodes de sécheresse et de pluie. La totalité de la commune est en aléa moyen ou fort (75,2 % au niveau départemental et 48,5 % au niveau national). Sur les 1 556 bâtiments dénombrés sur la commune en 2019, 1556 sont en aléa moyen ou fort, soit 100 %, à comparer aux 94 % au niveau départemental et 54 % au niveau national. Une cartographie de l'exposition du territoire national au retrait gonflement des sols argileux est disponible sur le site du BRGM,.

#### Risques technologiques
Le risque de transport de matières dangereuses sur la commune est lié à sa traversée par une route à fort trafic et une ligne de chemin de fer. Un accident se produisant sur de telles infrastructures est en effet susceptible d’avoir des effets graves au bâti ou aux personnes jusqu’à 350 m, selon la nature du matériau transporté. Des dispositions d’urbanisme peuvent être préconisées en conséquence.

## Toponymie
Durant l'antiquité, la localité est fondée par les Volques Tectosages qui occupent la région. Elle se dénommait alors Eburomagos, magos signifiant en gaulois, la plaine, l'esplanade ou le terrain servant de marché et eburo, l'if. Ce nom peut donc se traduire par « Marché de l'If ». Le nom actuel de l'agglomération, Bram, peut provenir de la contraction de cette ancienne appellation celtique.

## Histoire

### Néolithique
Une occupation datée du Néolithique a été prouvée par la présence de céramiques typiques lors de fouilles sur la commune en 2018.

### Antiquité
Le Vicus Eburomagus est attesté au IVe siècle et figure sous ce nom sur la table de Peutinger. Le village était situé à un carrefour de la voie d'Aquitaine. Il y existait un important marché de vins et des ateliers de poteries connus pour leur céramique sigillée à vernis rouge. Les fouilles ont révélé un théâtre, un temple et des thermes. L'administration était entre les mains de trois magistri vici,.

En 333, l'anonyme de Bordeaux, sur la route de Jérusalem, s'y arrête et note l'étape comme Vicus Hebromago.

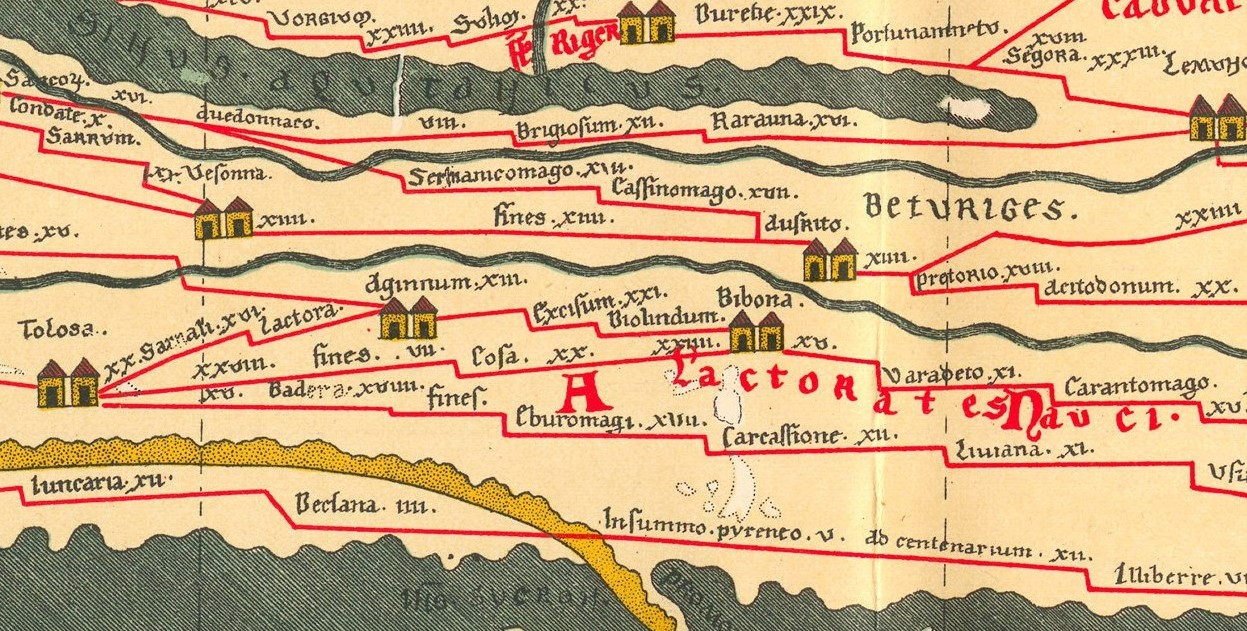
Extrait de la table de Peutinger, indiquant Eburomagus.
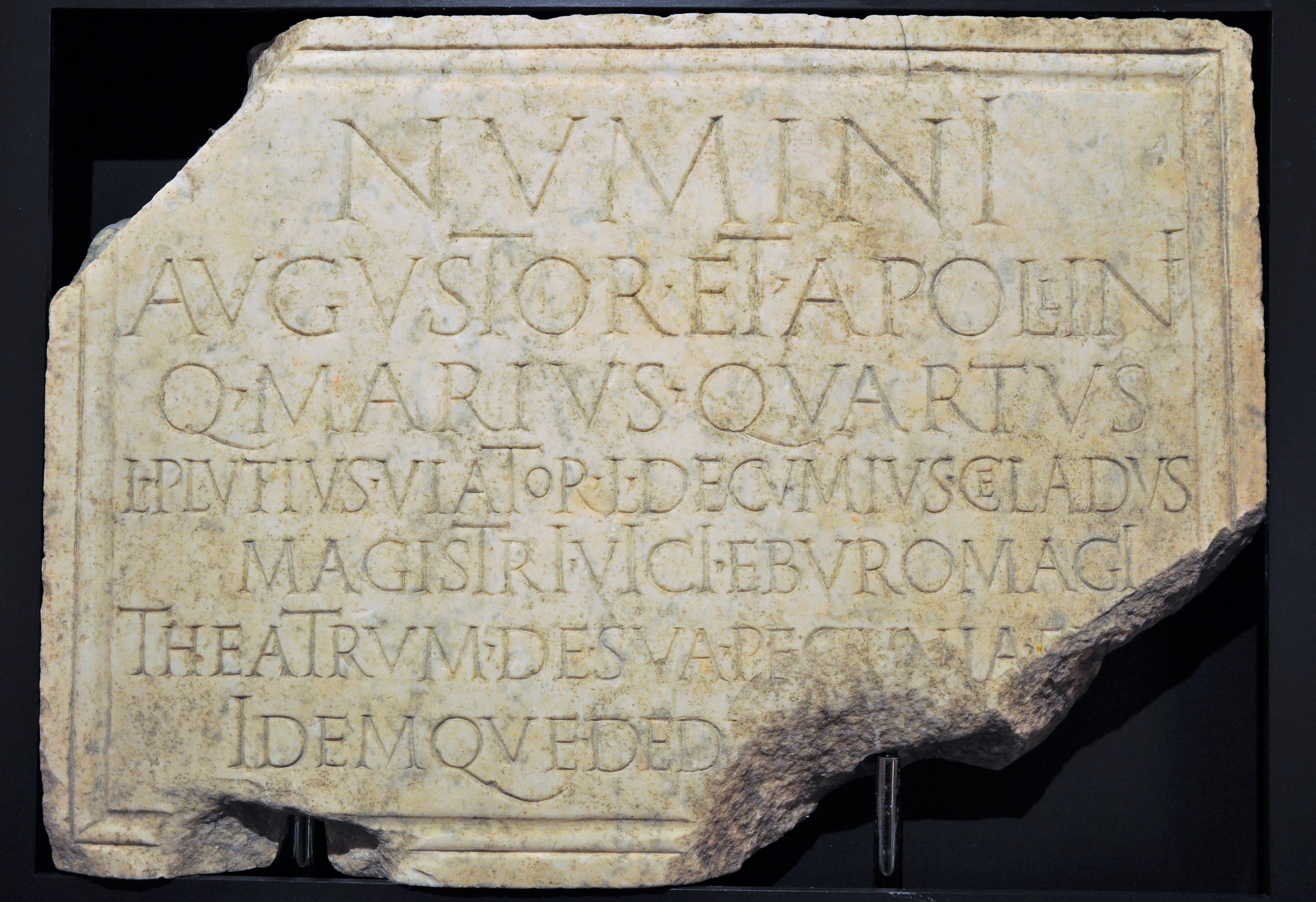
Dalle en marbre découverte en 1969 avec la dédicace attestant de la présence du vicus Eburomagus.

### Moyen Âge
C'est au début du XIIe siècle que le village, qui a vu son étendue doubler, se dote d'une seconde enceinte et qu'apparaissent les premiers chevaliers et seigneurs de Bram. Ils installent leur château dans l'enclos ecclésial originel face à l'église. Les deux tours (le clocher et le donjon) s'affrontent ainsi symboliquement pour le partage du pouvoir.

Lors de la croisade des albigeois, l'armée croisée conduite par Simon de Montfort prend Carcassonne en 1209. Elle est venue punir les hérétiques cathares. Les seigneurs occitans résistent et l'un d'eux, Giraud de Pépieux, punit deux chevaliers croisés en leur faisant crever les yeux. Peu après, début 1210, l'ost croisé prend d'assaut la petite ville de Bram qui a refusé d'ouvrir ses portes. Simon de Montfort ordonne que soient arrachés le nez et les yeux des survivants, en représailles. Un seul n'est qu'éborgné : il servira de guide aux autres, pour conduire ses compagnons jusqu'à Lastours afin d'avertir les défenseurs de ce qu'il encourent s'ils ne se rendent pas. Après cet épisode, Simon de Montfort laissa la ville en fief à l'un de ses compagnons : Alain de Roucy. Après la croisade le comte Raymond VII de Toulouse reprit son pouvoir et le confia à Olivier de Termes. Un sixième de la seigneurie restant à Jourdain de Saissac, qui le cédera au Monastère de Prouilhe en 1283. Olivier de Termes vendit ses droits en 1265 à la Famille de Voisins qui possedera la baronnie du XIIIe siècle au XVIe siècle.

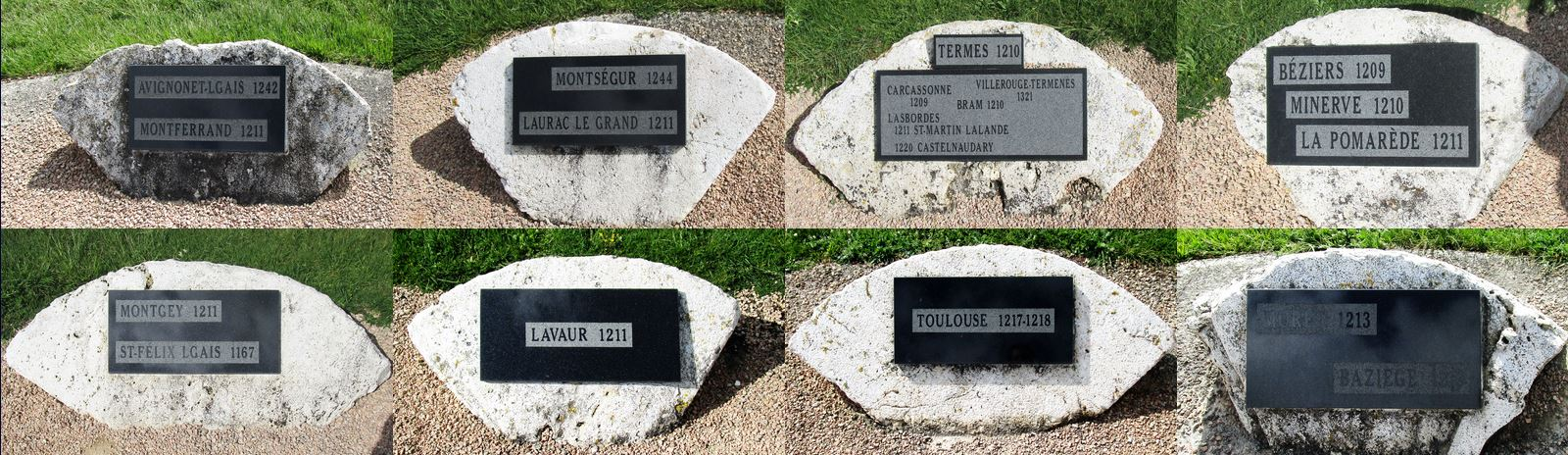
Les plaques portant les noms des lieux assiégés et la date de leur chutes dont celui de Bram, visibles au Mémorial Cathare érigé sur le site de la commune des Cassés.

Le village s'est développé de manière concentrique autour du château sur motte  où se situe depuis le XIIIe siècle l'église Saints-Julien-et-Basilisse. Celui ci s'est ensuite déporté hors du village libérant la place centrale. Au bas Moyen Âge se construit une nouvelle ceinture de fortifications, protégées à l'extérieur par des fossés alimentés par une dérivation de la Preuilhe. Le dernier vestige du château médiéval était une tour servant de prison qui existait encore au XVIIIe siècle.

Rues du village circulaire
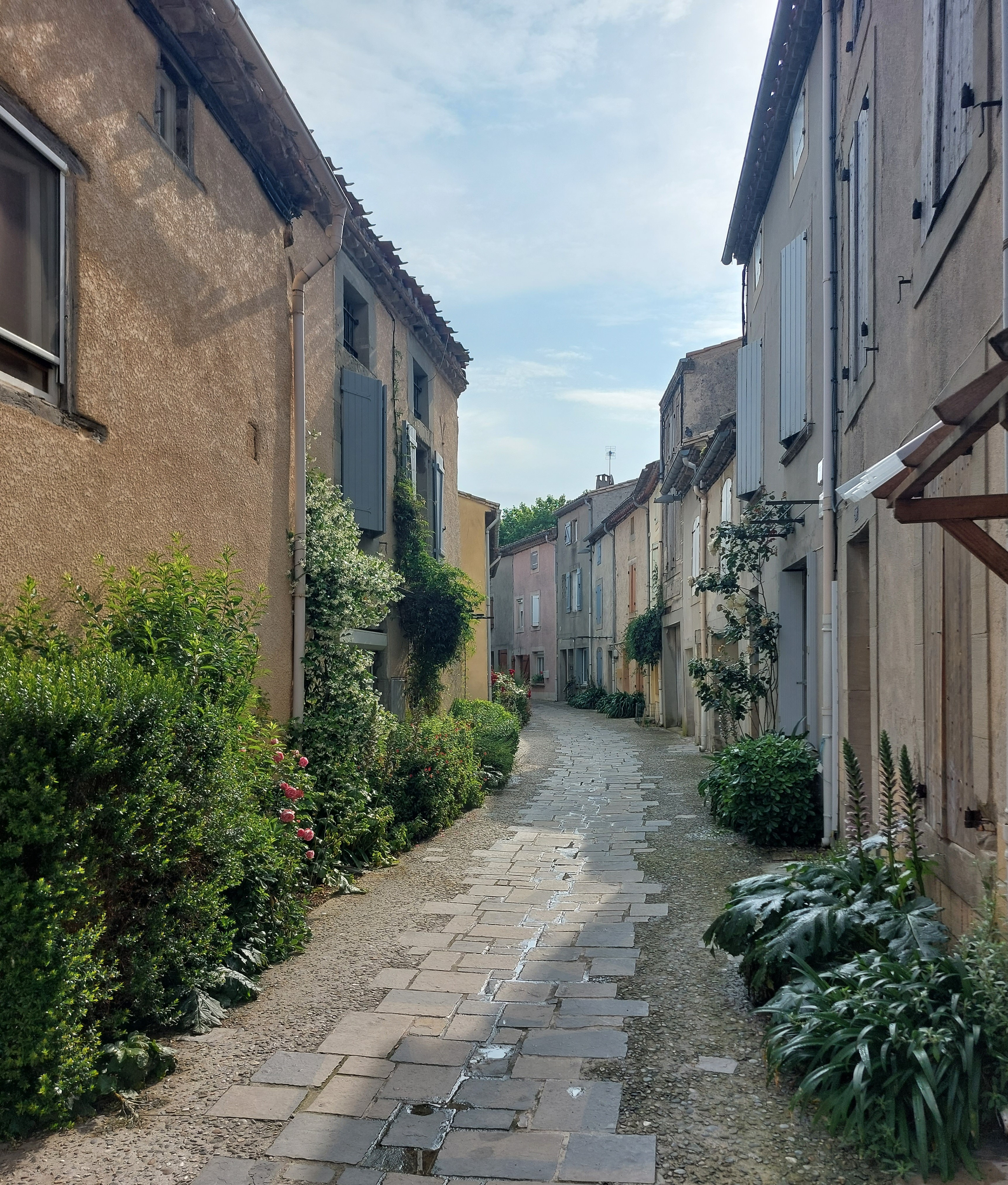
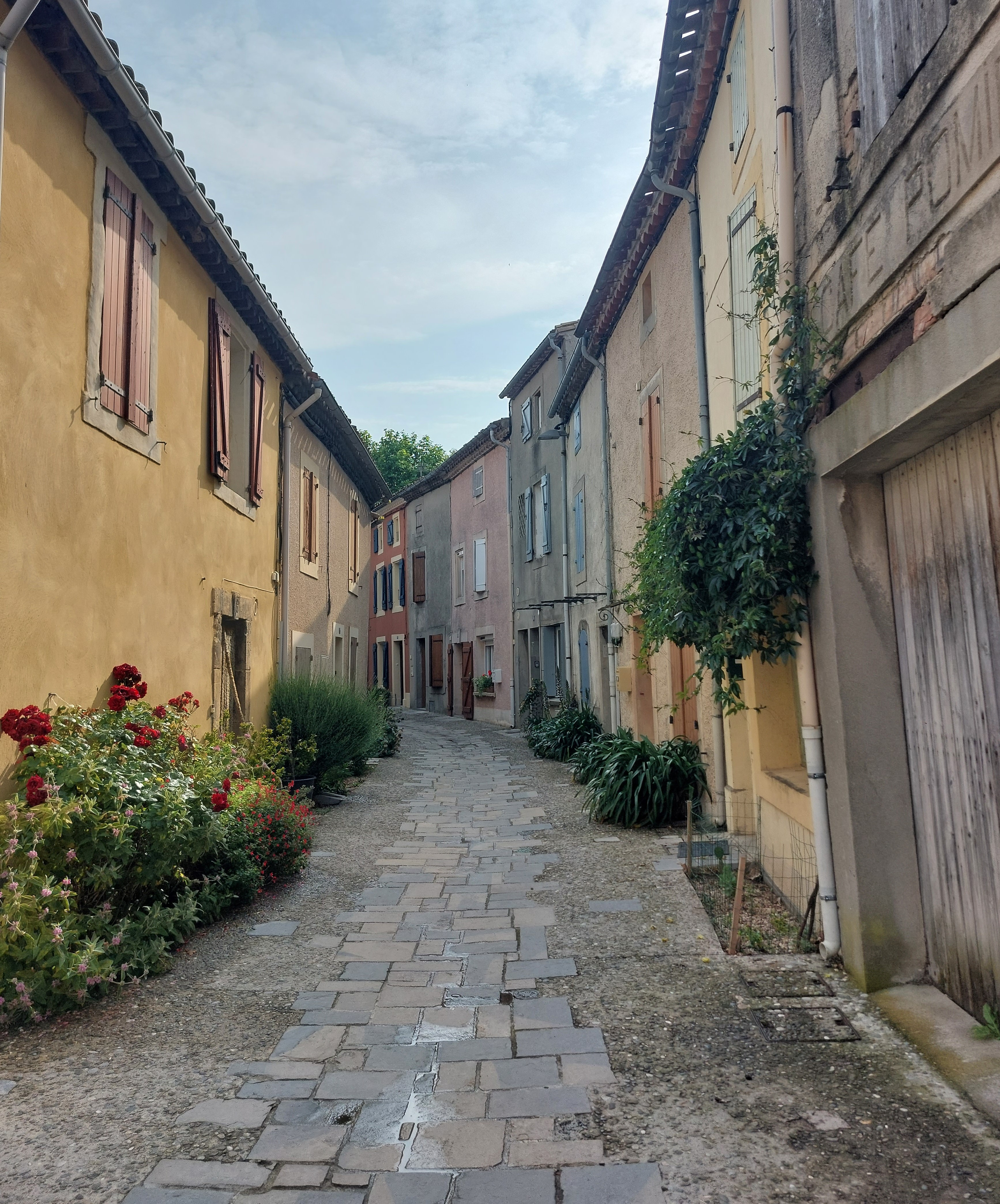
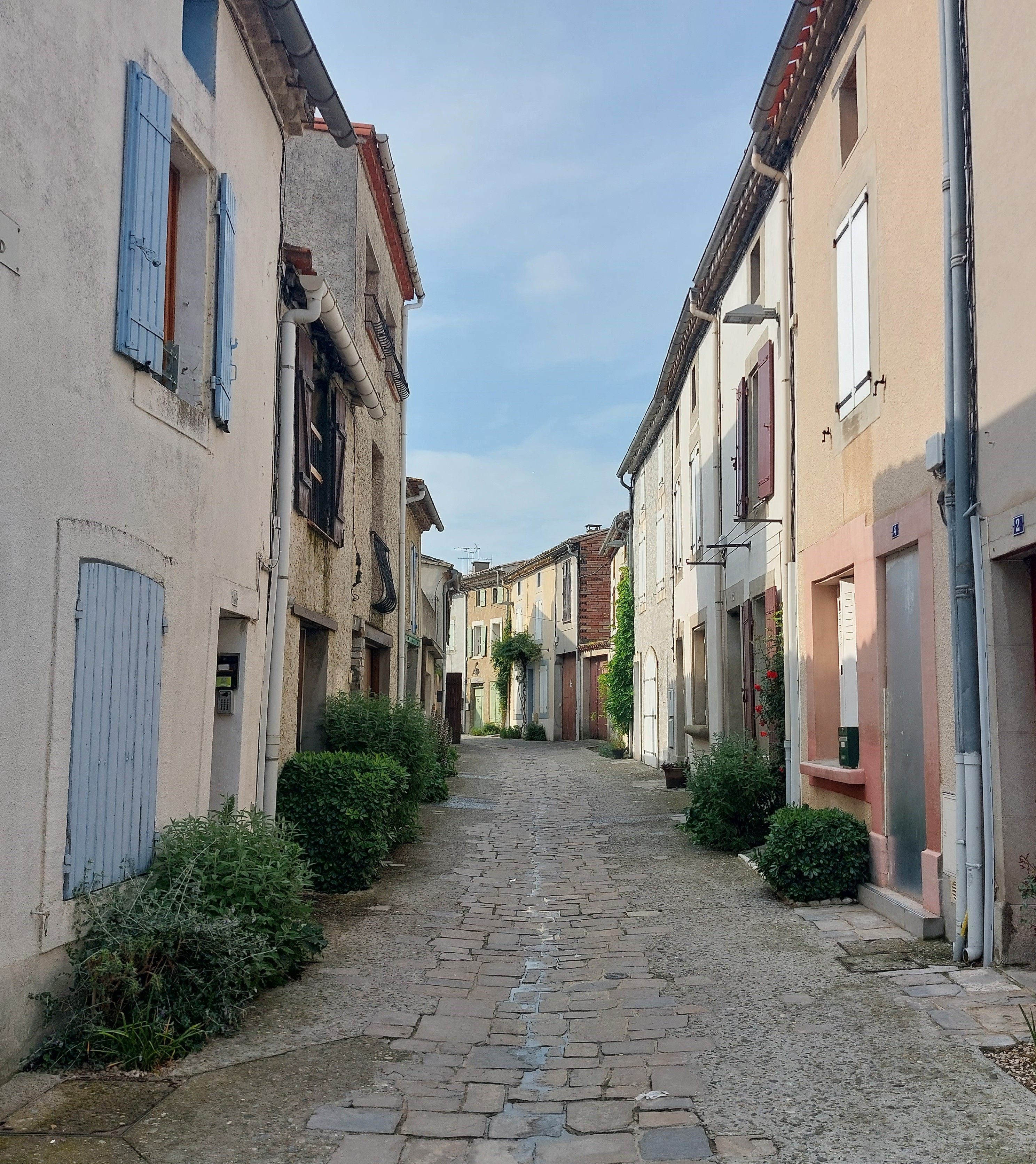
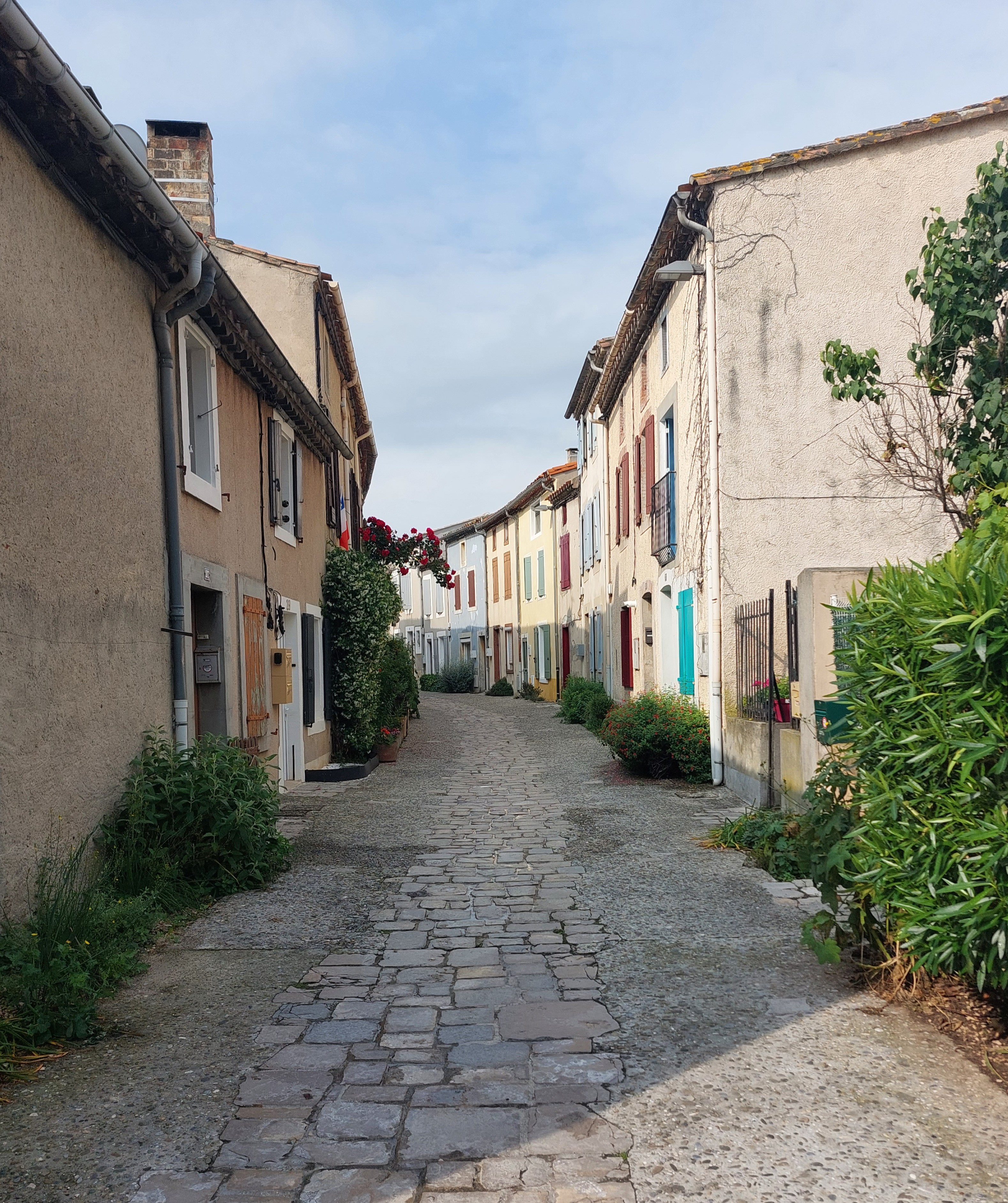
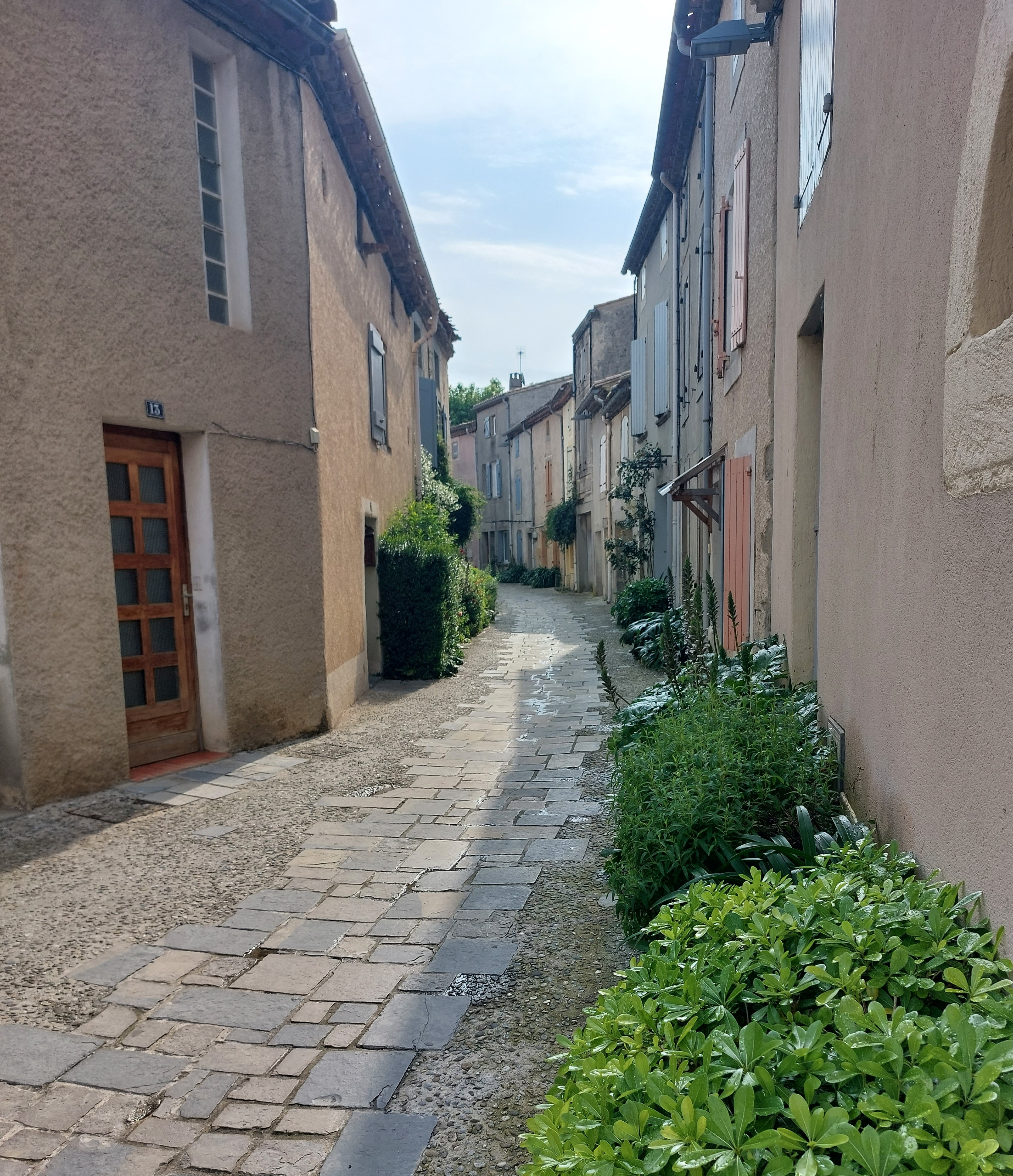

### XVIesiècle
En 1582, le village et le château sont pris par les huguenots qui tentent vainement de contenir le siège entrepris par les catholiques de la Ligue. C'est dans ce contexte que Paul-Jacques de Lordat, seigneur de Prunet (Arzens), dont la famille est originaire du comté de Foix, achète par contrat la baronnie de Bram le 10 juin 1598, à la famille de Bernuy, par l'intermédiaire d'Aldonce de Bernuy (1545-1612). Elle comprenait les paroisses de Bram, Buzarens, Villarzens et Villesiscle, sur laquelle fut transféré en 1719, le titre de baronnie des États de Languedoc rattaché à la terre de Clermont-Lodève. Le château actuel fut construit par Louis de Lordat, au début du XVIIIe siècle. Cette famille conservera son droit seigneurial jusqu'à la Révolution,.

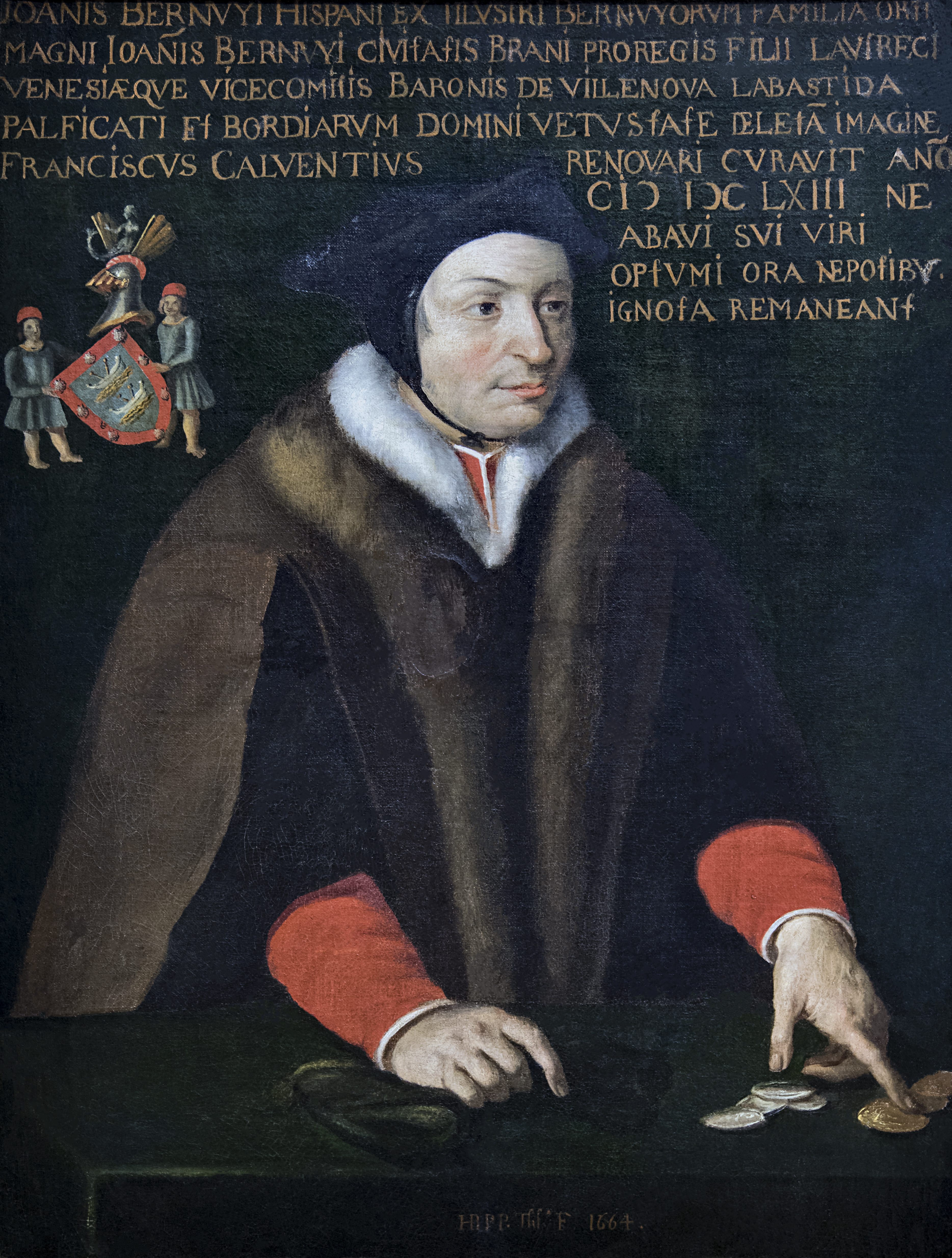
Jean de Bernuy (1475-1540) qui posséda la baronnie de Bram avant que sa petite-fille, Aldonce (1545-1612) ne la cède à Paul-Jacques de Lordat.
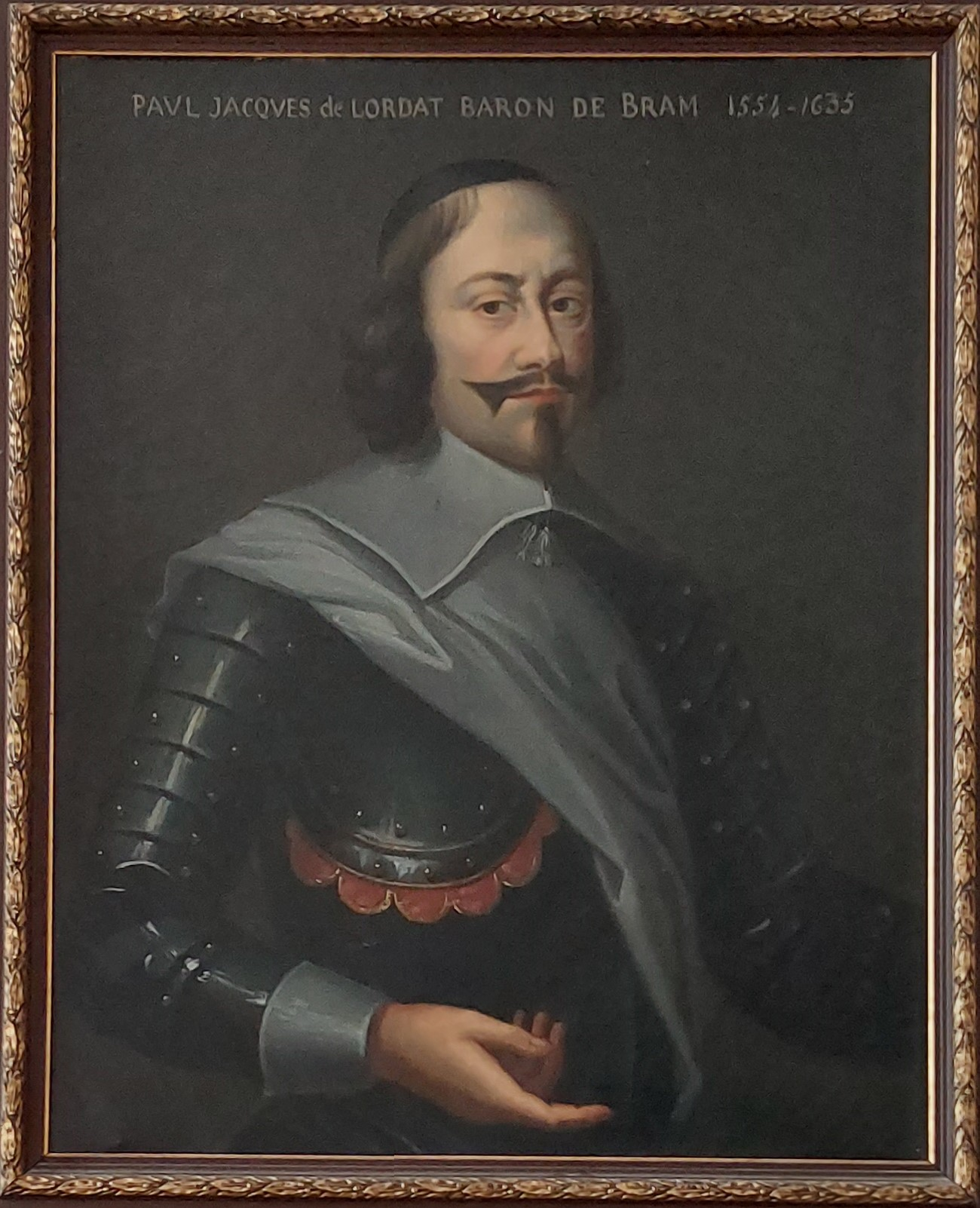
Le baron Paul-Jacques de Lordat (1554-1635) fondateur de la branche de Bram.
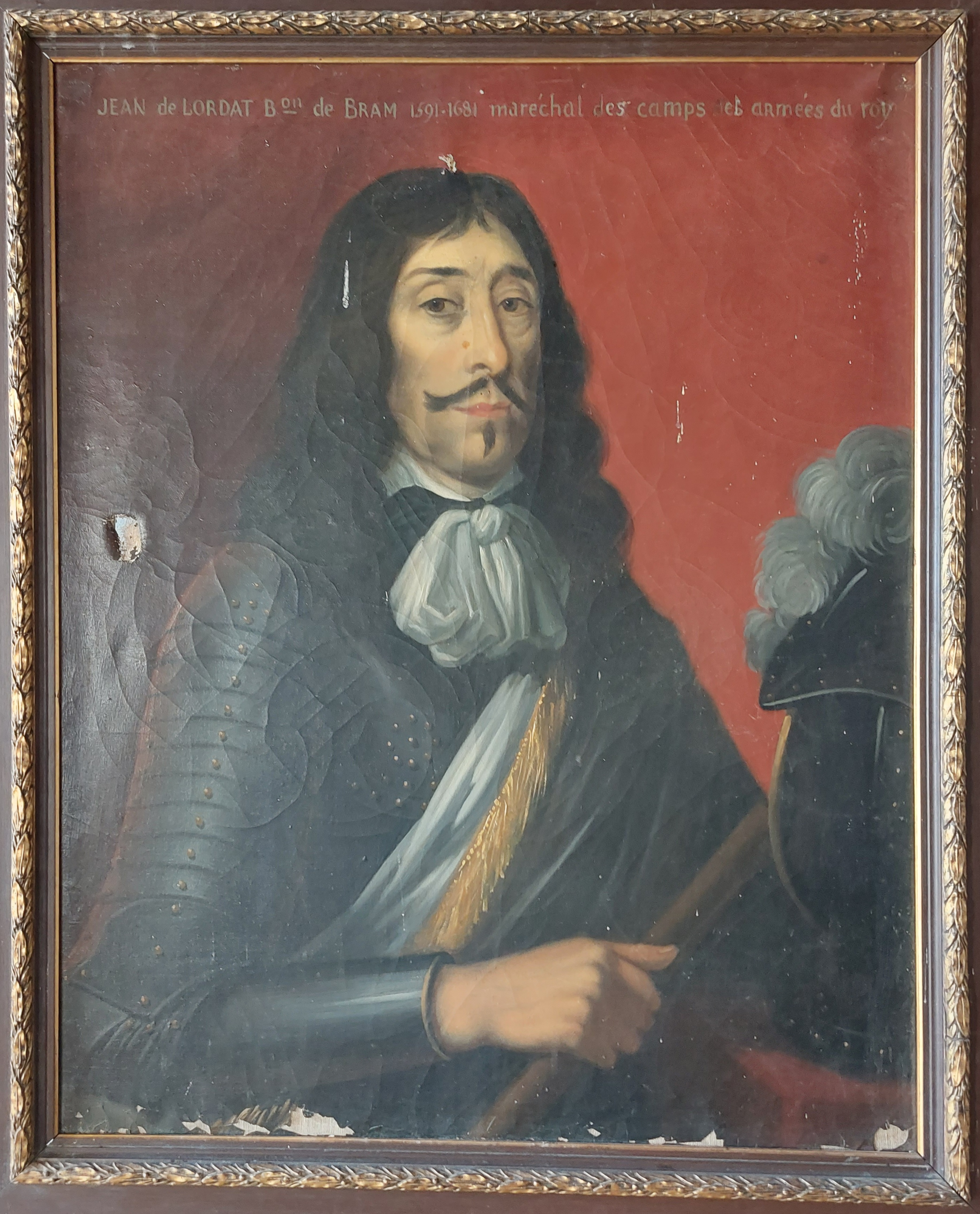
Jean de Lordat (1590-1681) baron de Bram, page d'Henry IV et de Louis XIII, maréchal de camp, gouverneur de la Cité de Carcassonne.

### XVIIesiècle
Le roi Louis XIII, passa une nuit au village le 20 octobre 1632 accompagné du cardinal Richelieu. Sa présence est attestée par une pierre gravée (inscrite aux monuments historiques par arrêté du 18 mars 1930) portant une inscription visible sur un mur, et quelques mètres plus loin, par un cartouche sculpté sur la façade de l'ancienne boulangerie du « château de la Baronnerie » située dans la rue qui porte son nom. Dix jours plus tard, à Toulouse (au Capitole), il assiste à l'exécution du duc Henri II de Montmorency, vaincu à Castelnaudary en septembre. En 1636, il accorde à la ville la permission de tenir un marché hebdomadaire le mercredi, ainsi que quatre foires annuelles (Jour de l'An, le 23 février, le jour de la Pentecôte et le 10 août),.

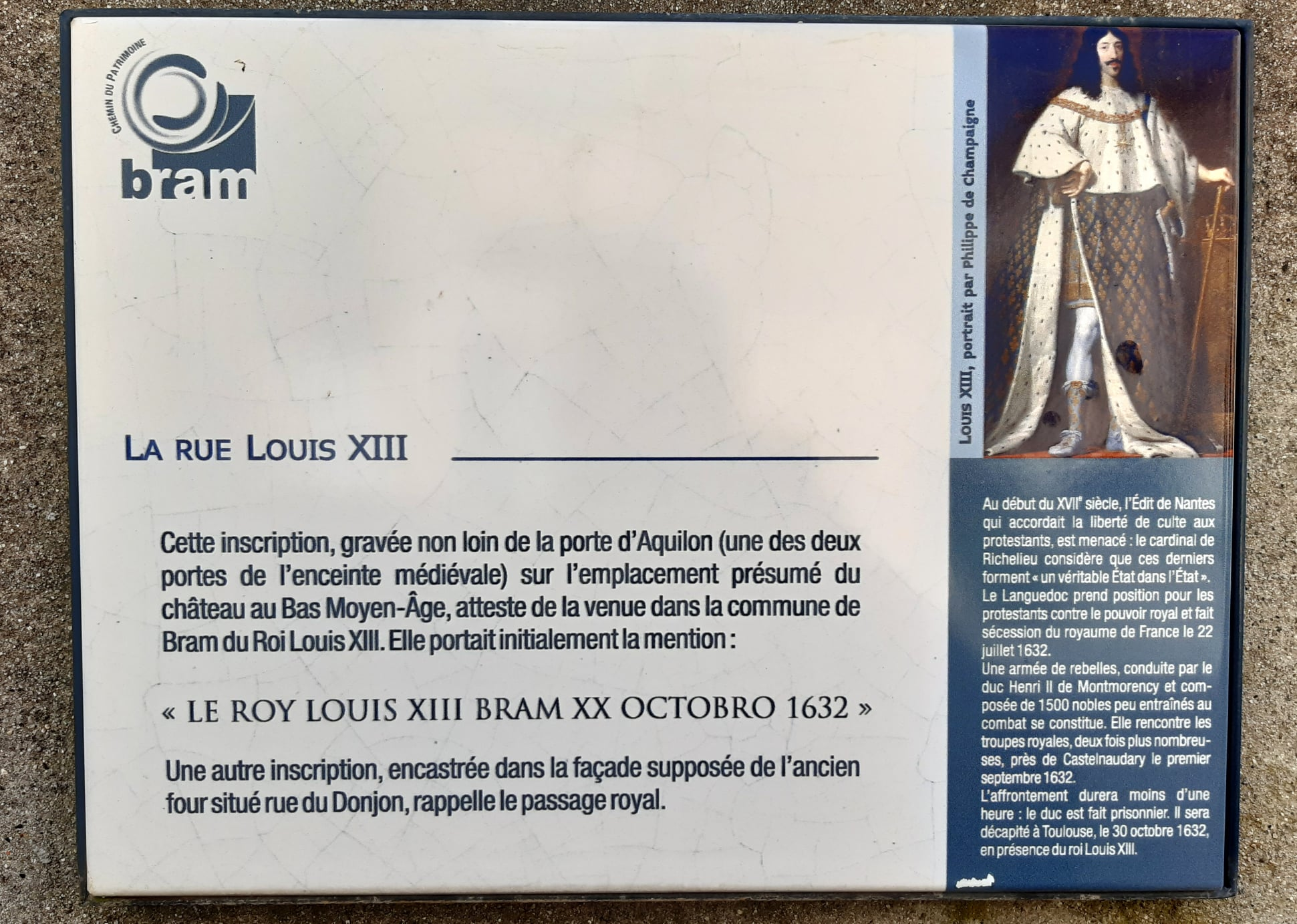
Cartel apposé rue Louis-XIII devant l'inscription indiquant son passage en 1632.
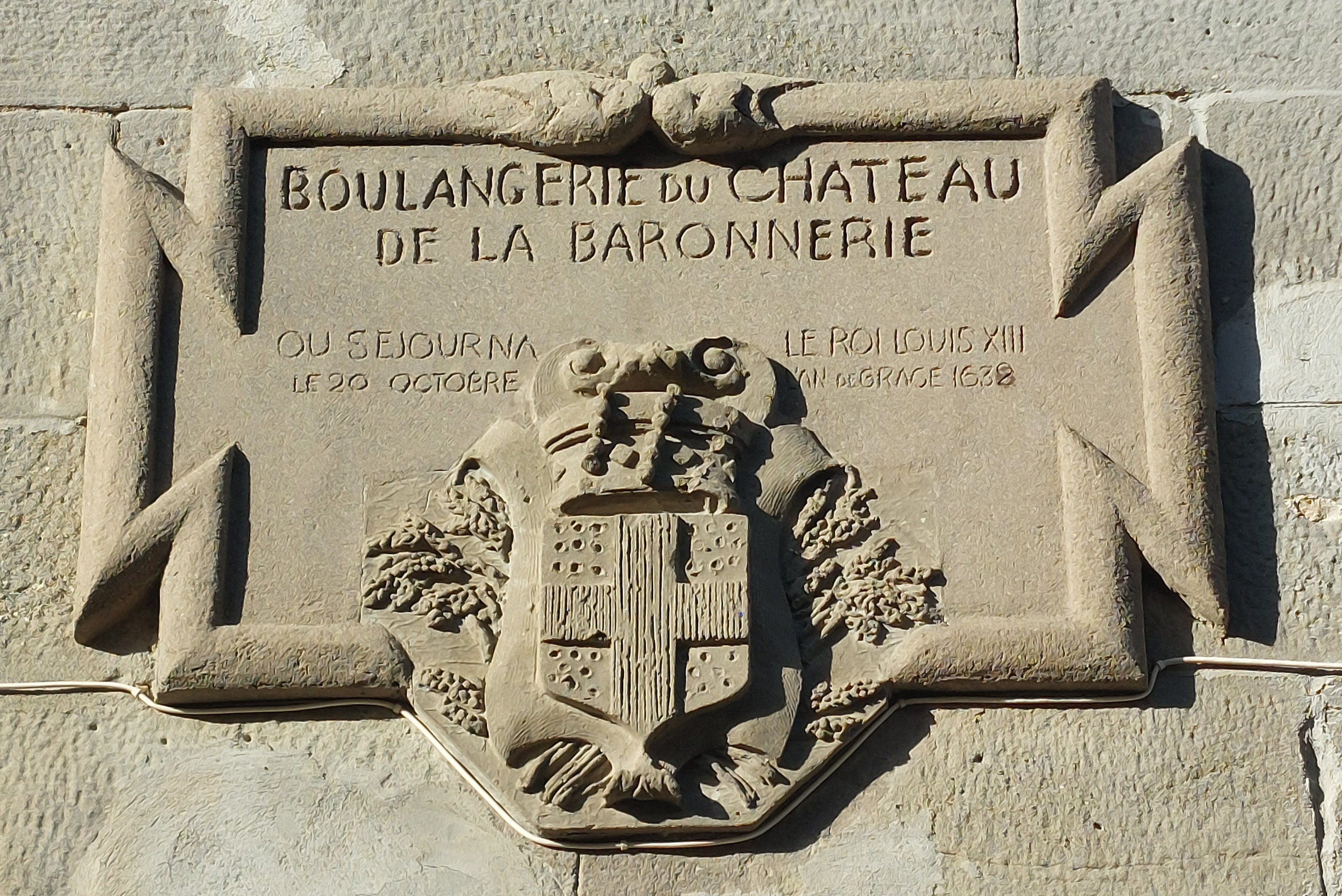
Cartouche visible sur la façade de l'ancienne boulangerie où résida le roi Louis XIII lors de son passage en 1632.

### Seconde Guerre mondiale
Durant la Seconde Guerre mondiale, un camp d'internement français, dit « camp du Pigné », est implanté en zone limitrophe entre les communes de Bram et de Montréal, près de la ligne de Bram à Belvèze, allant jusqu'à Lavelanet. Actif de 1939 à 1941, entre 15 000 et 18 000 personnes y ont été internées, principalement des exilés espagnols de la Retirada,.

Les 24 et 26 août 1942, 159 juifs dont 21 enfants, résidant dans l'Aude, furent raflés sur ordre du gouvernement de Vichy et livrés aux nazis. Ils furent déportés de la gare de Bram vers le camp d'extermination d'Auschwitz. Une stèle installée devant le parvis rappelle cet épisode tragique de l'Histoire.

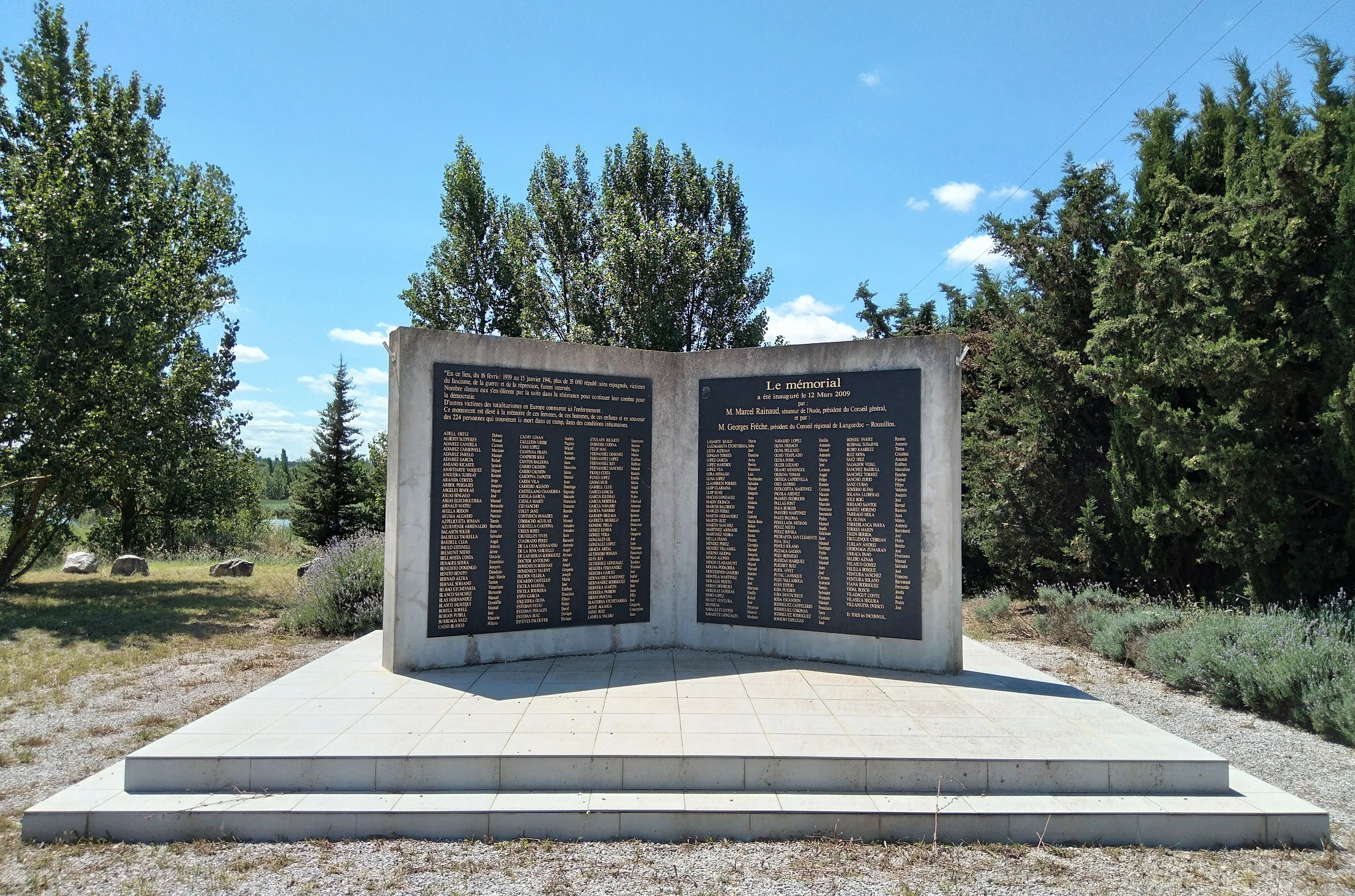
Mémorial de la Retirada situé sur le territoire limitrophe de la commune de Montréal d'Aude.
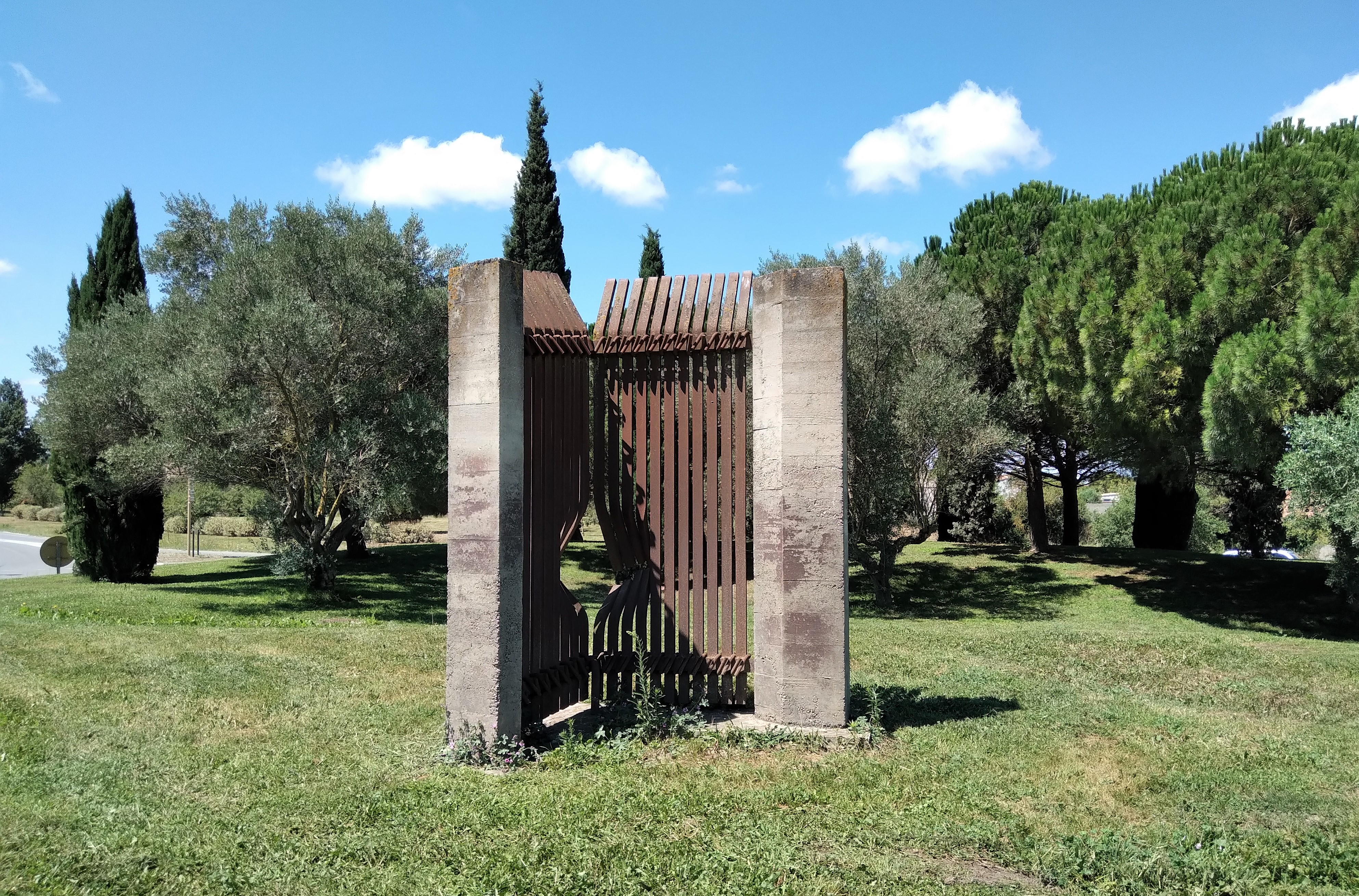
Sur le rond-point de la Retirada, la sculpture d'Andres Blume (2004) symbolisant les grilles du camp de Pigné.
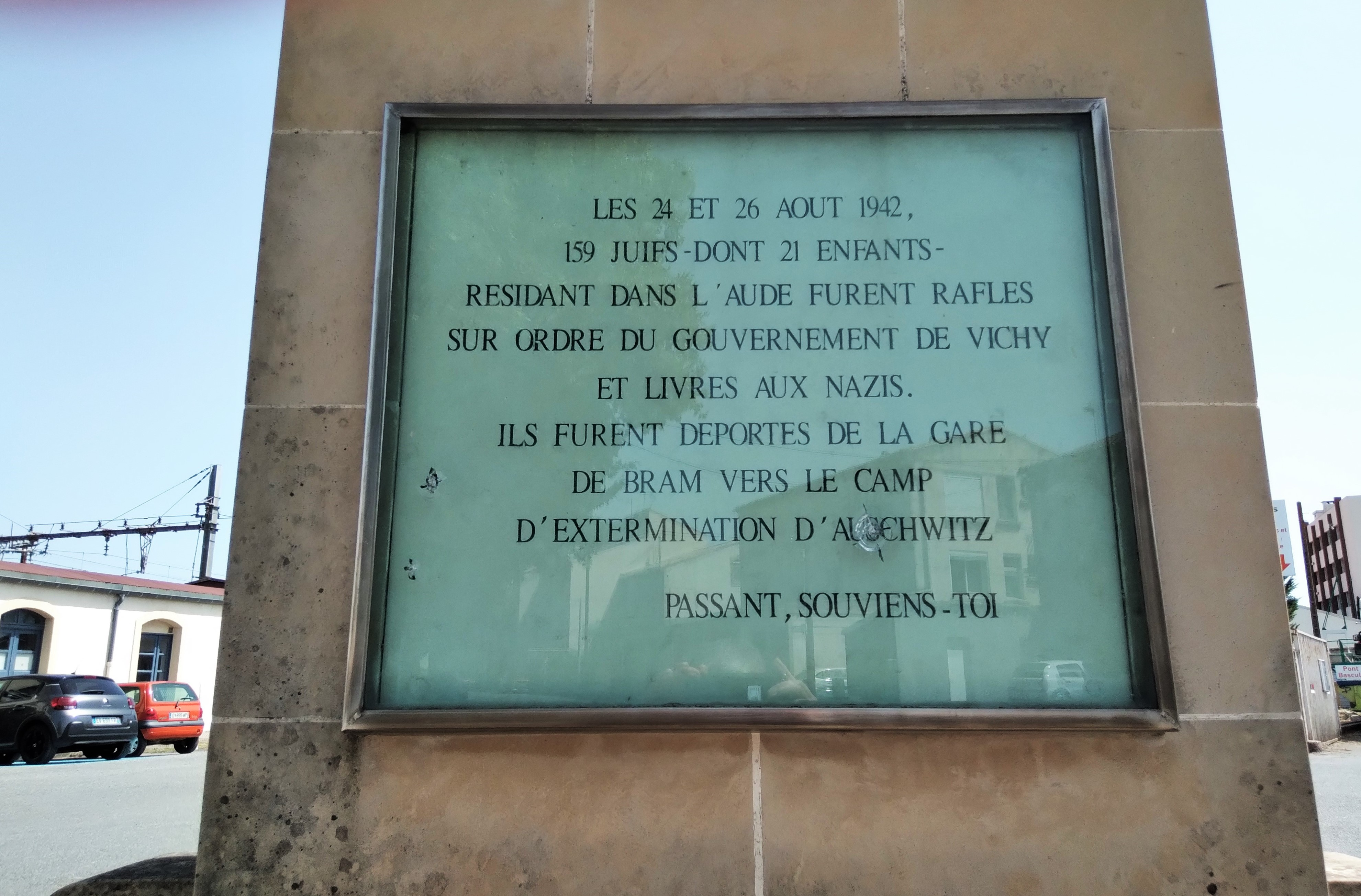
Stèle installée devant le parvis de la gare.

### Époque contemporaine
Le 14 juillet 2016, Gisèle et Germain Lyon, résidents de Bram, font partie, avec quatre membres de leur famille, des 86 victimes de l'attentat terroriste perpétré à Nice sur la promenade des Anglais. Leurs noms figurent sur le monument aux morts de la commune et sur la stèle se trouvant sur le « parvis de la laïcité » créé devant l'hôtel de ville ainsi que sur le Mémorial des victimes de l'attentat du 14 juillet 2016 à Nice. La plaque commémorative est illustrée d'une Marianne dessinée spécialement par Benjamin Régnier, qui a ému la France avec sa « Marianne en pleurs » créée au lendemain de l'attentat du Bataclan.

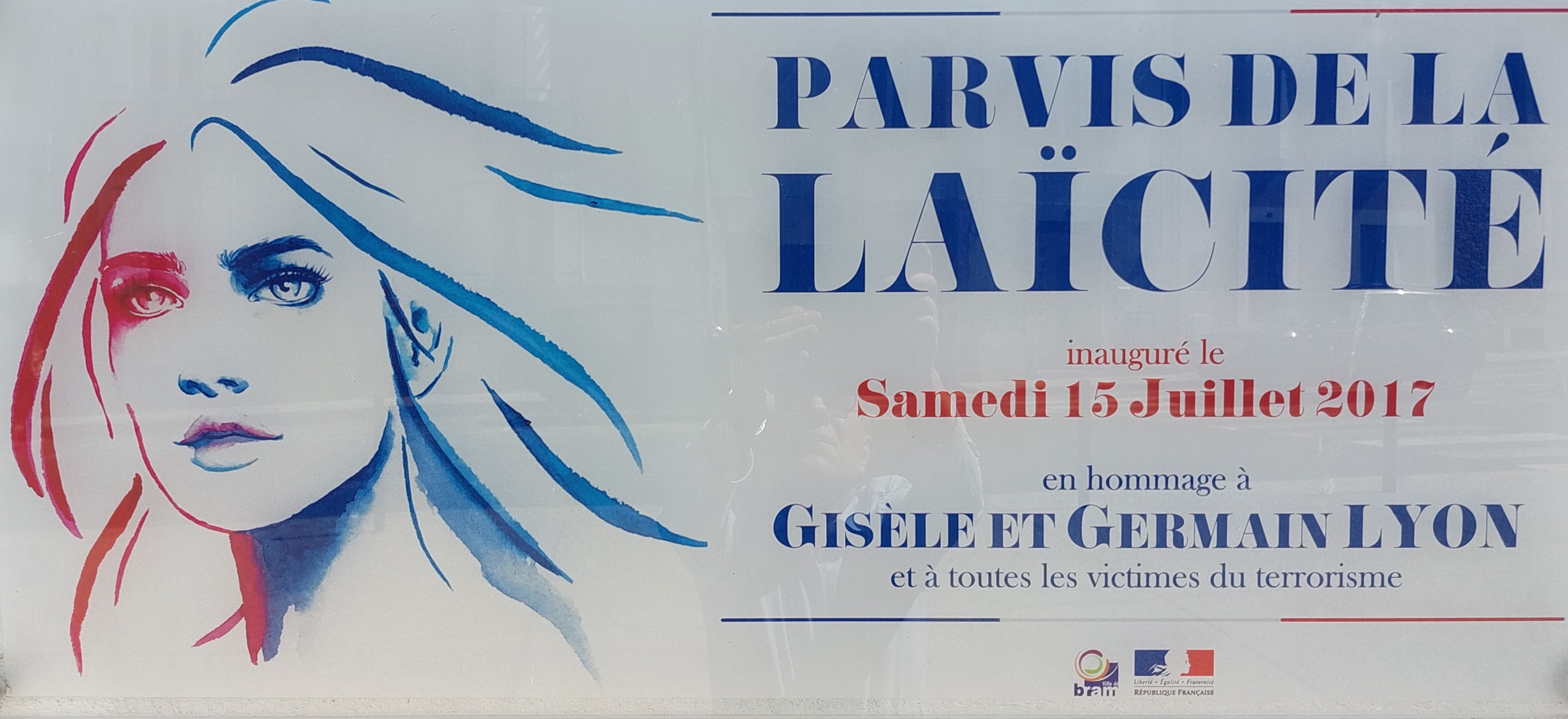
Plaque commémorative du « parvis de la laïcité ».

## Politique et administration

### Découpage et administration territoriale
La commune de Bram est membre de la communauté de communes Piège-Lauragais-Malepère, un établissement public de coopération intercommunale (EPCI) à fiscalité propre créé le 19 décembre 2012 et dont le siège est à Bram. Ce dernier est par ailleurs membre d'autres groupements intercommunaux dont le pôle d'équilibre territorial et rural, Pays Lauragais.
Sur le plan administratif, elle est rattachée à l'arrondissement de Carcassonne, au département de l'Aude, en tant que circonscription administrative de l'État, et à la région Occitanie.
Sur le plan électoral, elle est rattachée au canton de la Piège au Razès pour l'élection des conseillers départementaux, dont elle est le bureau centralisateur, depuis le redécoupage cantonal de 2014 entré en vigueur en 2015, après avoir fait partie du canton de Fanjeaux. Elle dépend de la troisième circonscription de l'Aude pour les élections législatives, depuis le redécoupage électoral de 1986.

### Administration municipale
La mairie était située avec l'école dans le village circulaire, rue Alazaïs Raseire, jusqu'au début des années 1950. Époque où un nouvel hôtel de ville fut construit à quelques mètres de cet endroit, en bordure de la voie ferrée, sur un emplacement symbolique, face à l'ancienne entrée du château de Lordat où furent brûlés le 22 frimaire de l'an II, les titres féodaux de la famille de Lordat en présence de la garde nationale et des élus.
D'anciens maires sont honorés par une rue portant leurs noms. Il s'agit de Jacques Viroligier (1854 à 1855), Charles de Lordat (1868 à 1870 - 1871 à 1876 et 1884 à 1888), Jean-Pierre Sabarthes (1888 à 1892), Bernard (1792 -1796 à 1800) et Firmin Lacroix (1892 à 1894) ainsi que le président de la délégation spéciale, Joseph Caizergues (1941 à 1944). Un quartier porte le nom de Jacques Rancoule, maire de 1919 à 1941.
En 2024, le maire dirige la ville avec cinq adjoints et seize conseillers municipaux dont trois avec délégations.
Il existe également un conseil municipal des jeunes permettant tous les deux ans à quinze jeunes élus scolarisés du CM2 à la 3e de mettre en place, avec leur propre budget, des actions citoyennes à destination de la jeunesse, et également à l'ensemble de la population.

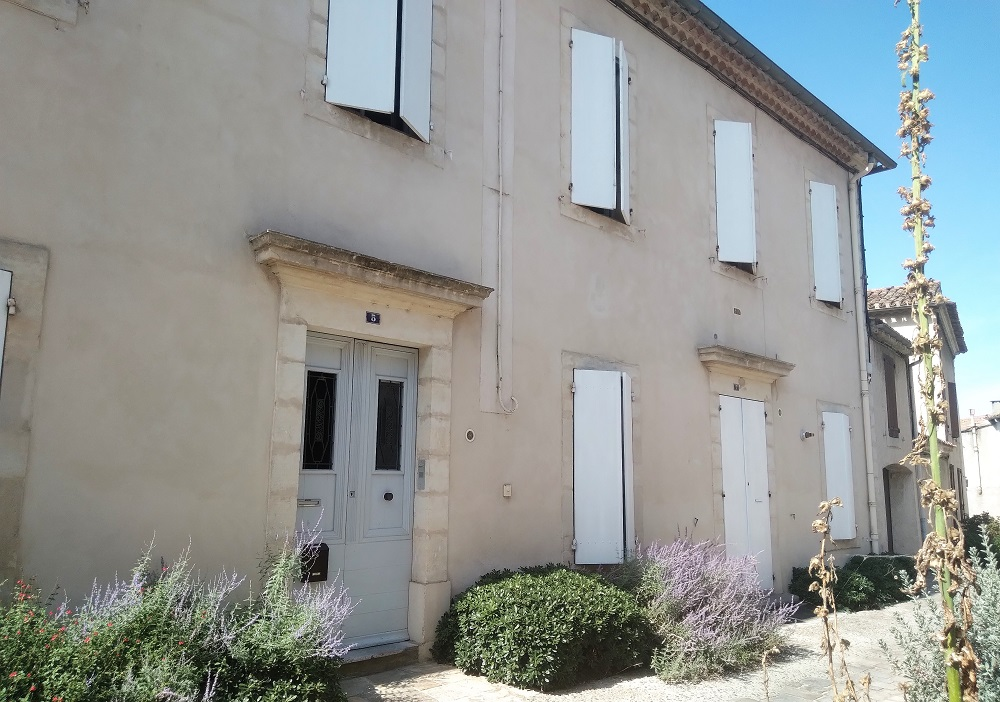
L'ancienne mairie, située dans le village circulaire.
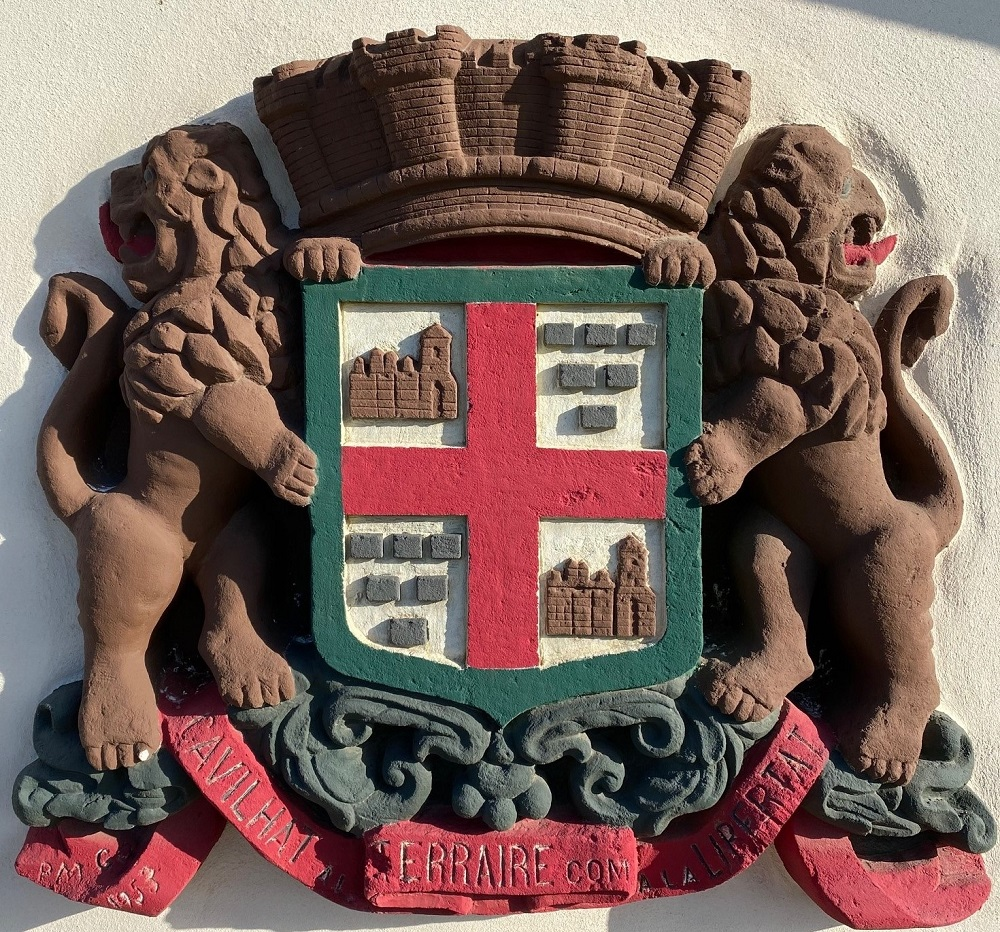
Blason visible sur le fronton de l'hôtel de ville.
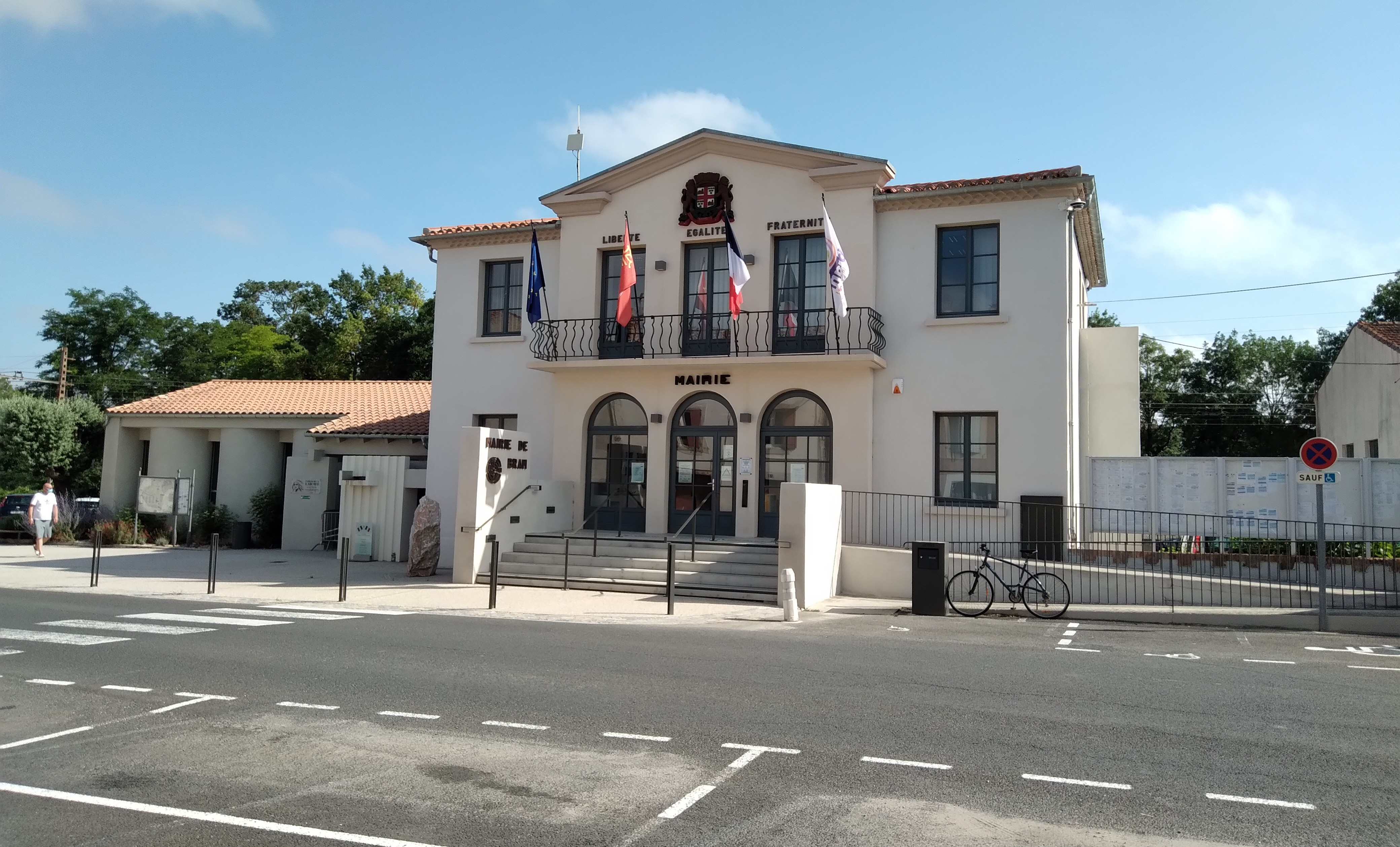
L'hôtel de ville.
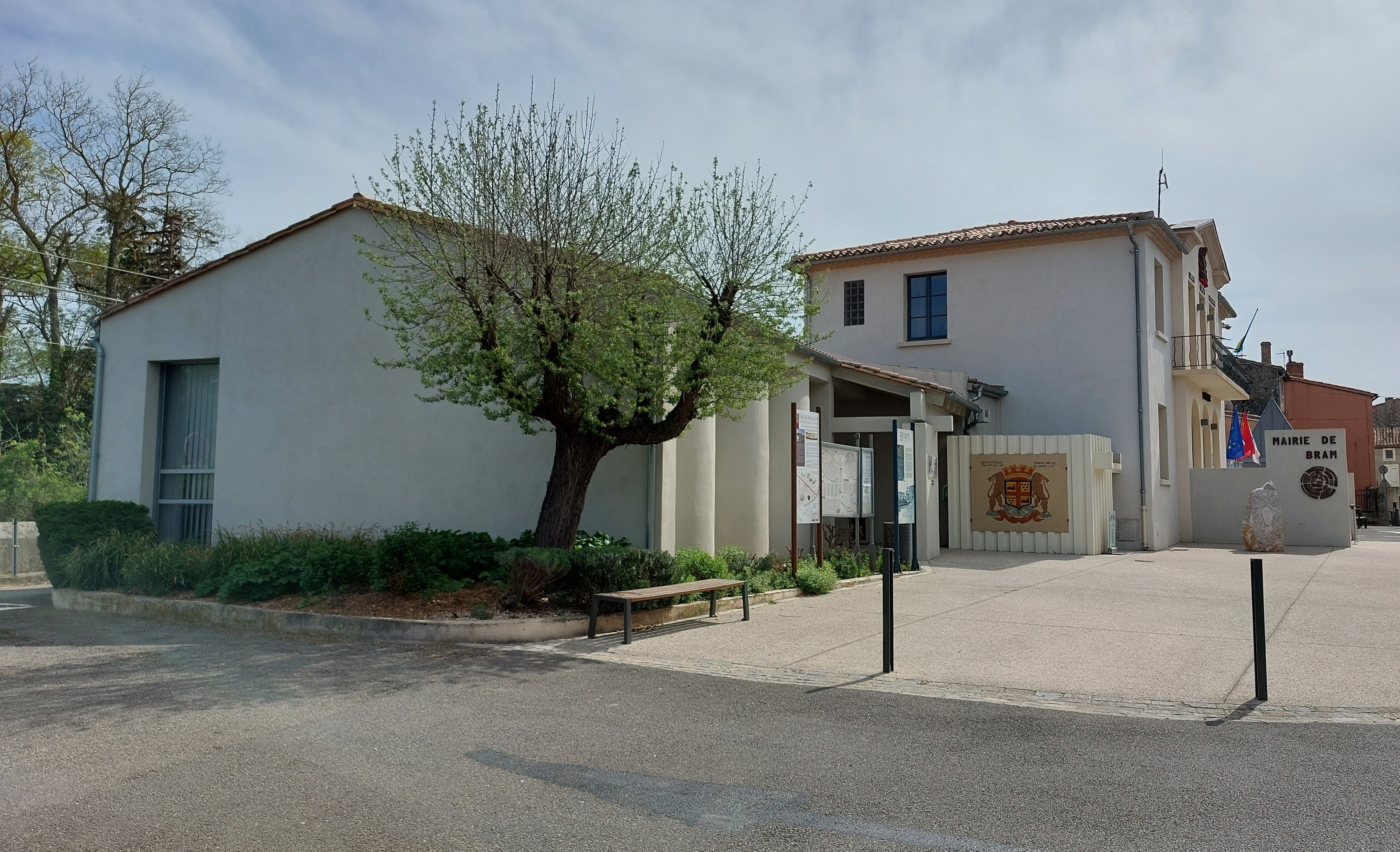
Le parvis de la laïcité, situé devant le bâtiment annexe de l'hôtel de ville.

### Tendances politiques et résultats
La ville est depuis 1971 un bastion du Parti Socialiste dans l'Aude.

### Liste des maires

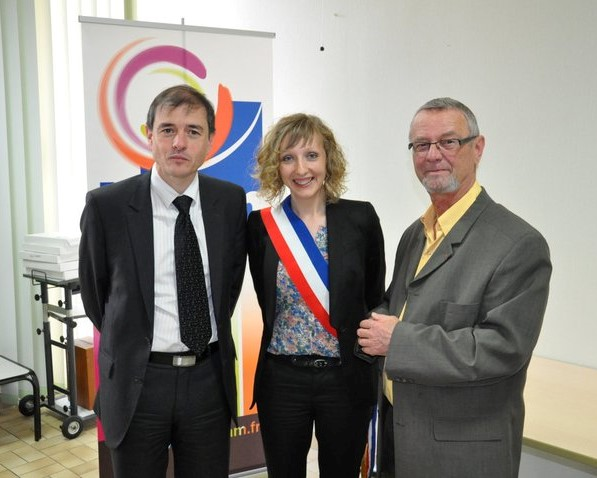
Le maire, Claudie Faucon-Méjean, entourée de ses deux prédécesseurs, André Viola et Jacques Cambolive en 2011.

#### Rencontres de la gauche
Depuis 2021, la présidente socialiste de la région Occitanie, Carole Delga, avec son mouvement « La République en commun », organise en septembre des ateliers, des débats et des conférences à Bram, principalement au parc des Essars, intitulées « Rencontres de la gauche  » dans le but de relancer le PS en dehors de son alliance avec la NUPES. La quatrième édition en 2024 rassembla près de 2300 personnes. Au fil des années, de nombreuses personnalités ont assisté à cette manifestation dont le syndicaliste José Bové, l'ancien président, François Hollande, les anciens ministres Bernard Cazeneuve, Benoit Hamon ou l'essayiste et député européen, Raphaël Glucksmann,,,,,,,,.

### Jumelage
- Soum (Nanoro) (Burkina Faso) depuis 2005[76].

## Équipements et services publics
- le centre d'arts et cultures « Les Essar[t]s » consacré aux arts visuels, à la médiation scolaire et aux rencontres culturelles entre amateurs et professionnels au travers de résidences d'artistes, propose également depuis 2014 des expositions de grands noms de la photographie, comme Robert Capa, Marcel Bovis, André Kertész, Fred Stein, Robert Doisneau, Raymond Depardon, Jacques-Henri Lartigue[77],[78]
- la médiathèque intercommunale.
- la Maison des jeunes et de la culture, fondée en 1969[79].
- cinq boîtes à livres, situées dans le parc des Essars, aux abords de l'école maternelle, de l'église, du lac de Buzerens et de l'hôtel de ville dans l'ancien poids public[80].
- le vélo bénéficie d'une piste d'apprentissage à destination des plus jeunes, afin de mieux appréhender les déplacements en zone urbaine. Un service de ramassage scolaire effectué à l'aide d'une « rosalie », un vélo-bus, existe depuis septembre 2024[81],[82].
- la salle polyvalente « Espace Idéal », inaugurée en 2019, située à l'emplacement d'un cinéma fermé à la fin des années 1970[83],[84].

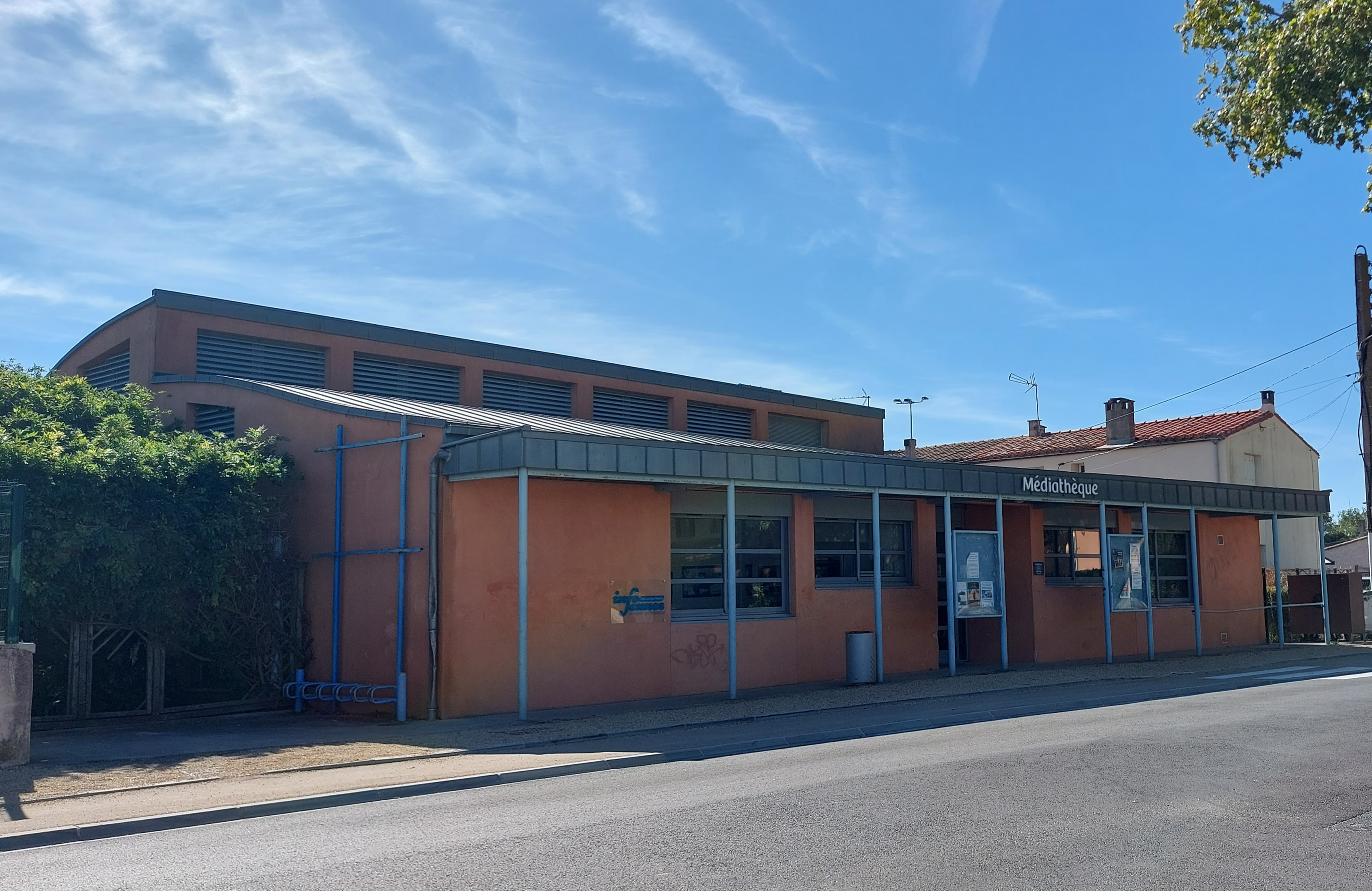
La médiathèque gérée par la Communauté de communes.
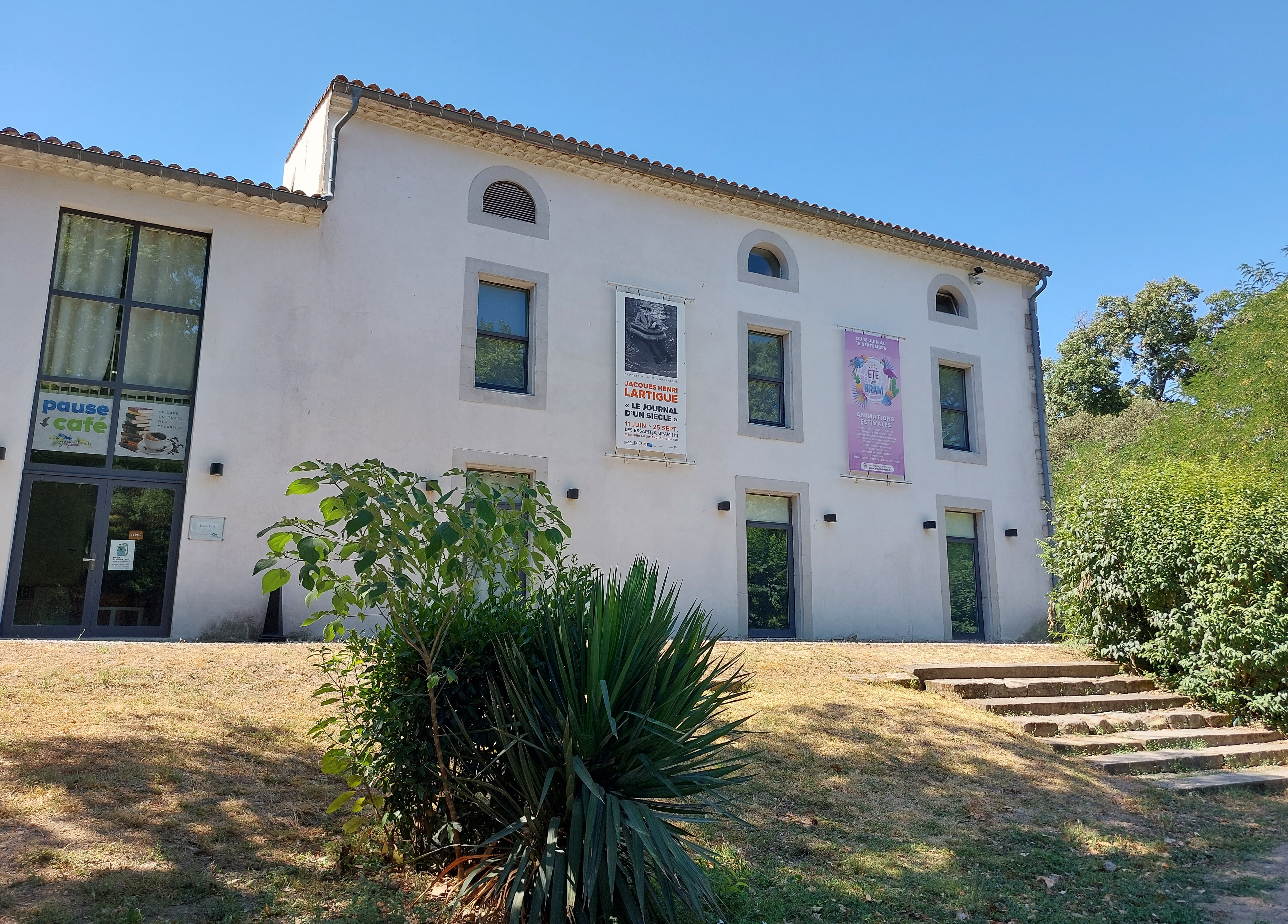
Le « centre arts et cultures des Essar[t]s ».
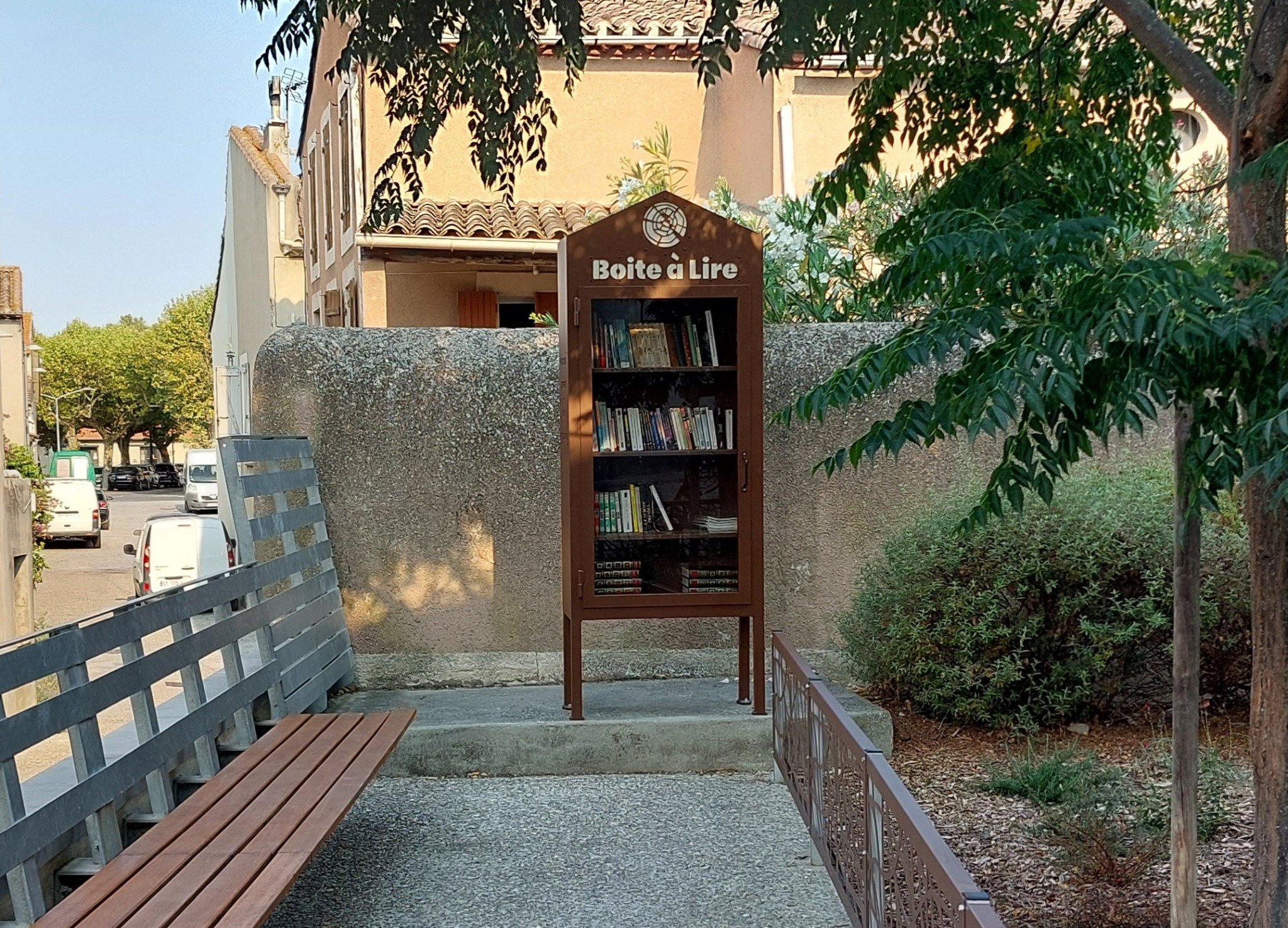
La boite à livres située dans le square à côté de l'église.
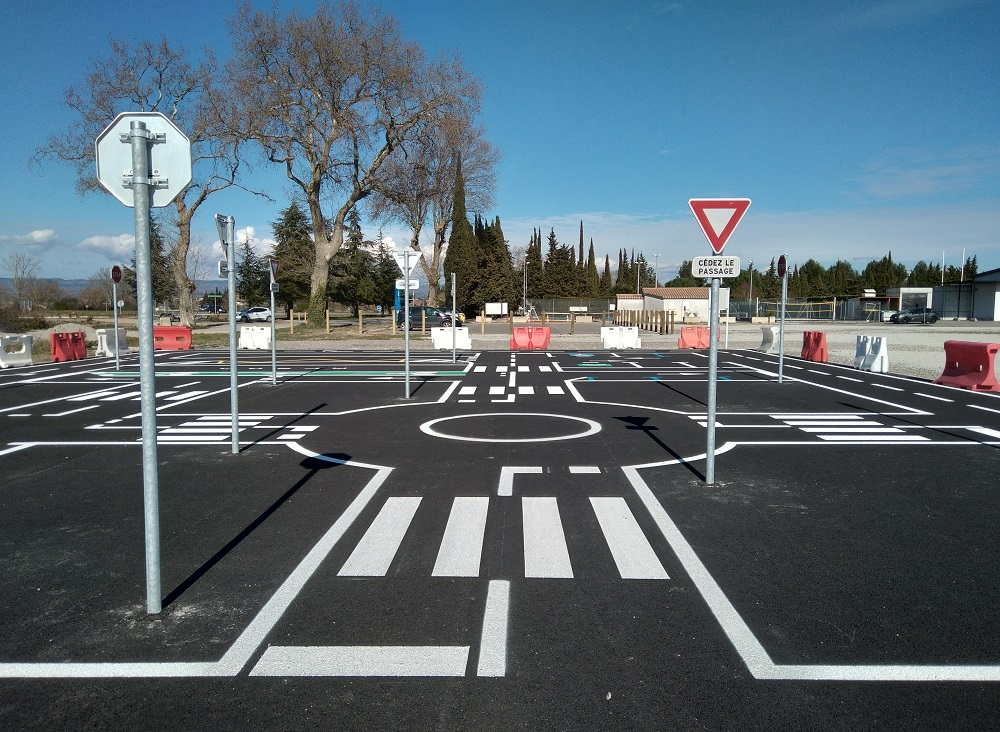
La piste d'apprentissage pour les jeunes cyclistes située près du stade des Pyrénées.
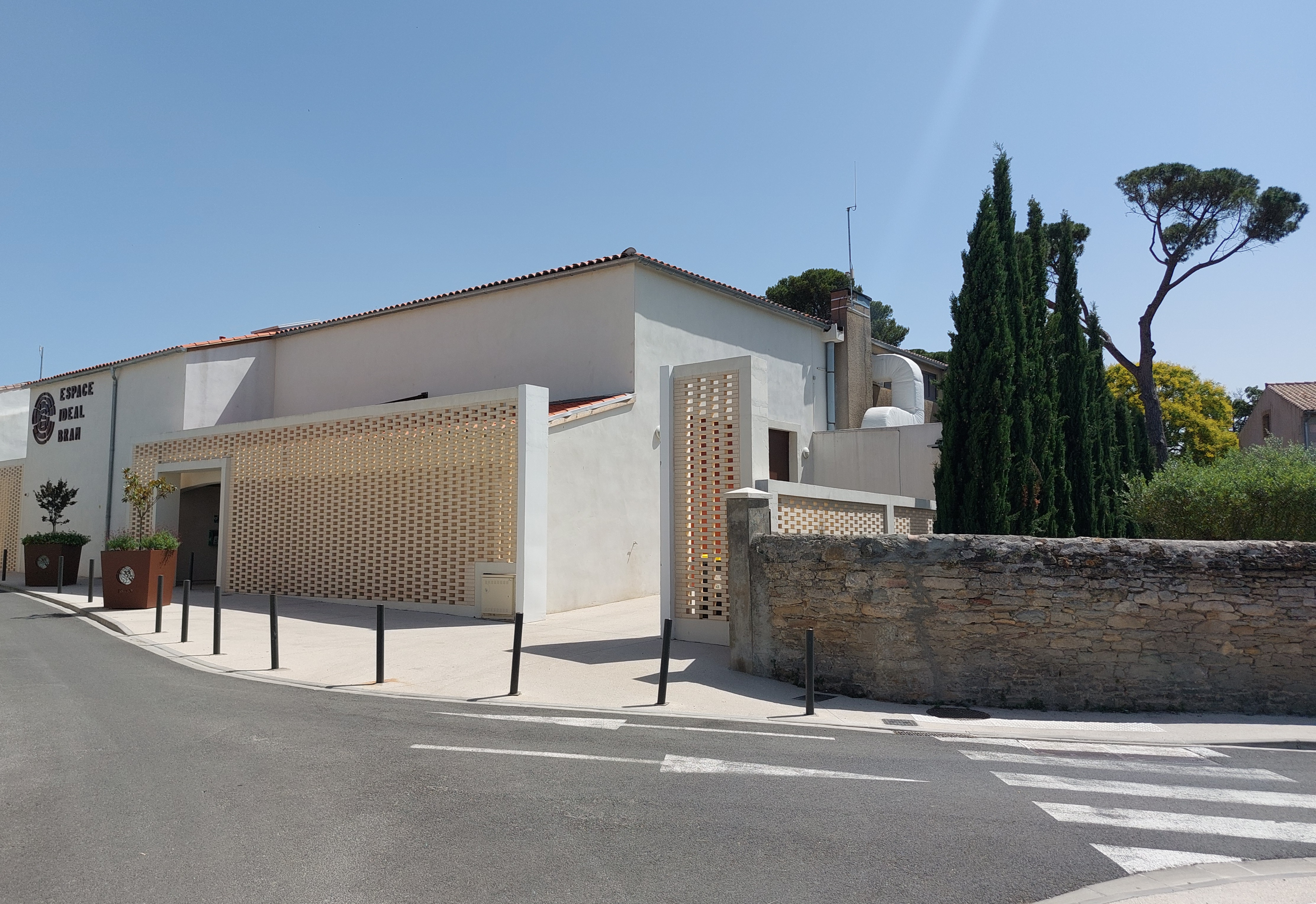
La salle polyvalente de « l'espace Idéal ».

### Enseignement
Bram fait partie de l'Académie de Montpellier. Voici les principaux établissements :
- la crèche intercommunale Jacques Cambolive ;
- l'école maternelle « Arc-en-ciel » ;
- l'école élémentaire « Marie-Jeanne Estevenon-Ferrasse ». Le décor sculpté entourant la porte d'entrée a été créé dans le cadre du 1% artistique et est signé Yvonne Gisclard-Cau et Paul Manaut[85];
- le collège Saint-Exupéry, inauguré au début des années 1960 ;
- l'école intercommunale des arts (musique, danse et théâtre);
- l'école privée catholique « La Providence » située au château de Sainte-Gemme[86].

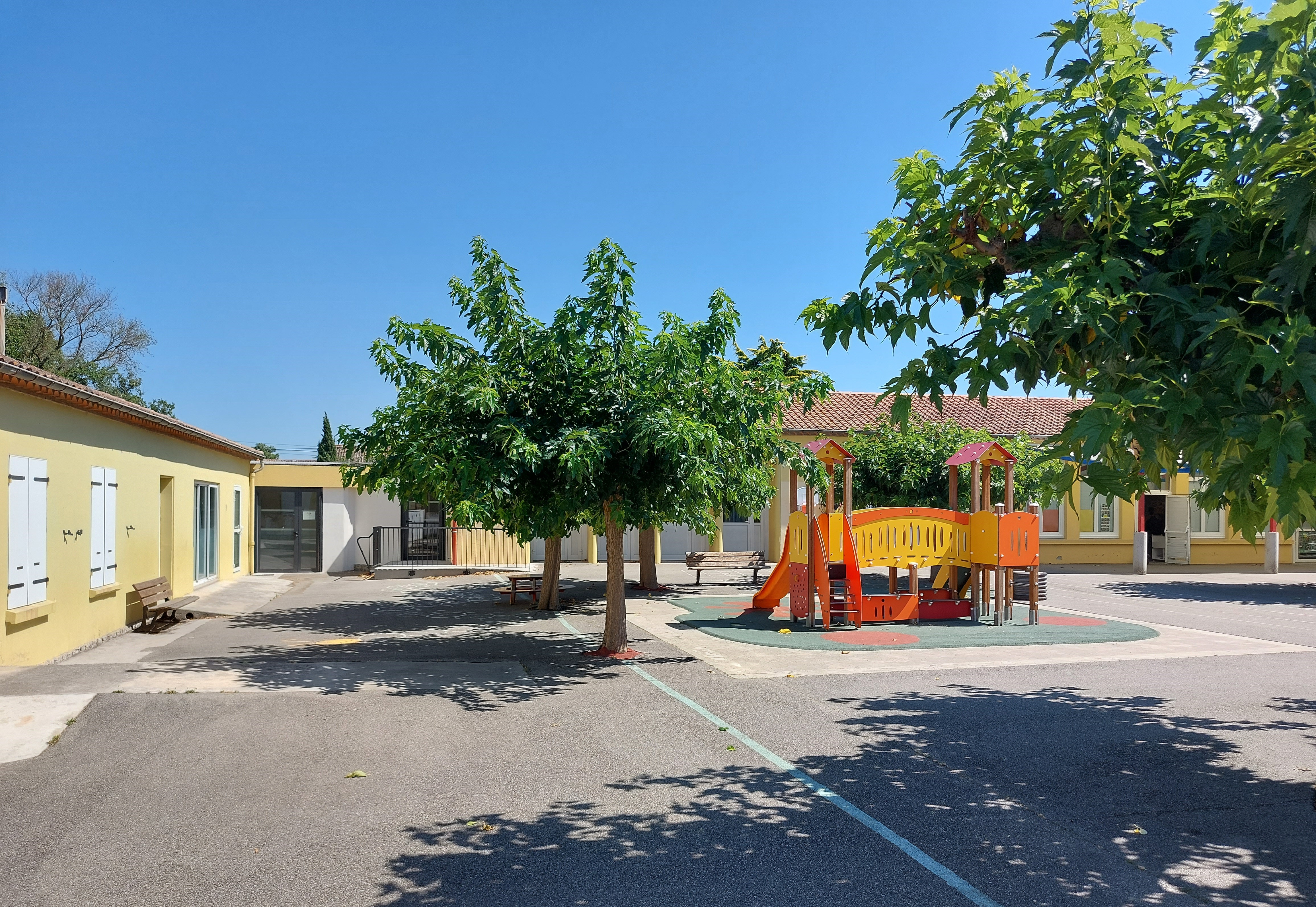
L'école maternelle Arc-en-Ciel de Bram.
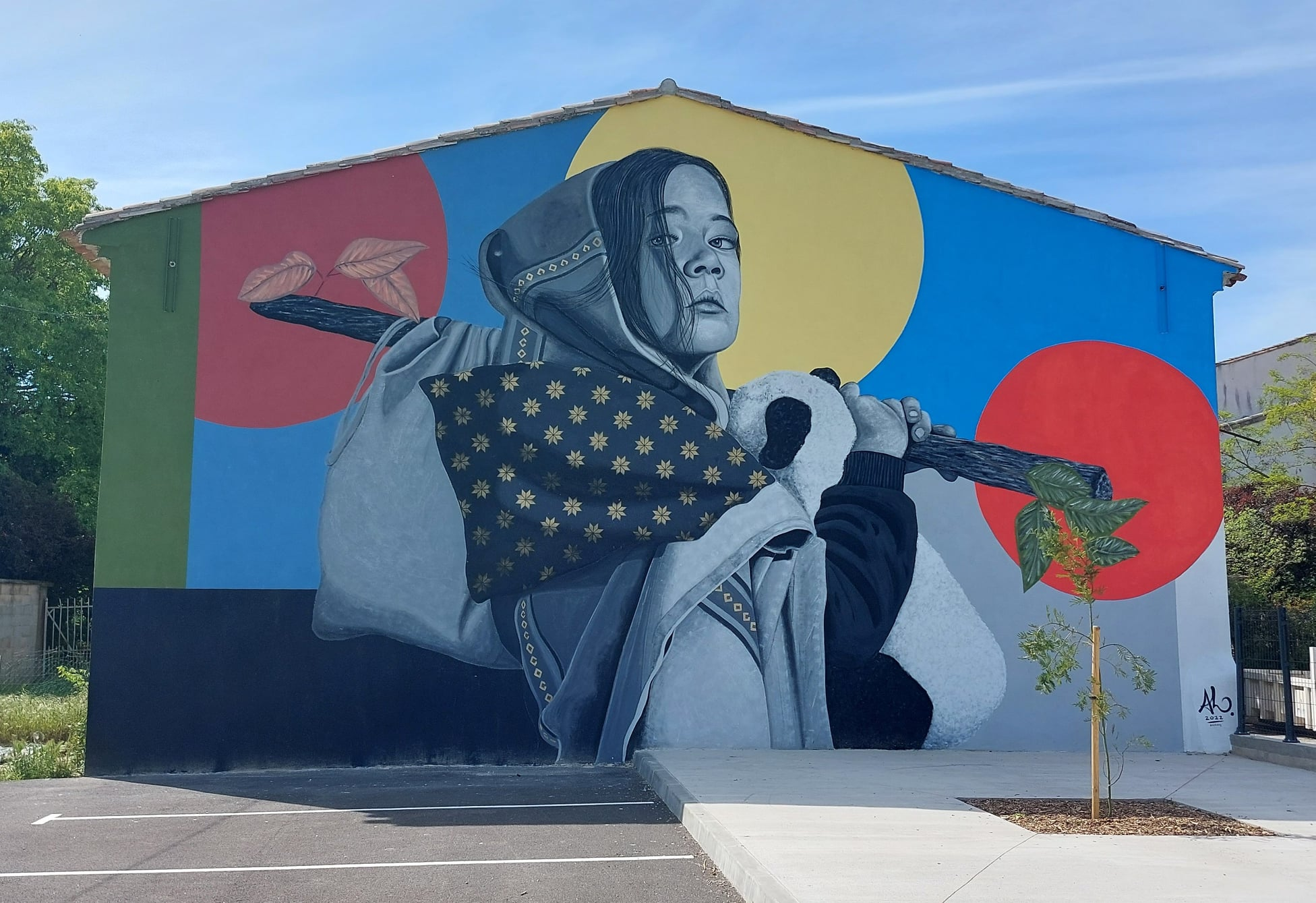
La fresque située devant l'entrée de l'école maternelle en mémoire de la Retirada.
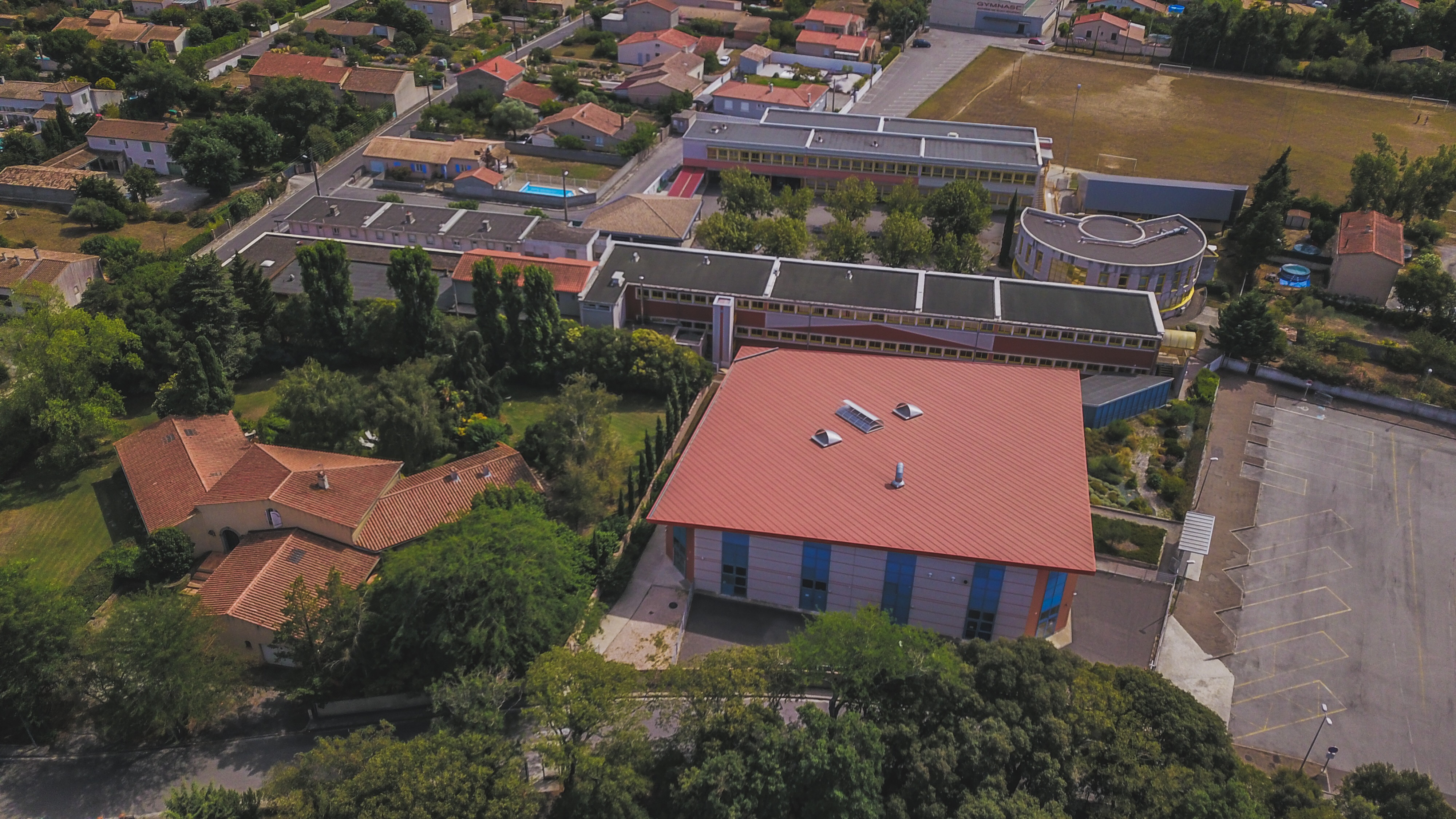
Le collège Saint-Exupéry.
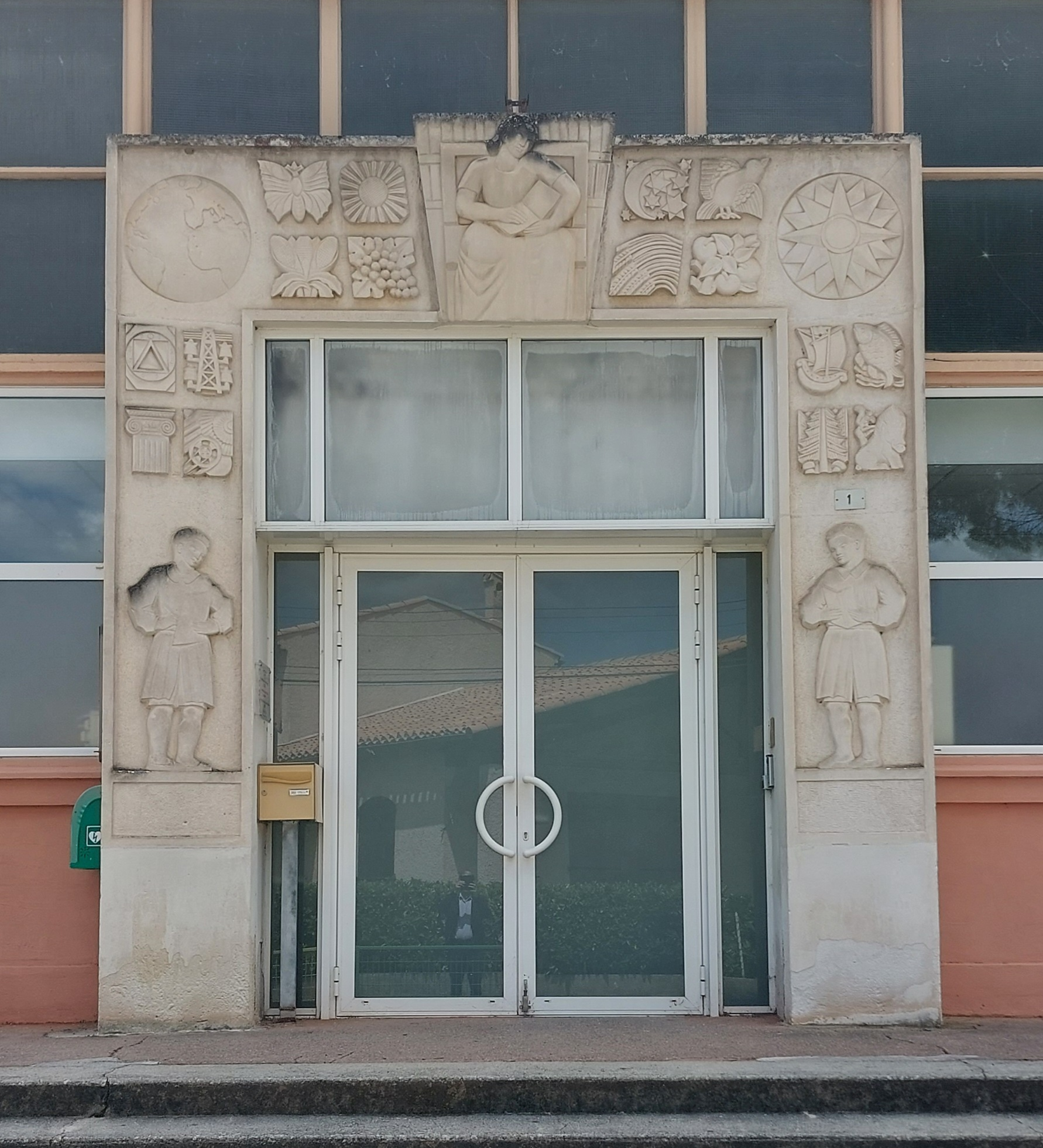
Le portique sculpté de l'école primaire, signé Yvonne Gisclard-Cau et Paul Manaut.
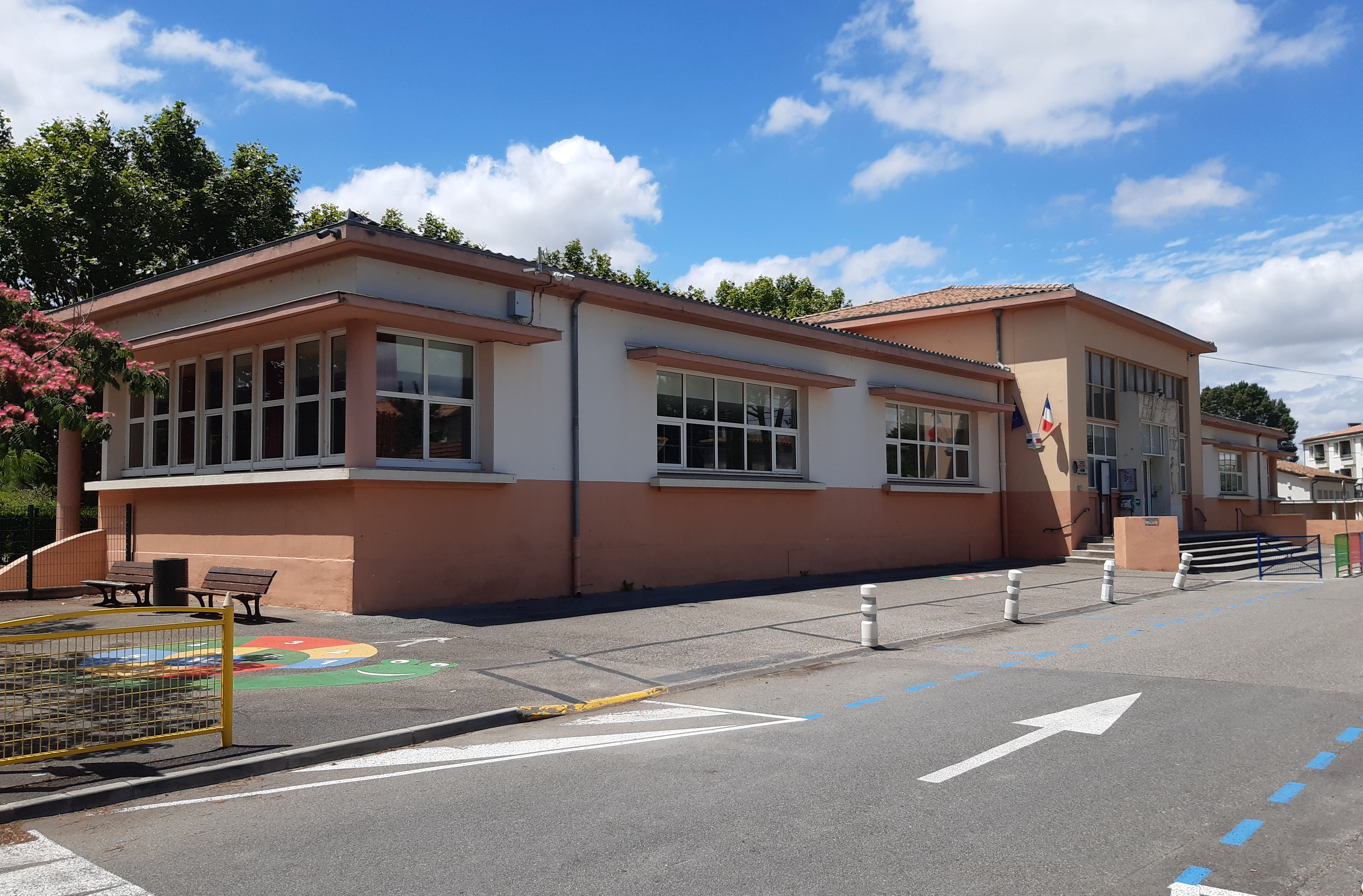
L'école élémentaire Marie-Jeanne-Estevenon-Ferrasse.

### Santé
La ville dispose d'un centre médical. Plusieurs médecins, dentistes, infirmiers, ostéopathes, kinésithérapeutes, podologues et orthophonistes sont installés sur son territoire ainsi qu'une pharmacie agrandie en 2013 à la suite de la fusion de deux pharmacies précédemment situées en centre-ville. Cette dernière dispose également d'une cabine de téléconsultation médicale,. En 1991, un EHPAD est créé sur la commune. Il fait partie depuis 2006 du groupe Korian.
Pour les animaux, une clinique vétérinaire, remplaçant l'ancien cabinet du centre ville a ouvert ses portes sur la Z.A.E du Lauragais en janvier 2024.

### Instances judiciaires et administratives
Les juridictions compétentes pour la commune de Bram sont :
- à Carcassonne : le tribunal d'instance, le tribunal de grande instance, le tribunal pour enfants, le conseil de prud'hommes, le tribunal de commerce ;
- à Montpellier : la cour d'appel de Montpellier, le tribunal administratif ;
- à Toulouse : la cour administrative d'appel.

### Services publics

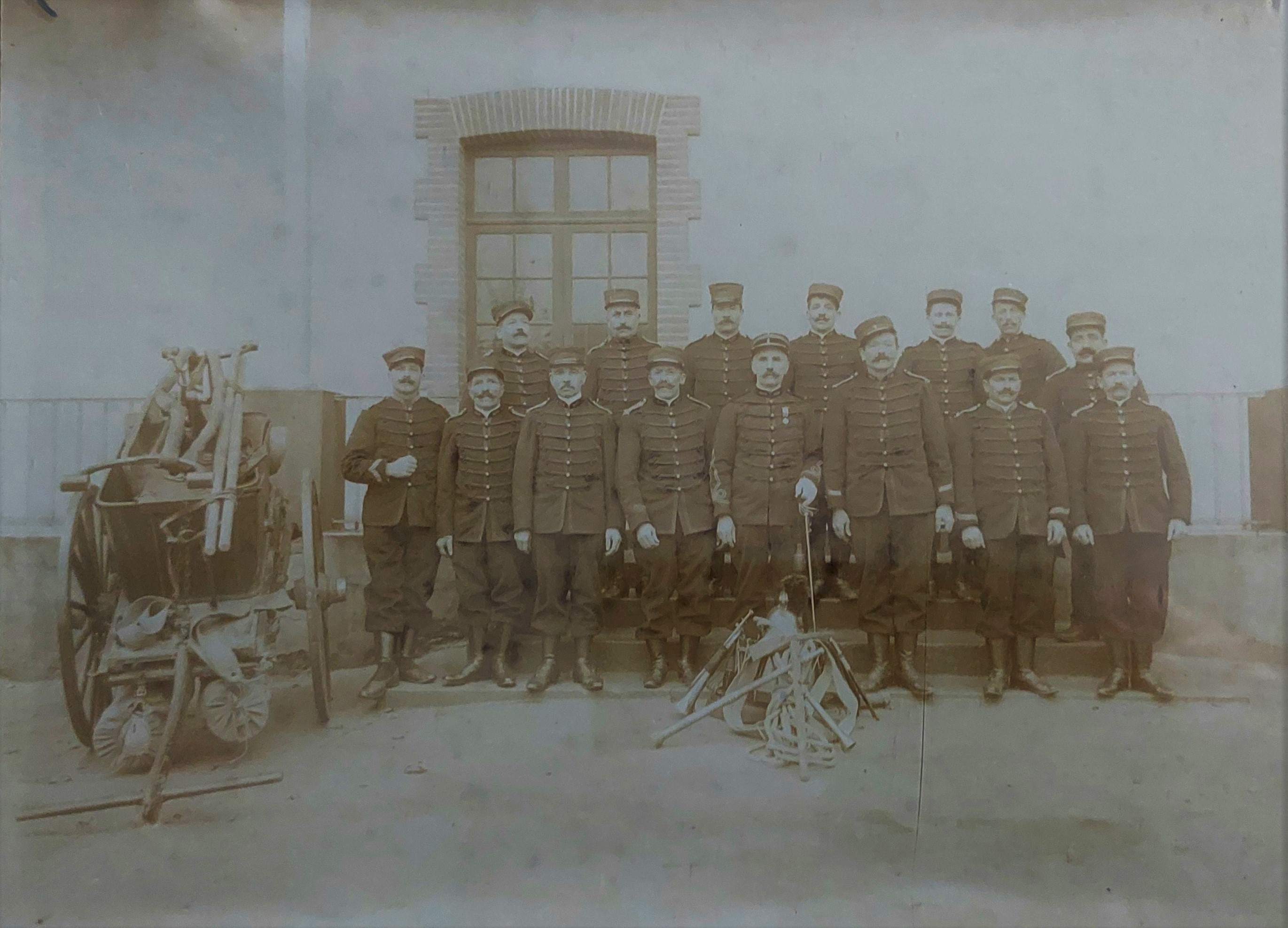
La compagnie de pompiers de Bram lors de la Sainte-Barbe 1913.

Bram possède un centre de sapeurs-pompiers, créé en 1868, dépendant du service départemental d'incendie et de secours, et mis à l'honneur dans le film Les hommes du feu tourné en 2017. Elle compte également une caserne de gendarmerie siège d'une « CoB » (communauté de brigades de gendarmerie), une police municipale, une poste, dont les nouveaux locaux furent inaugurés en 1990 par le ministre des PTT, une annexe de l'office de tourisme intercommunal pendant la saison estivale, une Maison de services au public administrée par la communauté de communes Piège-Lauragais-Malepère.

## Population et société

### Démographie

#### Évolution démographique
L'évolution du nombre d'habitants est connue à travers les recensements de la population effectués dans la commune depuis 1793. Pour les communes de moins de 10 000 habitants, une enquête de recensement portant sur toute la population est réalisée tous les cinq ans, les populations de référence des années intermédiaires étant quant à elles estimées par interpolation ou extrapolation. Pour la commune, le premier recensement exhaustif entrant dans le cadre du nouveau dispositif a été réalisé en 2006.

En 2022, la commune comptait 3 252 habitants, en évolution de +1,63 % par rapport à 2016 (Aude : +2,65 %, France hors Mayotte : +2,11 %).
| 1793 | 1800  | 1806  | 1821  | 1831  | 1836  | 1841  | 1846  | 1851  |
| ---- | ----- | ----- | ----- | ----- | ----- | ----- | ----- | ----- |
| 962  | 1 067 | 1 178 | 1 366 | 1 425 | 1 429 | 1 473 | 1 528 | 1 560 |

| 1856  | 1861  | 1866  | 1872  | 1876  | 1881  | 1886  | 1891  | 1896  |
| ----- | ----- | ----- | ----- | ----- | ----- | ----- | ----- | ----- |
| 1 616 | 1 638 | 1 534 | 1 487 | 1 528 | 1 656 | 1 840 | 1 606 | 1 714 |

| 1901  | 1906  | 1911  | 1921  | 1926  | 1931  | 1936  | 1946  | 1954  |
| ----- | ----- | ----- | ----- | ----- | ----- | ----- | ----- | ----- |
| 1 867 | 1 971 | 1 924 | 1 794 | 1 954 | 2 074 | 2 076 | 2 152 | 2 145 |

| 1962  | 1968  | 1975  | 1982  | 1990  | 1999  | 2006  | 2011  | 2016  |
| ----- | ----- | ----- | ----- | ----- | ----- | ----- | ----- | ----- |
| 2 417 | 2 733 | 2 643 | 2 650 | 2 899 | 2 969 | 3 156 | 3 368 | 3 200 |

| 2021  | 2022  | - | - | - | - | - | - | - |
| ----- | ----- | - | - | - | - | - | - | - |
| 3 239 | 3 252 | - | - | - | - | - | - | - |

#### Pyramide des âges
La population de la commune est relativement âgée.
En 2018, le taux de personnes d'un âge inférieur à 30 ans s'élève à 31,1 %, soit au-dessus de la moyenne départementale (30,2 %). À l'inverse, le taux de personnes d'âge supérieur à 60 ans est de 34 % la même année, alors qu'il est de 32,9 % au niveau départemental.
Les pyramides des âges de la commune et du département s'établissent comme suit.
| Hommes | Classe d’âge | Femmes |
| ------ | ------------ | ------ |
| 1,2    | 90 ou +      | 3,3    |
| 11,0   | 75-89 ans    | 15,3   |
| 18,1   | 60-74 ans    | 18,6   |
| 18,9   | 45-59 ans    | 17,7   |
| 16,7   | 30-44 ans    | 16,8   |
| 14,5   | 15-29 ans    | 12,6   |
| 19,7   | 0-14 ans     | 15,9   |

| Hommes | Classe d’âge | Femmes |
| ------ | ------------ | ------ |
| 1      | 90 ou +      | 2,4    |
| 9,5    | 75-89 ans    | 11,8   |
| 21,2   | 60-74 ans    | 21,7   |
| 20,4   | 45-59 ans    | 20,3   |
| 16,3   | 30-44 ans    | 16,1   |
| 14,9   | 15-29 ans    | 13,1   |
| 16,6   | 0-14 ans     | 14,7   |

### Sports
La ville compte une quinzaine d'associations sportives, pratiquant diverses disciplines comme l'aïkido, le judo, le sambo, le football, le rugby à XV, le handball, la pétanque, le badminton, le tennis, la randonnée, le cyclisme, la gymnastique, le motocross et le wakeboard.
Elle dispose de plusieurs équipements sportifs, parmi lesquels : un City stade, le gymnase de « La Patriote », le gymnase, le stade et le terrain multi sports, implantés à côté du collège Saint-Exupéry, le stade et les courts de tennis du complexe des Pyrénées, jouxtant un terrain de Beach Tennis et de Padel, une maison des sports, ainsi qu'un dojo, un boulodrome couvert, des terrains de pétanques, une aire de fitness et un terrain de motocross,.
- En rugby à XV, la fusion de « l'AS Bram XV » (fondée en 1906) et de « l'Avenir Montréalais » (fondé en 1909) entraîne la création du club « Piège Lauragais Malepère XV » en juillet 2016. Pour le championnat 2024-2025, celui-ci évolue en Championnat Régional 2 (8e niveau national). Son siège situé à la maison des sports porte le nom de Ferrucio-Dante Spanghero, père de la célèbre fratrie de rugbymen[109],[110],[111].
- Le football est représenté par « l'AS Bram » (fondée en 1968) qui évolua en division d'honneur régionale en 1980. Championne de l'Aude de D2 en 2022, l'équipe 1 évolue en championnat Départemental 1 (9e niveau national) pour la saison 2025-2026[112],[113],[114]. Bram fait partie de l’école de football du GFPLM « Groupement de Football Piège Lauragais Malepère » avec les communes de Pexiora, Villasavary et Villepinte. Ce club a été créé en 2015 et regroupe plus de 200 joueurs et joueuses de 5 à 17 ans. Les équipes du GFPLM engagées en football compétition évoluent au premier niveau départemental[115].
- En gymnastique, « La Patriote » (fondée en 1908) était destinée à l'origine à la préparation militaire des jeunes hommes. Elle a pour but, aujourd'hui, la pratique de la gymnastique artistique des enfants, la gymnastique d’entretien et d’expression des adultes. Elle est affiliée à l’UFOLEP.

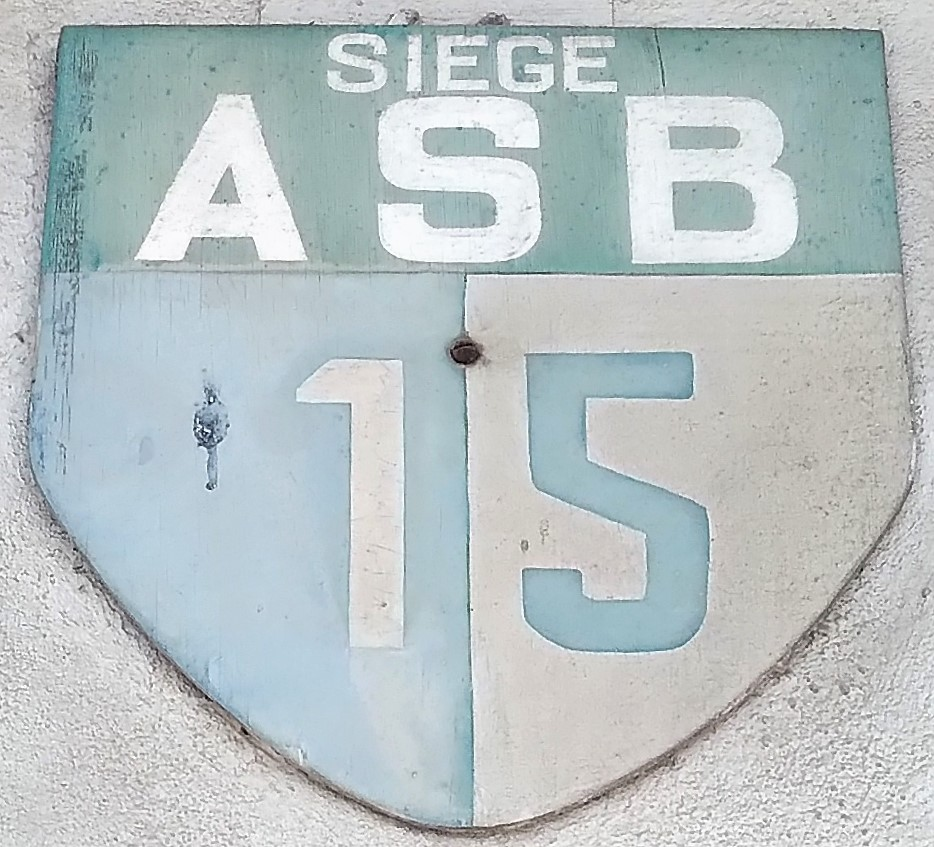
Blason de l'AS Bram XV (1906-2016) visible sur la façade de l'ancien « café Bénazet »[116],[117].
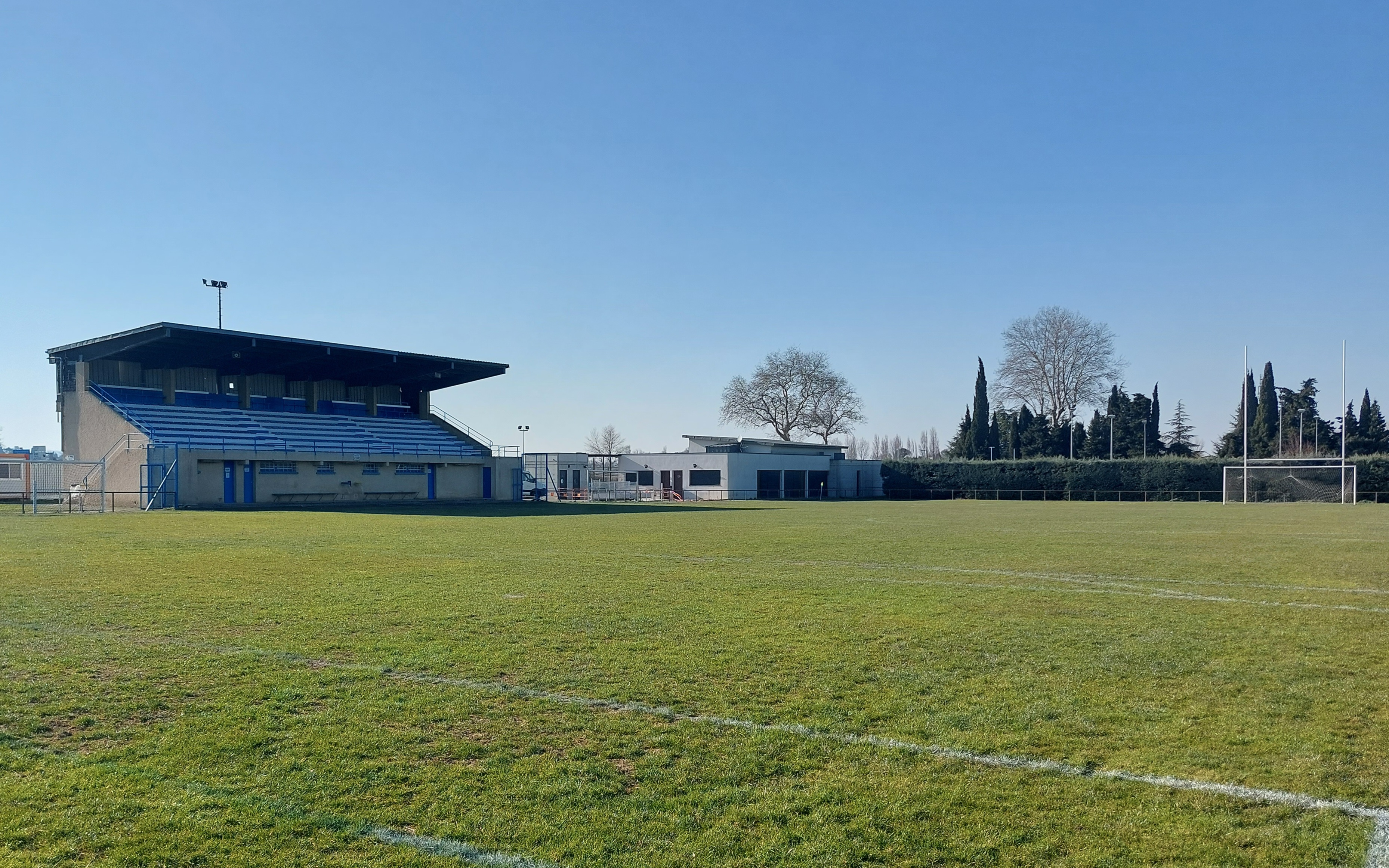
Vue de la tribune du « stade des Pyrénées » jouxtant la « Maison des sports ».
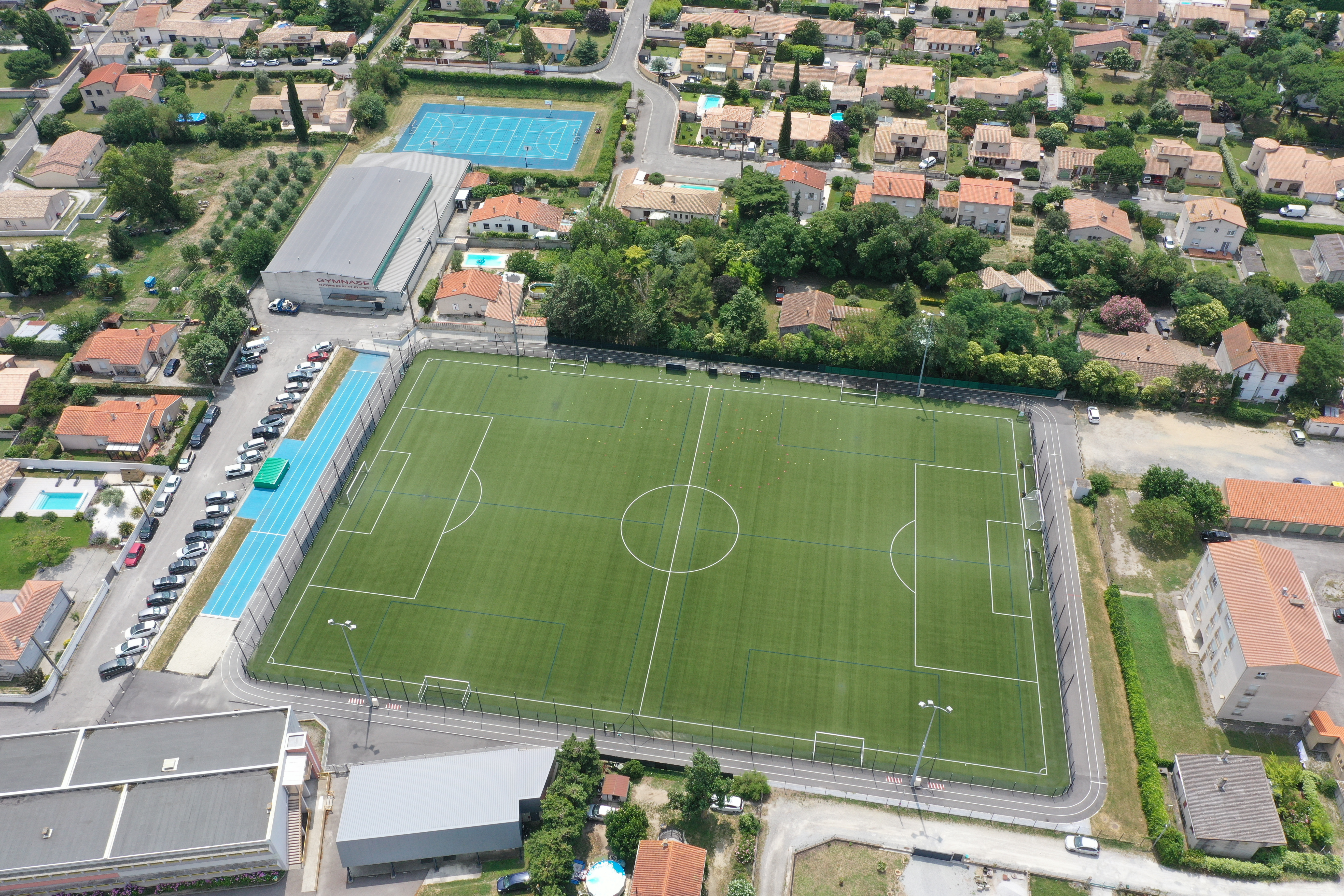
Le complexe sportif « Saint-Exupery » avec le stade, le gymnase et le terrain multisports.
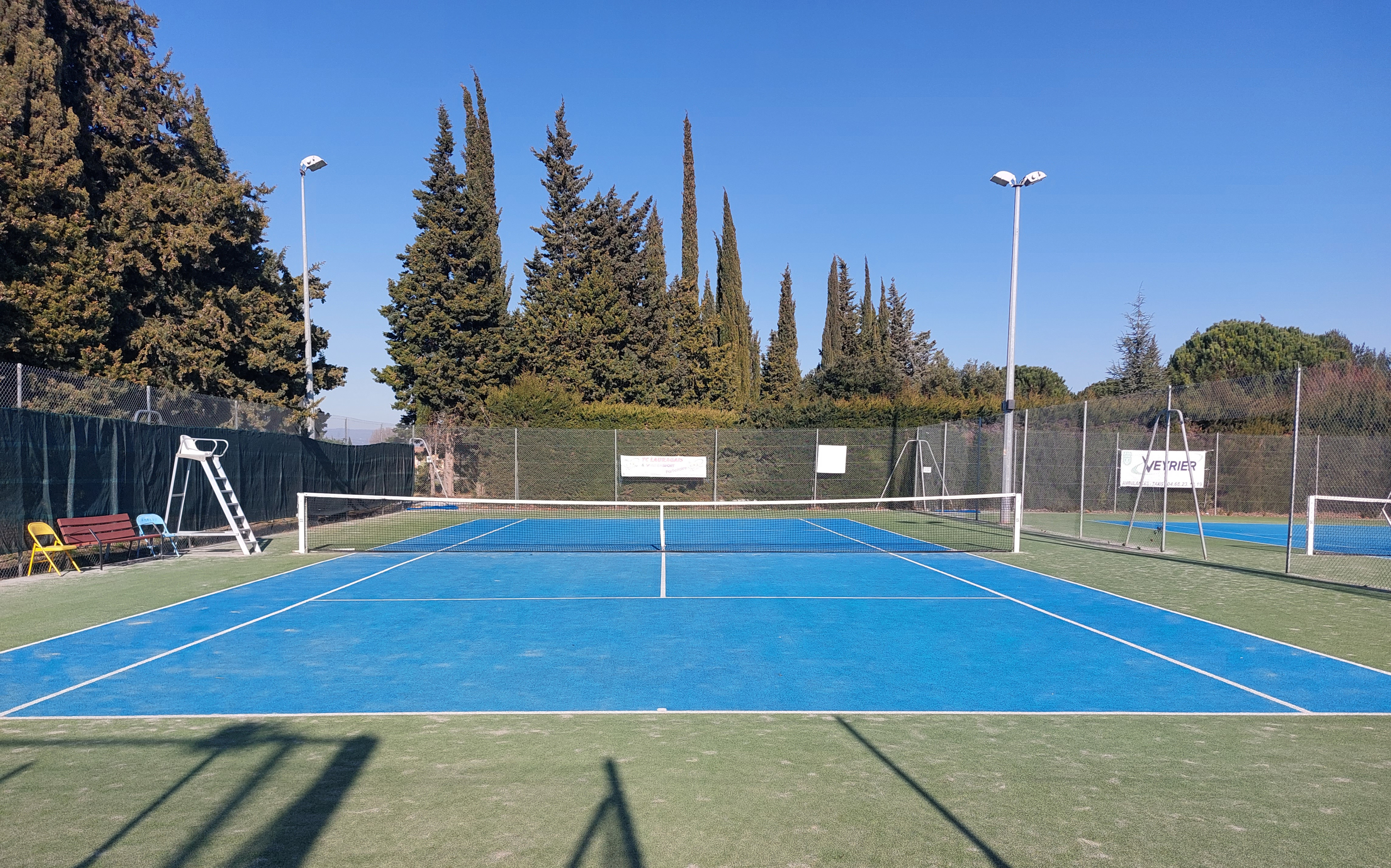
L'un des courts du « Tennis Club du Lauragais ».
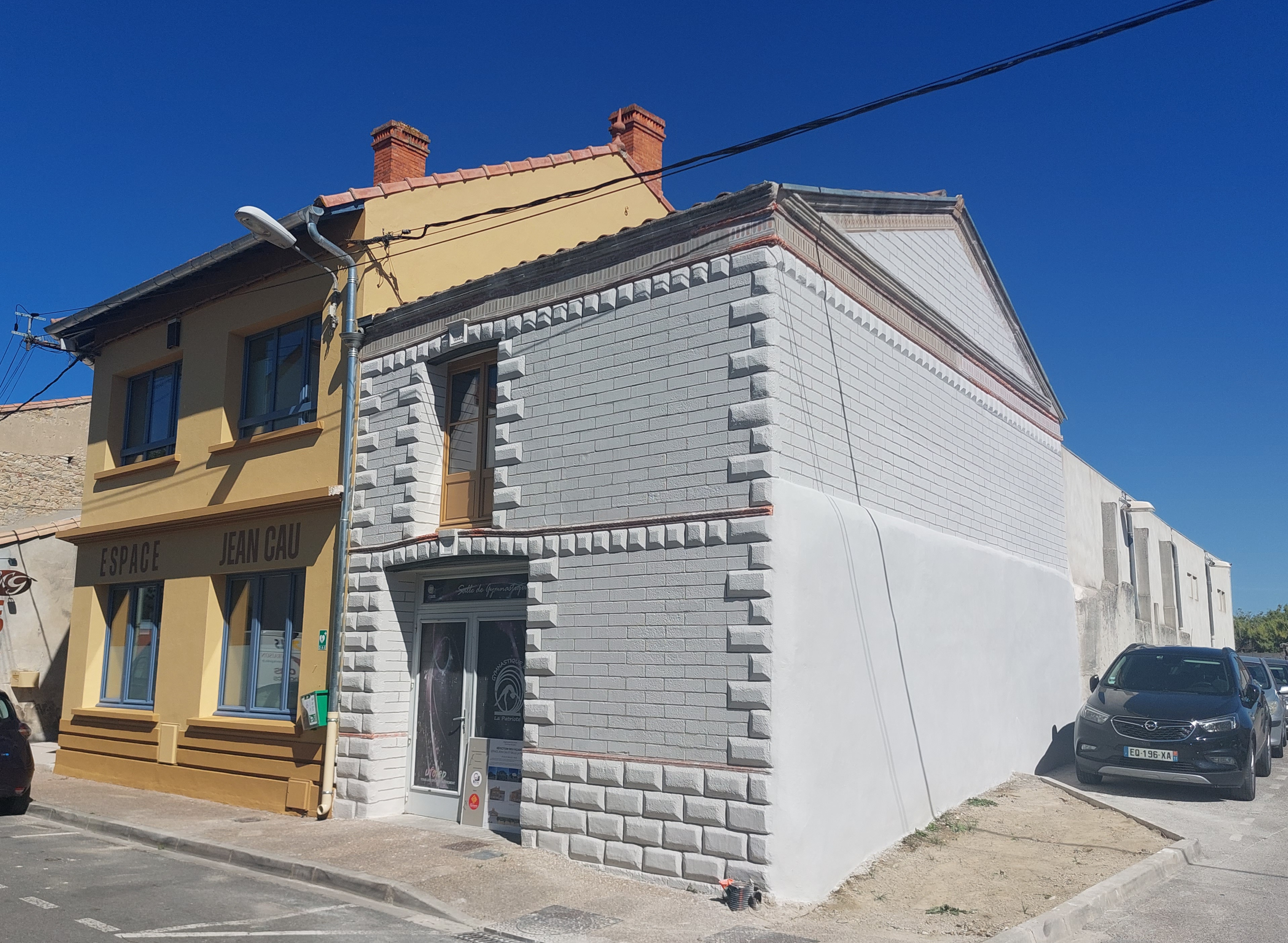
Au premier plan le gymnase de « La Patriote » situé à côté de « l'espace Jean Cau ».

### Cultes
Bram dispose d'un lieu de culte catholique, l'église Saint-Julien-et-Basilisse dépendant du diocèse de Carcassonne et Narbonne.
Le culte évangélique des Tziganes de France Vie et Lumière est pourvu d'un lieu de réunion.

### Médias

#### Presse locale
La presse est représentée, avec des correspondants locaux, par les grands quotidiens régionaux du groupe La Dépêche : La Dépêche du Midi, L'Indépendant et Midi libre, ainsi que par l'hebdomadaire : Le Petit-Journal .
Un magazine trimestriel municipal intitulé « Regards » rend compte de l'actualité de la ville.

#### Radios locales
En plus des stations de radio nationales, la ville est couverte par des stations locales qui réalisent des émissions, reportages ou décrochages sur place :
- 88,8 : Contact FM Occitanie
- 89,3 : RCF Pays d'Aude
- 98,0 : 100% Radio
- 101,3 : Radio Marseillette
- 104,1 : Pyrénées FM
- 106,1 : Ici Occitanie [121]

## Économie et commerce

### Revenus
En 2018, la commune compte 1 428 ménages fiscaux, regroupant 3 050 personnes. La médiane du revenu disponible par unité de consommation est de 20 240 € (19 240 € dans le département). 40 % des ménages fiscaux sont imposés (39,9 % dans le département).

### Emploi
|                | 2008   | 2013   | 2018   |
| -------------- | ------ | ------ | ------ |
| Commune        | 8,8 %  | 10,9 % | 11,7 % |
| Département    | 10,2 % | 12,8 % | 12,6 % |
| France entière | 8,3 %  | 10 %   | 10 %   |

En 2018, la population âgée de 15 à 64 ans s'élève à 1 727 personnes, parmi lesquelles on compte 72,6 % d'actifs (60,9 % ayant un emploi et 11,7 % de chômeurs) et 27,4 % d'inactifs,. Depuis 2008, le taux de chômage communal (au sens du recensement) des 15-64 ans est inférieur à celui du département, mais supérieur à celui de la France.
La commune fait partie de la couronne de l'aire d'attraction de Carcassonne, du fait qu'au moins 15 % des actifs travaillent dans le pôle,. Elle compte 1 349 emplois en 2018, contre 1 496 en 2013 et 1 360 en 2008. Le nombre d'actifs ayant un emploi résidant dans la commune est de 1 076, soit un indicateur de concentration d'emploi de 125,4 % et un taux d'activité parmi les 15 ans ou plus de 48,4 %.
Sur ces 1 076 actifs de 15 ans ou plus ayant un emploi, 458 travaillent dans la commune, soit 43 % des habitants. Pour se rendre au travail, 79,4 % des habitants utilisent un véhicule personnel ou de fonction à quatre roues, 3,7 % les transports en commun, 9,4 % s'y rendent en deux-roues, à vélo ou à pied et 7,5 % n'ont pas besoin de transport (travail au domicile).

### Activités hors agriculture

#### Secteurs d'activités
266 établissements sont implantés à Bram au 31 décembre 2019. Le tableau ci-dessous en détaille le nombre par secteur d'activité et compare les ratios avec ceux du département,.
| Secteur d'activité                                                                                        | Commune | Commune | Département |
| Secteur d'activité                                                                                        | Nombre  | %       | %           |
| --- | ------- | ------- | ----------- |
| Ensemble                                                                                                  | 266     | 100 %   | (100 %)     |
| Industrie manufacturière, industries extractives et autres                                                | 34      | 12,8 %  | (8,8 %)     |
| Construction                                                                                              | 29      | 10,9 %  | (14 %)      |
| Commerce de gros et de détail, transports, hébergement et restauration                                    | 78      | 29,3 %  | (32,3 %)    |
| Information et communication                                                                              | 3       | 1,1 %   | (1,6 %)     |
| Activités financières et d'assurance                                                                      | 15      | 5,6 %   | (2,7 %)     |
| Activités immobilières                                                                                    | 13      | 4,9 %   | (5,2 %)     |
| Activités spécialisées, scientifiques et techniques et activités de services administratifs et de soutien | 34      | 12,8 %  | (13,3 %)    |
| Administration publique, enseignement, santé humaine et action sociale                                    | 40      | 15 %    | (13,2 %)    |
| Autres activités de services                                                                              | 20      | 7,5 %   | (8,8 %)     |

Le secteur du commerce de gros et de détail, des transports, de l'hébergement et de la restauration est prépondérant sur la commune puisqu'il représente 29,3 % du nombre total d'établissements de la commune (78 sur les 266 entreprises implantées à Bram), contre 32,3 % au niveau départemental.

Mosaïque signée Jean Camberoque située, place de La République, sur la façade de l'ancienne agence de la Caisse d'Épargne.

Quatre agences bancaires sont installées sur la commune. Il s'agit du « Crédit Agricole », de la « Banque Populaire », de la « Caisse d'Épargne » et celle de « La Poste ».

#### Entreprises et commerces
En 1818, le préfet de l'Aude, Claude Joseph Trouvé, décrit la commune : « Bram, l'une des plus riches du département, réunit aux avantages de sa situation, celui d'être traversée par une grande route qui conduit par Fanjeaux à Mirepoix, et qui s'embranche à celle de Carcassonne à Toulouse. Il est étonnant qu'elle n'ait aucun établissement de commerce. Ses routes, son port sur le canal, l'industrie de ses habitants, en garantiraient le succès. »

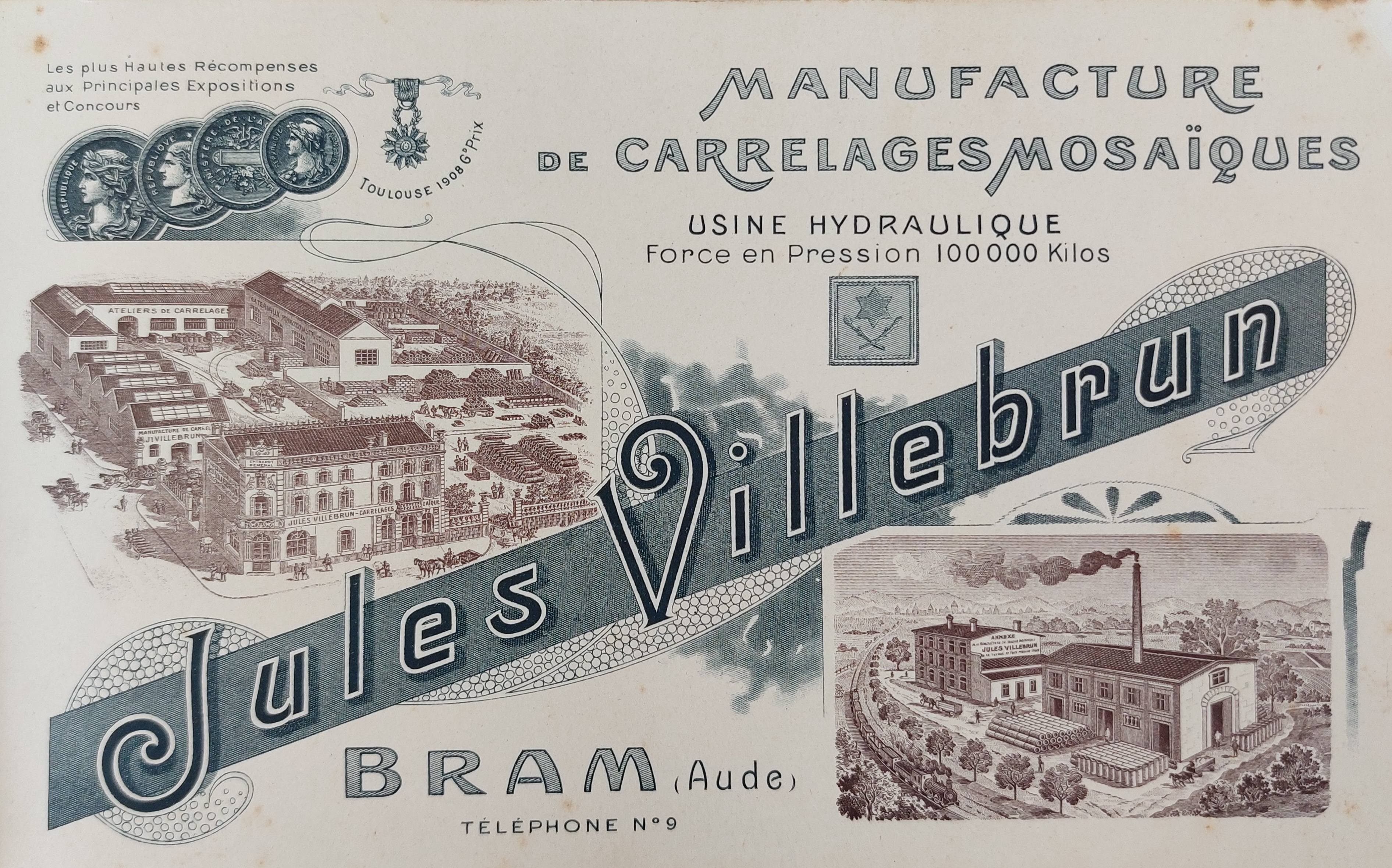
Publicité pour l'entreprise de carrelages et mosaïques de Jules Villebrun.

De 1879 à 1988, la manufacture de mosaïques en ciment par incrustation et de carrelages fondée par Jules Villebrun fut l'une des entreprises les plus importantes de la ville. Elle produisait des matériaux réputés dans toute la région.
Les six entreprises ayant leur siège social sur le territoire communal qui génèrent le plus de chiffre d'affaires en 2020 sont :
- Moog Organic (Bio Planète), première huilerie bio d'Europe (40 304 K€)[125],[126].
- Sobramic, supermarchés (13 770 k€)
- Aude TP, construction de routes et autoroutes (7 521 k€)
- Établissements Patebex, exploitation de gravières et sablières, extraction d'argiles et de kaolin (4 133 k€)
- Bram Béton, fabrication de béton prêt à l'emploi (1 048 k€)
- Quincaillerie Bramaise, commerce de détail de quincaillerie, peintures et verres en petites surfaces (moins de 400 m2) (524 k€)

Fondée en 1920, les sablières Larruy représentent la plus ancienne entreprise en activité de la commune.

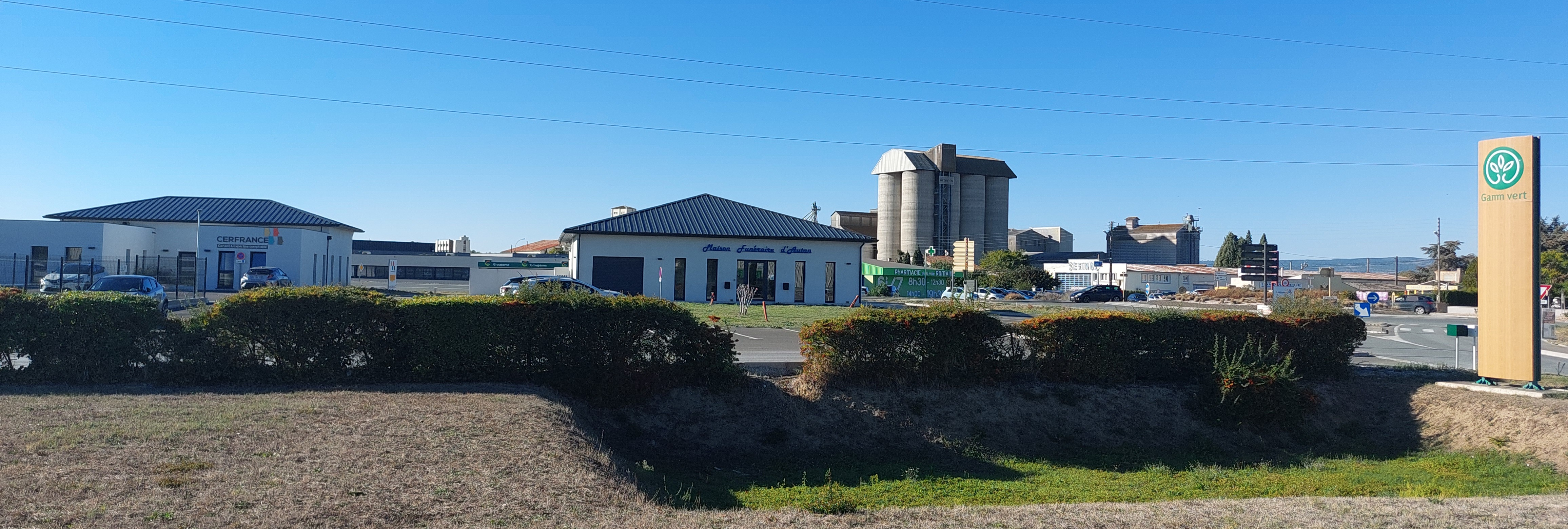
Vue partielle de la zone d'activités de l'Autan.

En 2024, la ville possède deux zones d'activités économiques. Celle de « l'Autan », municipale, située à l'entrée Est et celle du « Parc technologique du Lauragais » (gérée par la communauté des communes Piège-Lauragais-Malepère) située à proximité immédiate de l'échangeur autoroutier de l'A61  22, qui ont permis l'installation sur son territoire, avec ceux du centre-ville, d'une cinquantaine de commerces, dont un supermarché, un hôtel-restaurant, un restaurant Mc Donald's, ainsi qu'une trentaine de prestataires de services,,,.
C'est un pôle d'attraction agricole, notamment céréalier, grâce à la coopérative Arterris, ses immenses silos à grains édifiés près de la gare dans les années 1930 par « Les greniers du Razès », ses laboratoires de recherches, sa station de conditionnement d'asperges, son magasin Gamm vert et l'activité commerciale qui en résulte.

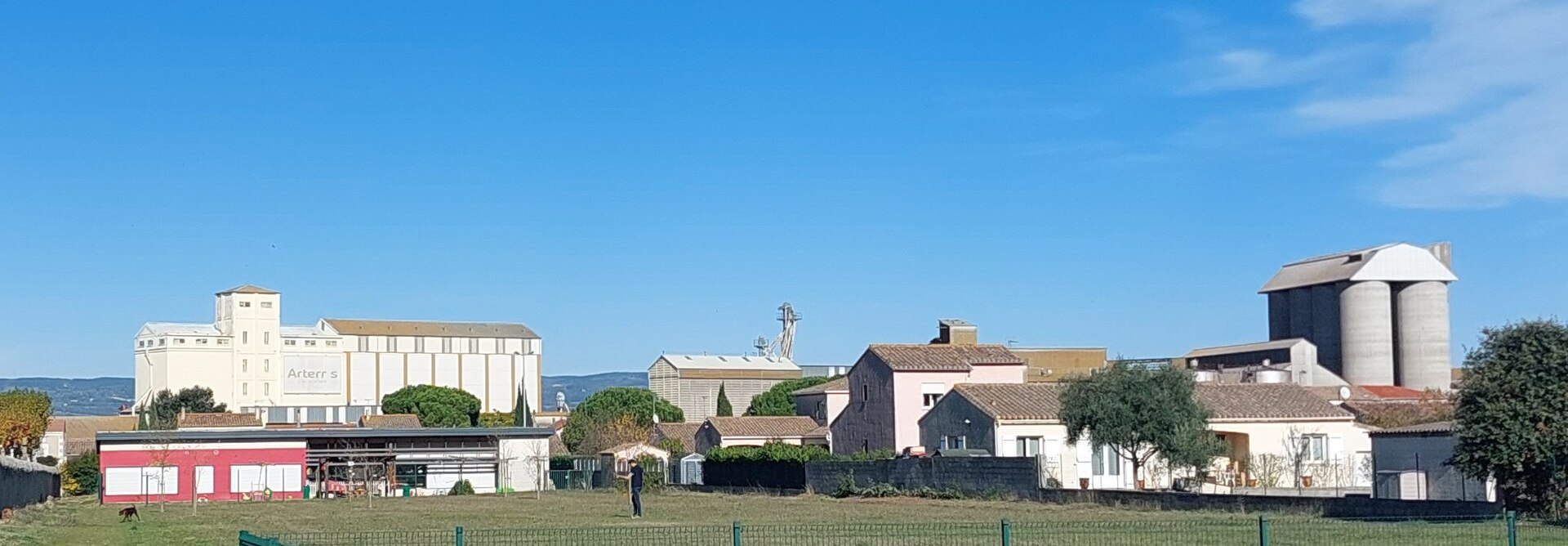
Vue d'ensemble des silos, de l'usine et du laboratoire de la coopérative Arterris

Elle bénéficie aussi d'un important et réputé marché de plein vent le mercredi en centre-ville, établi depuis 1636, accordé (ainsi que quatre foires annuelles disparues) par lettres patentes du roi Louis XIII. Il est situé sur l'avenue du Général-de-Gaulle, les places Carnot et République. Le dimanche un marché de producteurs locaux plus modeste est installé sur les places de la République et des Jardiniers, accompagné depuis 2018 d'un marché de producteurs de pays organisé en nocturne début août,,.
En centre-ville, autour de la place Carnot et de l'avenue du Général-de-Gaulle, on trouve principalement des commerces de proximité et services, parmi lesquels : une supérette, des agences bancaires, des assureurs, une agence immobilière, un tabac-maison de la presse, deux cafés, trois restaurants (dont un asiatique), un snack et deux pizzérias, un caviste, un photographe, des informaticiens, un architecte, quatre salons de coiffure, un institut de beauté, un fleuriste, un toiletteur pour chiens et chats, deux boulangeries-pâtisseries, une pâtisserie, une boucherie, une charcuterie et une poissonnerie. La municipalité a mis en place, de 2020 à 2022, aux côtés de l'association « Autr'Monde » avec l'aide de la Chambre de commerce et d'industrie de l'Aude, un espace de vente mutualisé servant de « boutique tremplin » pour les porteurs de projets.
Le château de Lordat abrite un établissement et service d'aide par le travail autour d'un atelier de cartonnage, d'une blanchisserie et d'un restaurant.
Depuis mai 2021, dans le cadre du dispositif national Petites villes de demain, un manager de commerce et de développement économique est au service de la ville et de la communauté des communes,,.

Les vecteurs économiques, d'hier à aujourd'hui
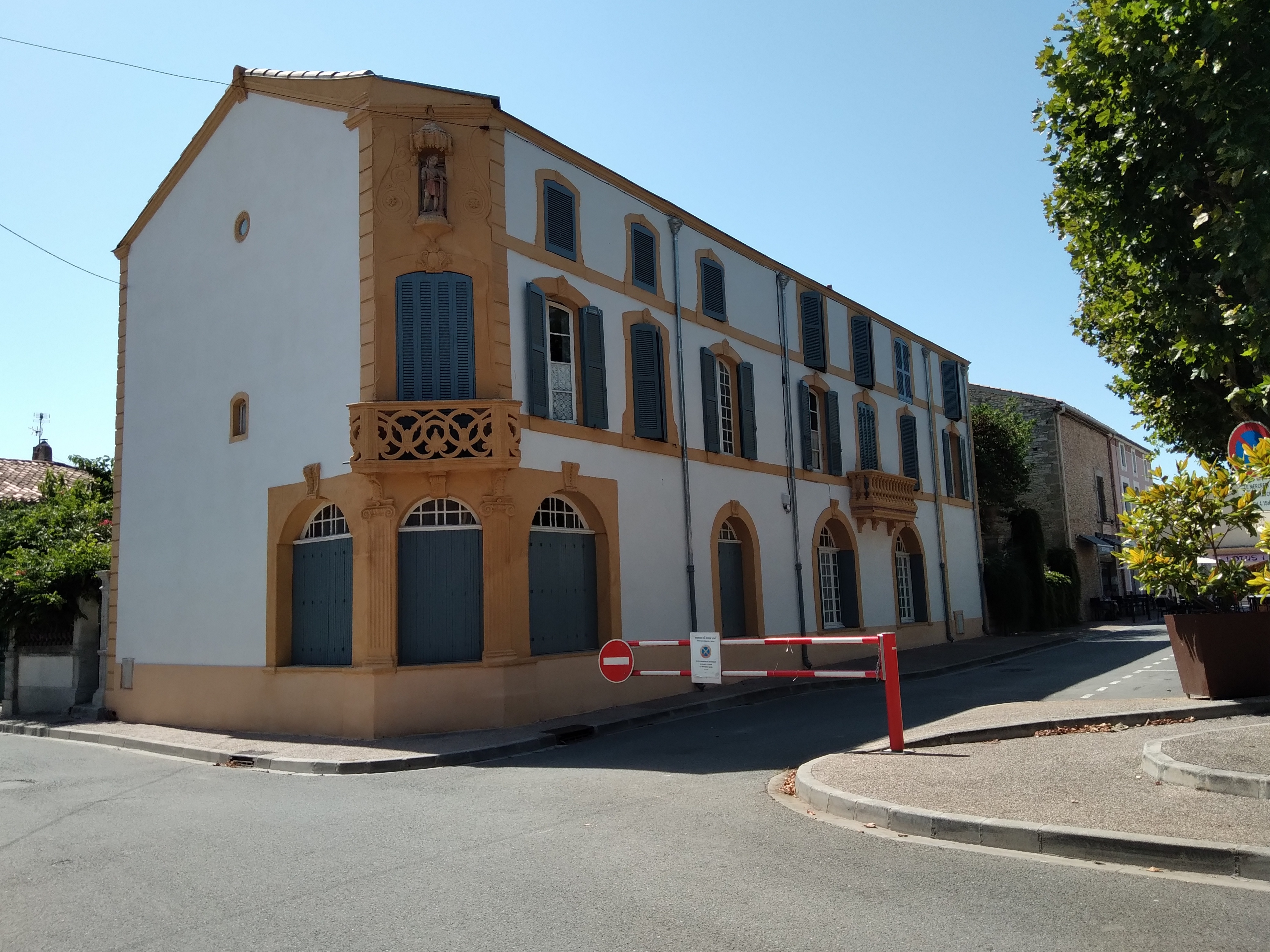
L'ancienne fabrique de carrelage et mosaïque, fondée par Jules Villebrun.
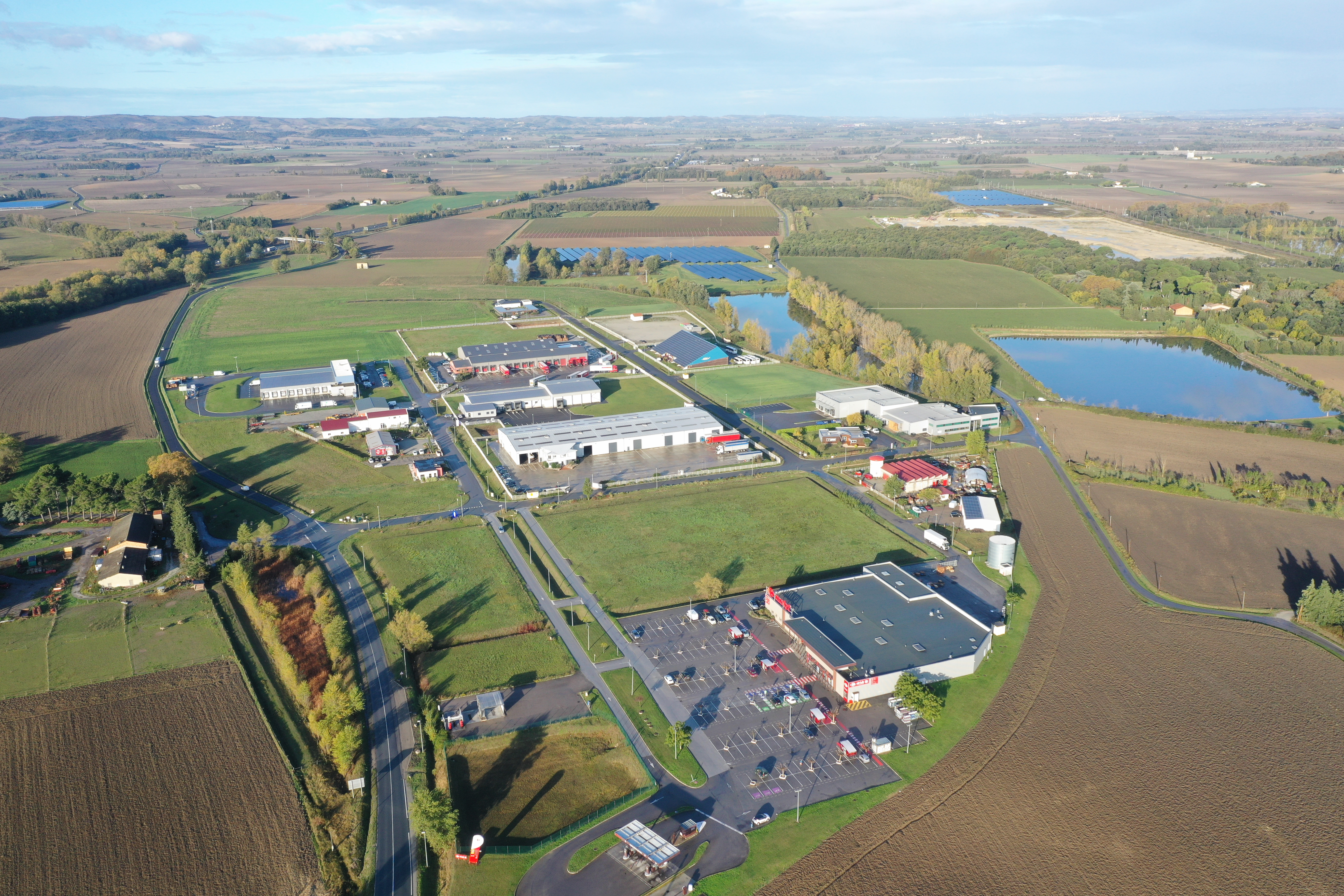
La zone d'activités du Lauragais, située près de l'échangeur de l'A61.
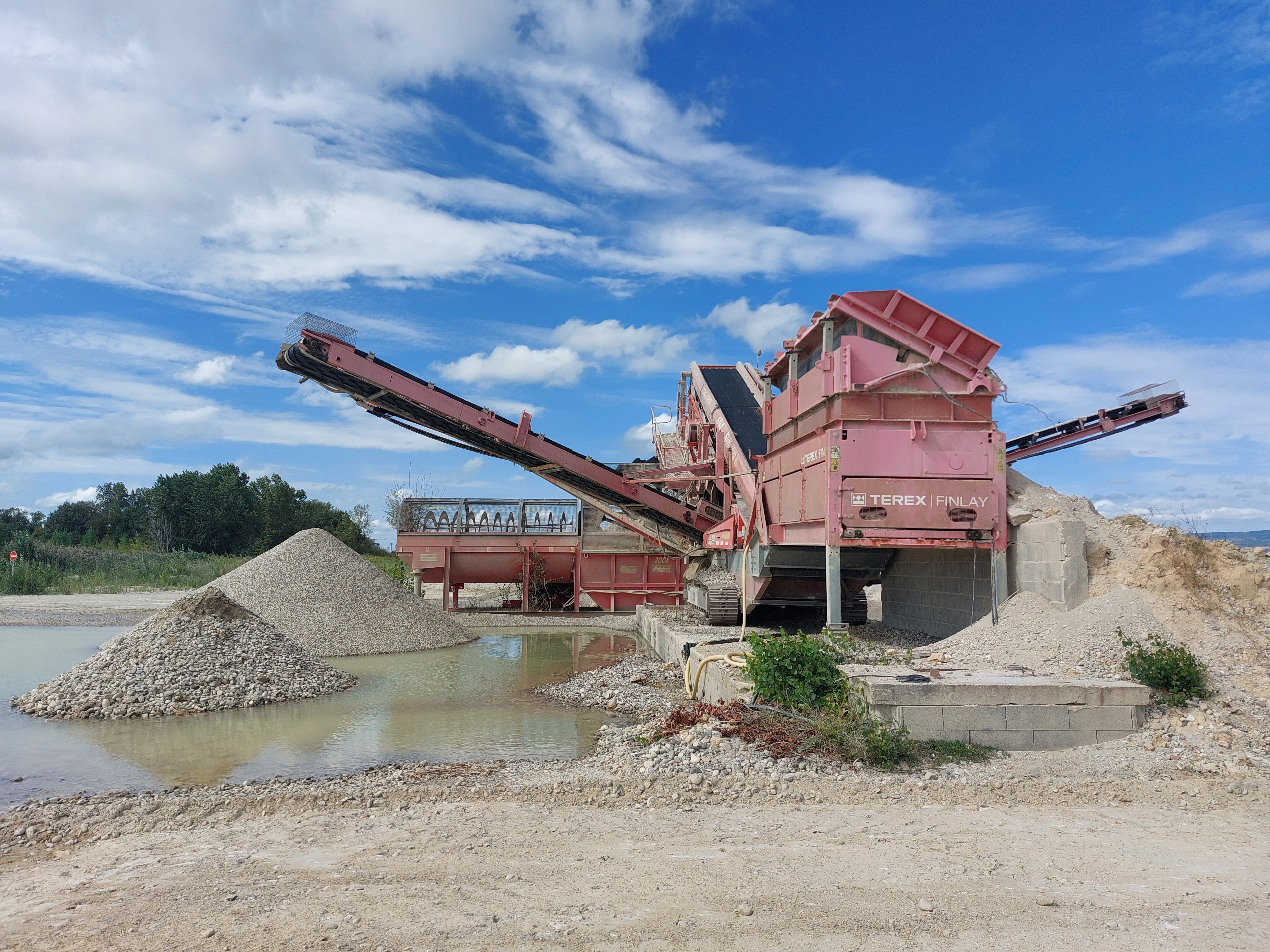
Un site d'extraction des « sablières Larruy ».
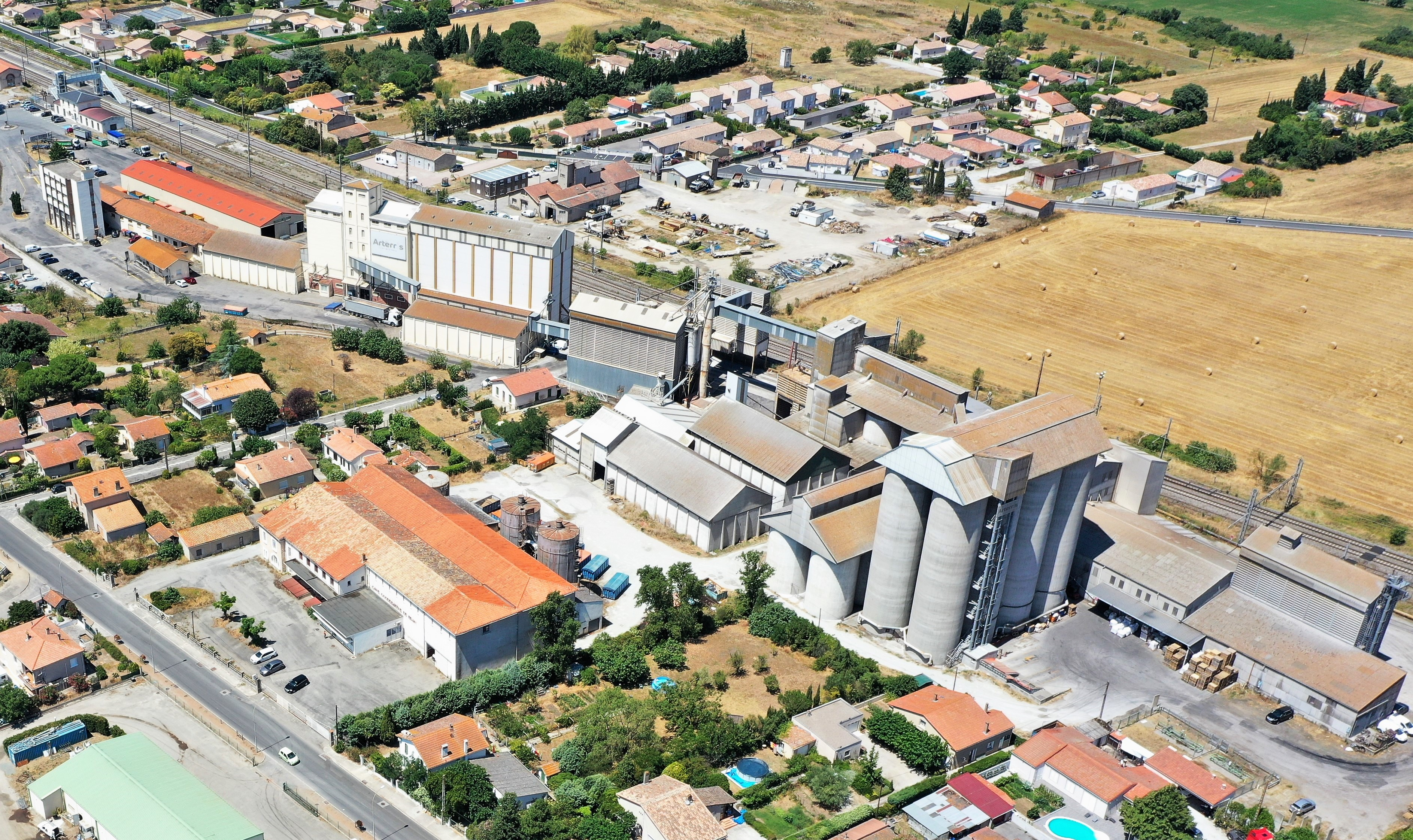
Le site d'Arterris avec son silo à grains situé le long de la voie ferrée.
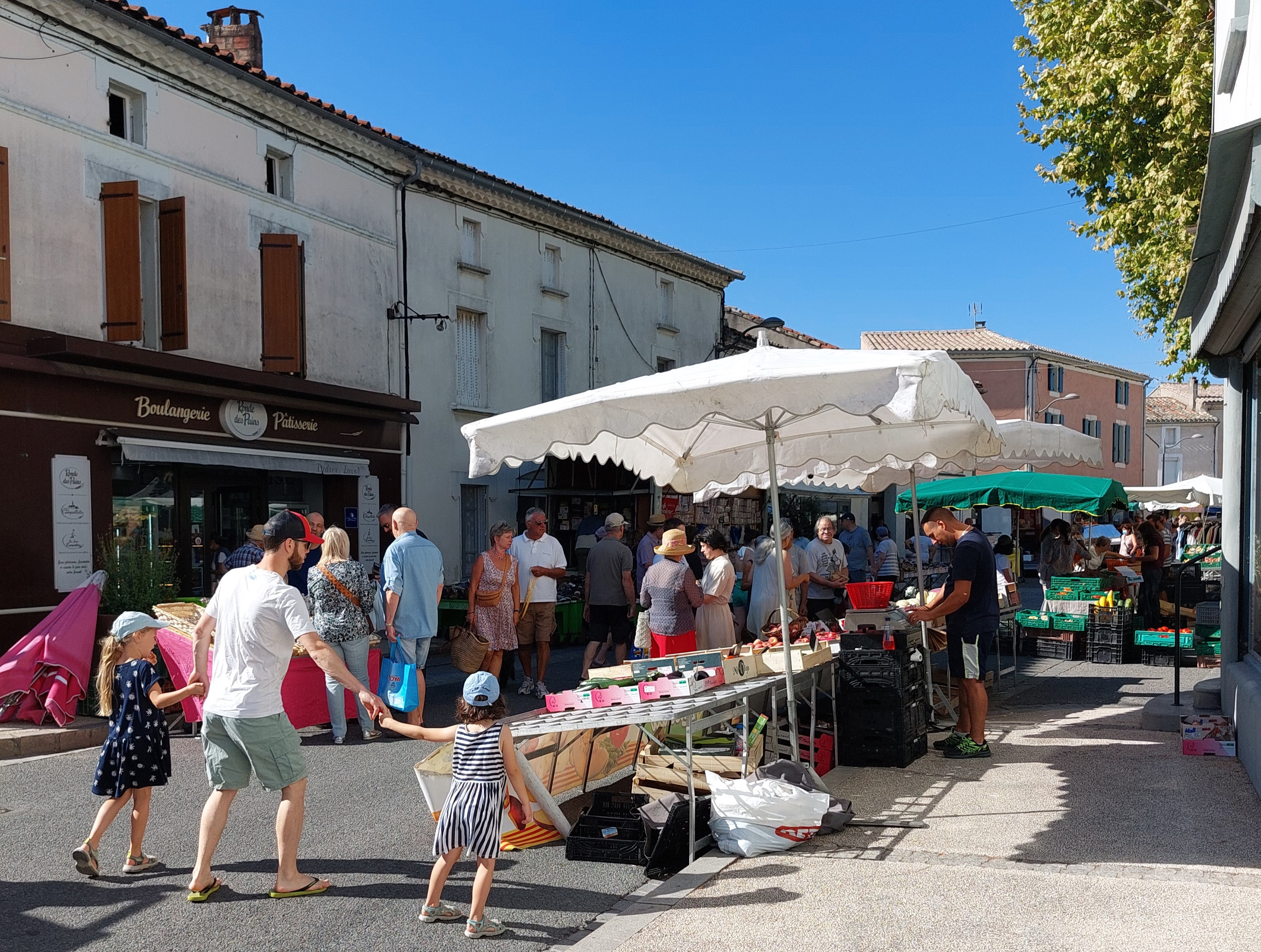
Le marché du mercredi établi depuis 1636 par lettres patentes du roi Louis XIII.

### Agriculture

#### Zonage
La commune est dans le Razès, une petite région agricole occupant l'ouest du département de l'Aude. En 2020, l'orientation technico-économique de l'agriculture sur la commune est l'exploitation de grandes cultures (hors céréales et oléoprotéagineuses).

#### Évolution du nombre d'exploitations
|               | 1988  | 2000  | 2010  | 2020  |
| ------------- | ----- | ----- | ----- | ----- |
| Exploitations | 45    | 21    | 23    | 20    |
| SAU (ha)      | 1 643 | 1 765 | 1 777 | 1 401 |

Le nombre d'exploitations agricoles en activité et ayant leur siège dans la commune est passé de 45 lors du recensement agricole de 1988 à 21 en 2000 puis à 23 en 2010 et à 20 en 2020, soit une baisse de 56 % en 32 ans. Le même mouvement est observé à l'échelle du département qui a perdu pendant cette période 60 % de ses exploitations,. La surface agricole utilisée sur la commune a également diminué, passant de 1 643 ha en 1988 à 1 401 ha en 2020. Parallèlement la surface agricole utilisée moyenne par exploitation a augmenté, passant de 37 à 70 ha.

#### Viticulture
En 1812 la vigne était plantée sur 66 hectares produisant 400 000 hectolitres de vins. Après la Restauration cette culture régresse et ne couvre plus que 40 hectares de 1817 à 1820. Terroir limitrophe des vignobles d'Appellation d'origine protégée de la Malepère et du Cabardès, la viticulture est représentée à Bram par le « Domaine de Villarzens », qui produit sur 2 hectares des vins nature issus des cépages Merlot et Chardonnay. C'est l'un des plus petits domaines de France.
Une cave coopérative de vinification créée en 1947, compta en 1979, 370 adhérents. Elle est actuellement désaffectée,.

## Culture et patrimoine
Un « chemin du patrimoine historique » a vu le jour en 2012 au cœur du centre-ville. Il détaille l'histoire de la commune et de ses personnalités (de Louis XIII à Jean Cau) en passant par l'église, la halle, les chapelles, le parc des Essars ou le musée Eburomagus. Il valorise les richesses patrimoniales et architecturales de la ville, notamment dans le village circulaire. Un nouveau parcours est inauguré en avril 2023, illustrant du château de Lordat au canal du Midi, une partie de l'histoire du XVIIIe siècle, mettant en lumières, le château, le frontispice du mausolée des Lordat, les anciens moulins, le pigeonnier et le canal,. 

Les différents chemins du patrimoine
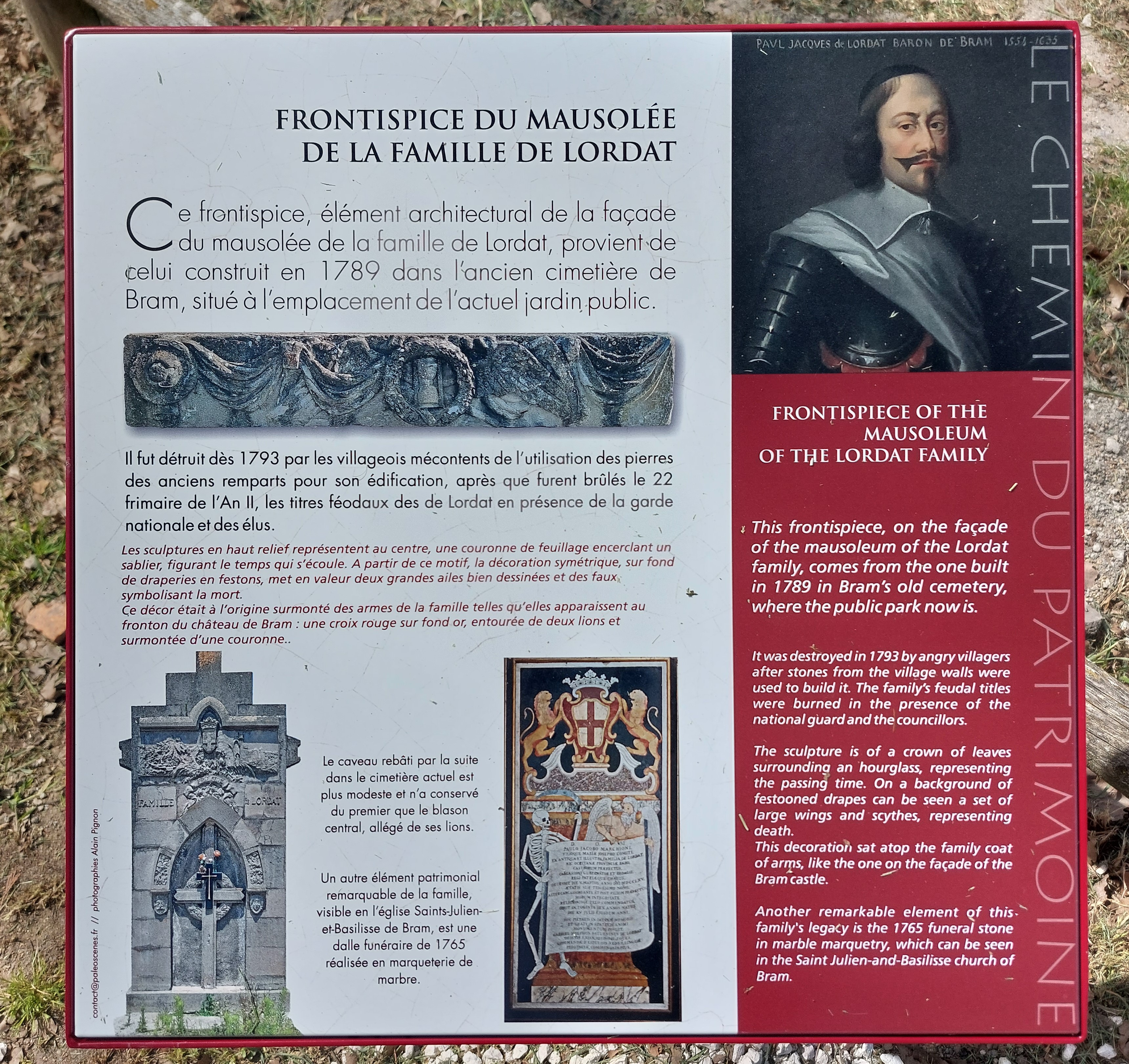
Un des cartels du chemin du patrimoine reliant le château de Lordat au canal du Midi.
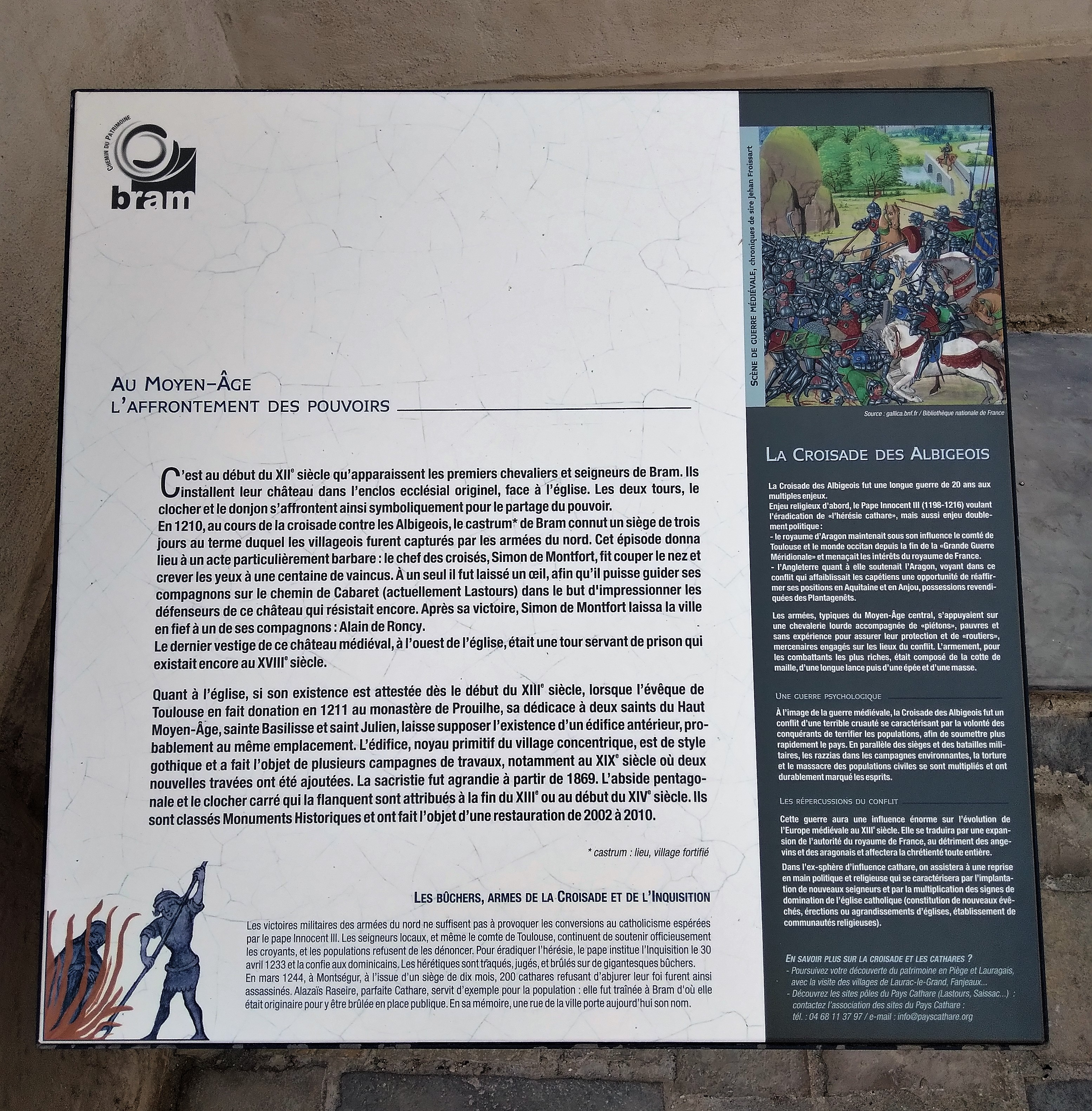
Un des cartels du « chemin du patrimoine » situé à côté de l'église Saints-Julien-et-Basilisse.
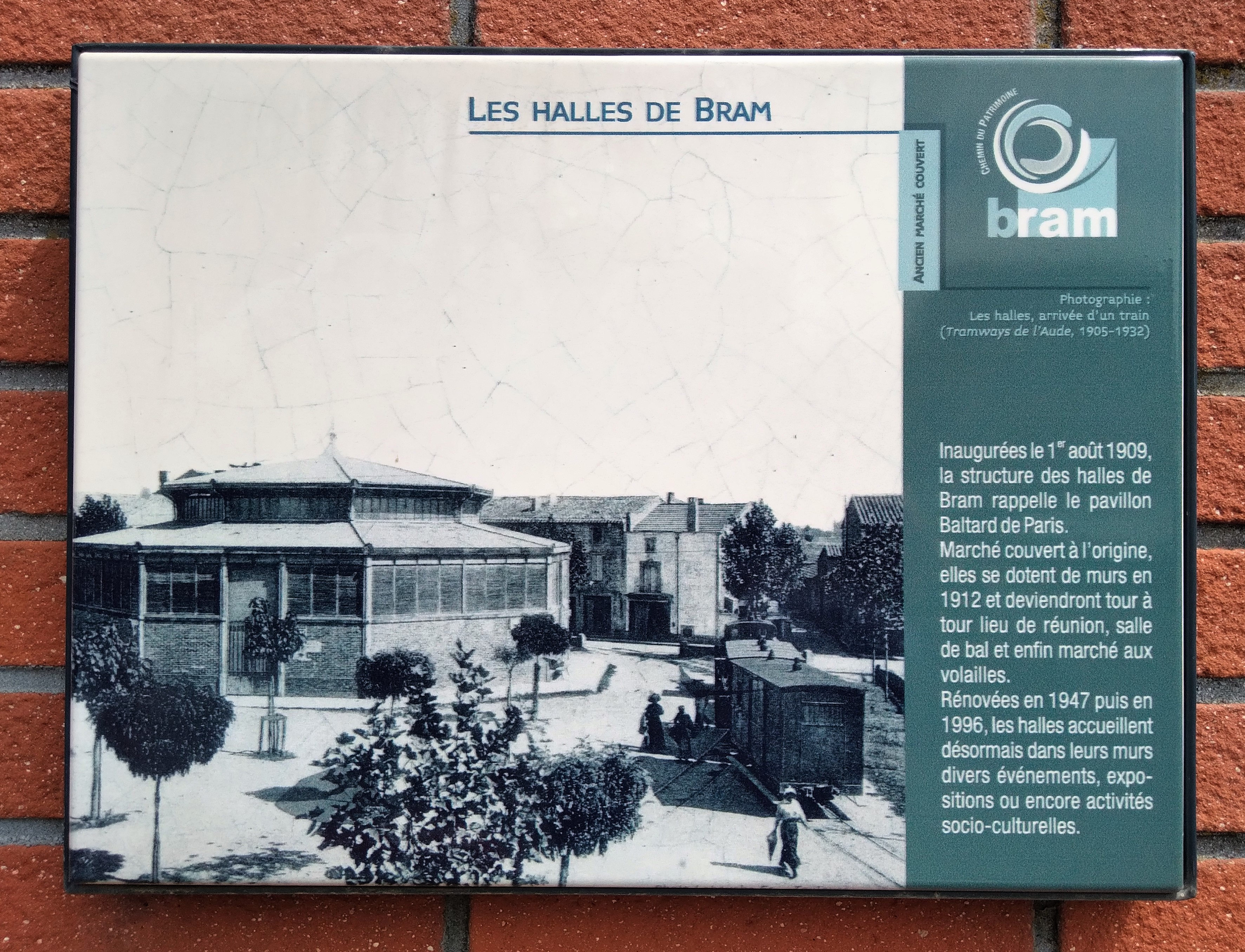
Un des cartels du chemin du patrimoine situé sur les halles.
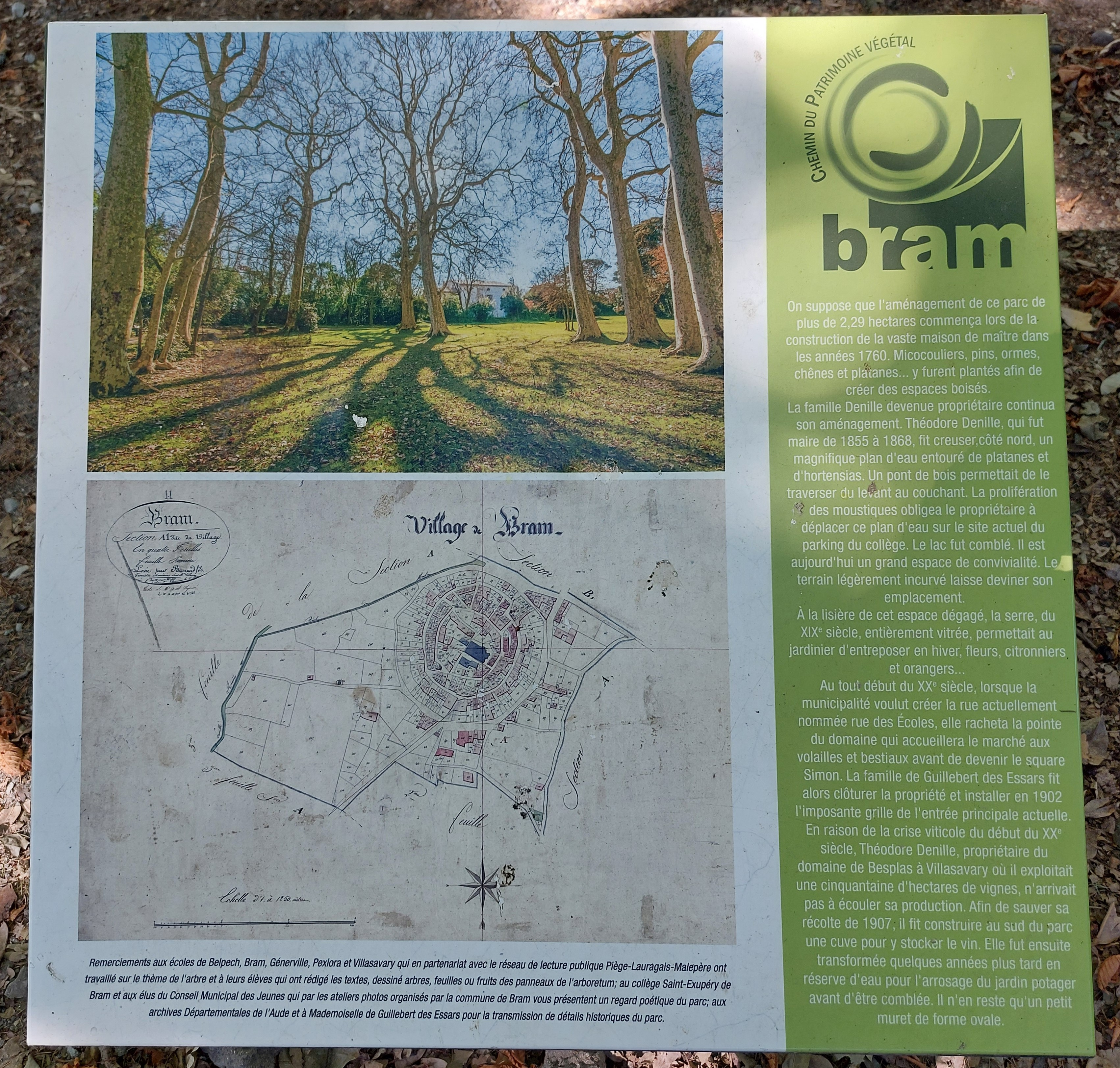
Un des cartels du chemin du patrimoine naturel situé dans le parc des Essarts.
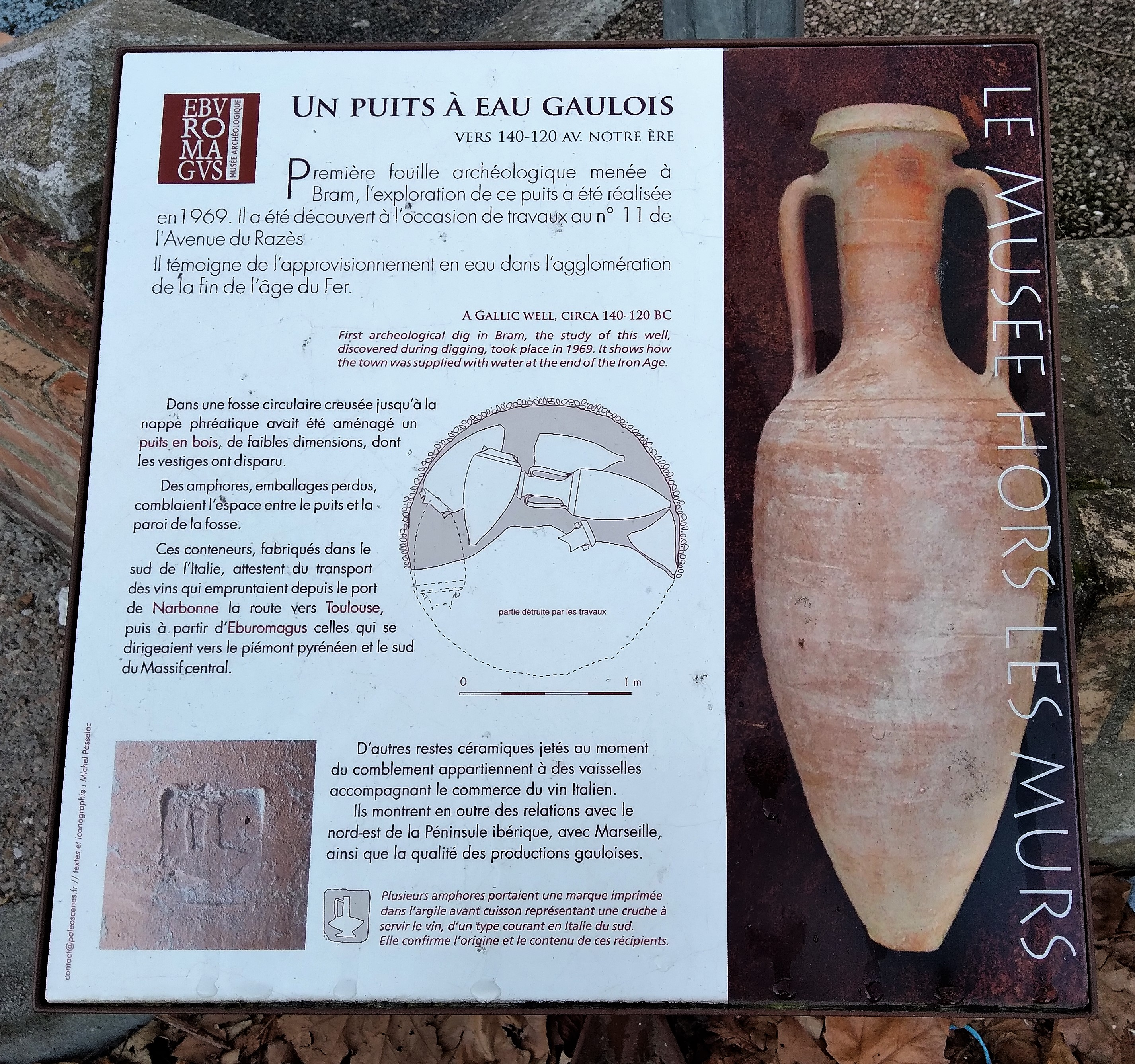
Un des cartels du musée « Hors les murs » Musée Eburomagus.

Les croix de passion, chemins et calvaire
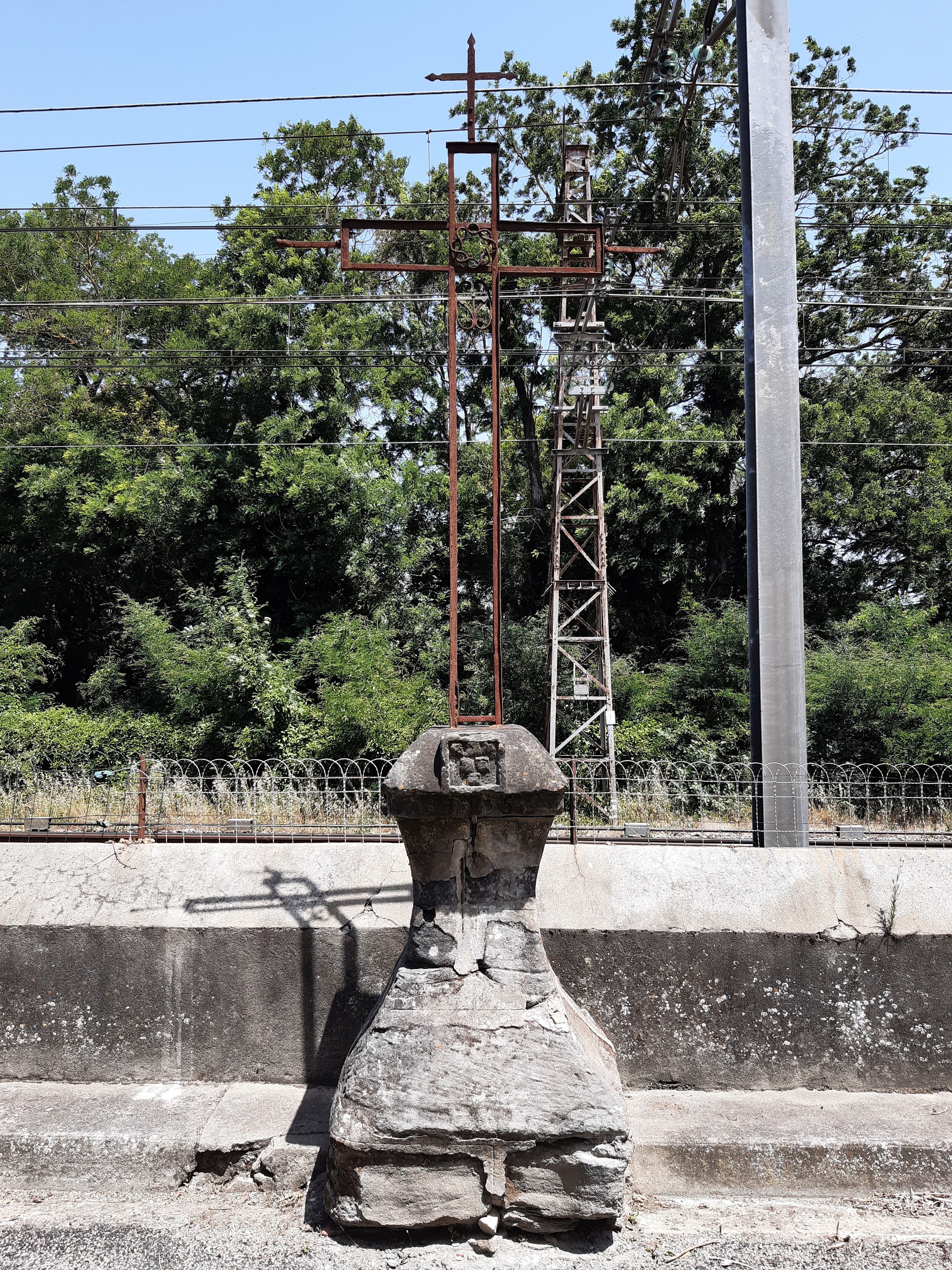
Croix de la Passion, datée de 1805 située derrière la mairie à l'emplacement de l'ancienne entrée du château de Lordat.
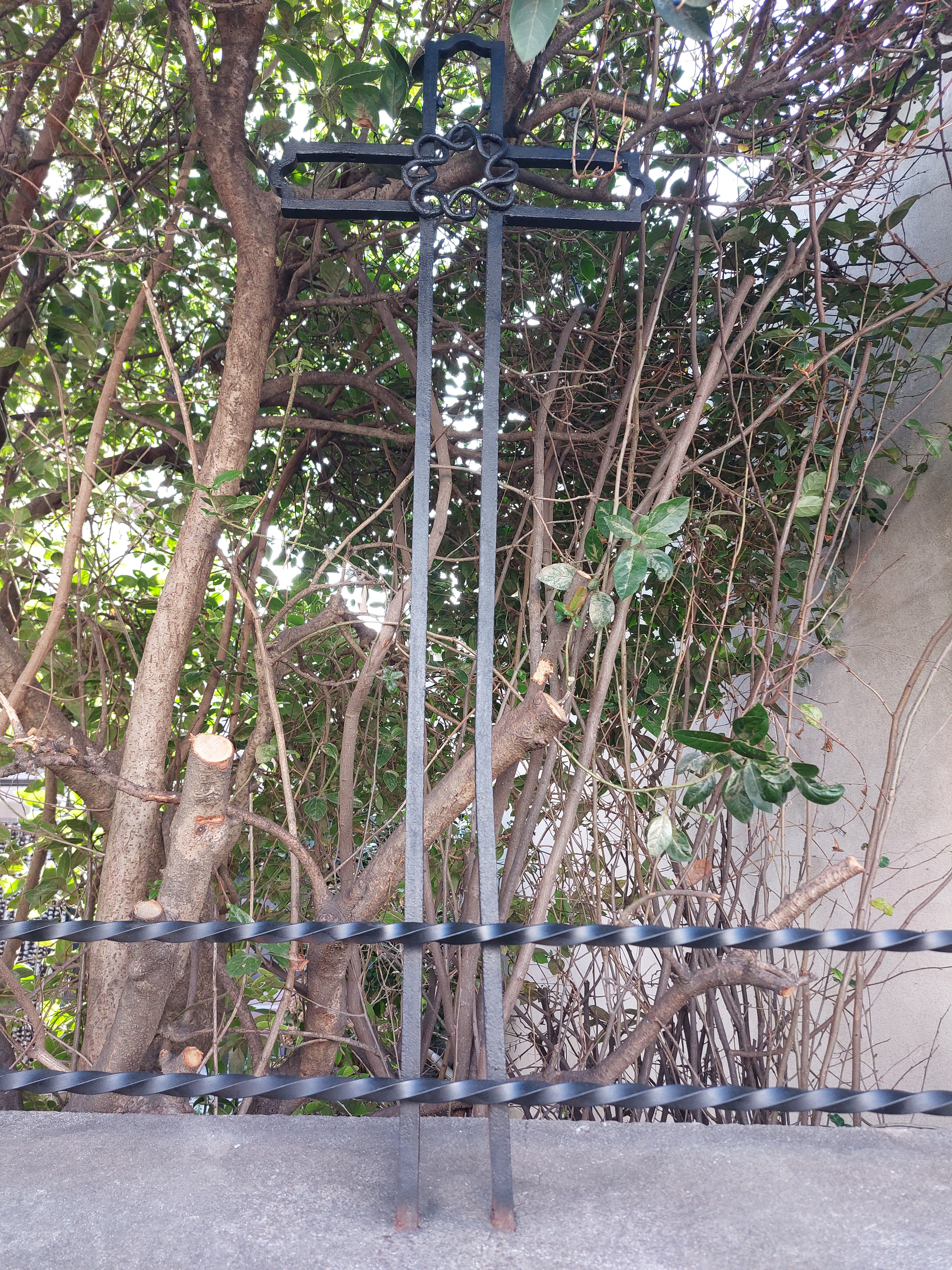
Croix de Passion, installée à l'origine sur la place Carnot, déplacée à quelques mètres sur l'avenue Charles de Gaulle.
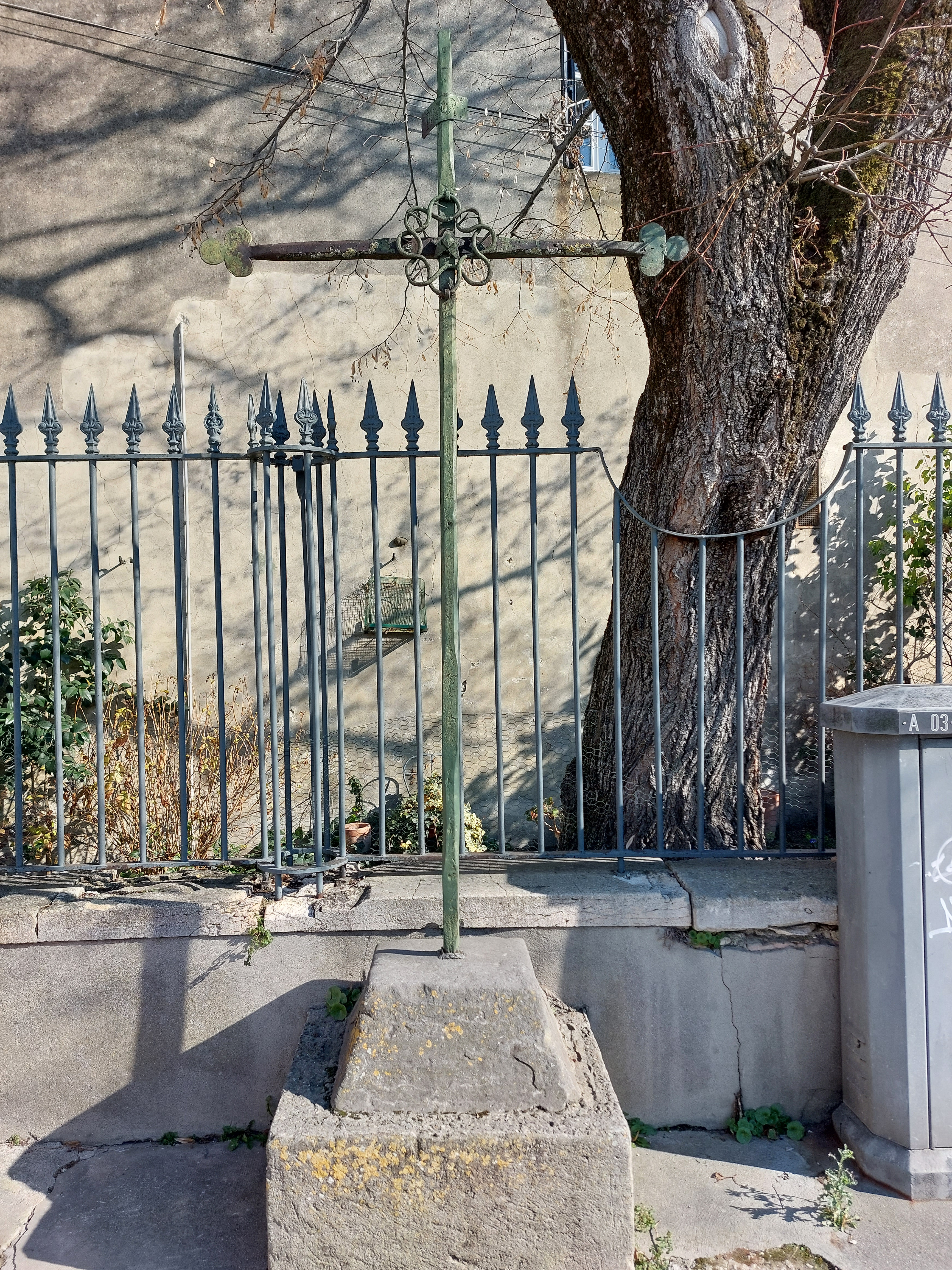
Croix datée de 1803, située sur le square Jacques Simon.
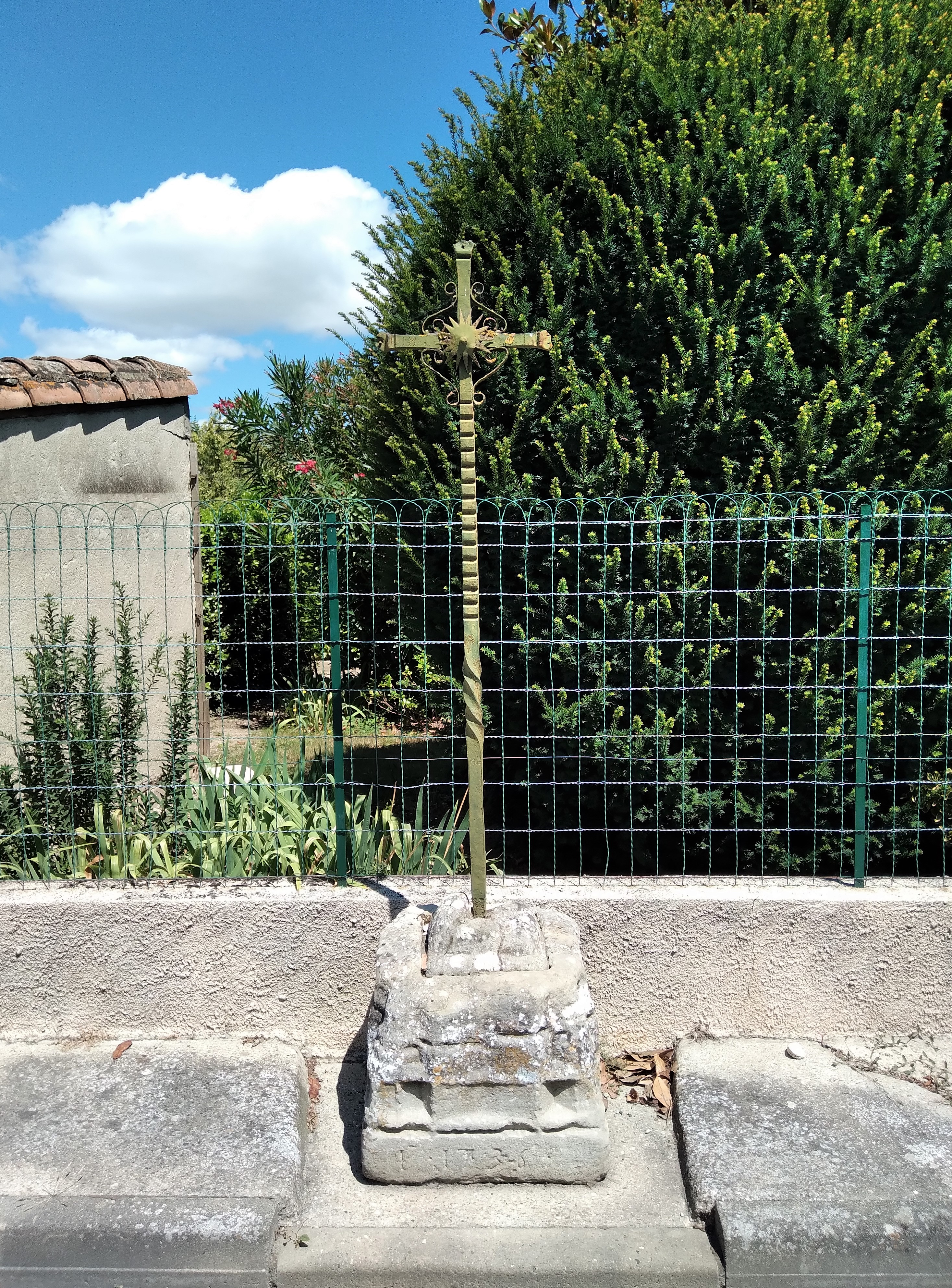
Croix datée de 1736, située avenue Notre-Dame à côté de la chapelle de la Miséricorde.
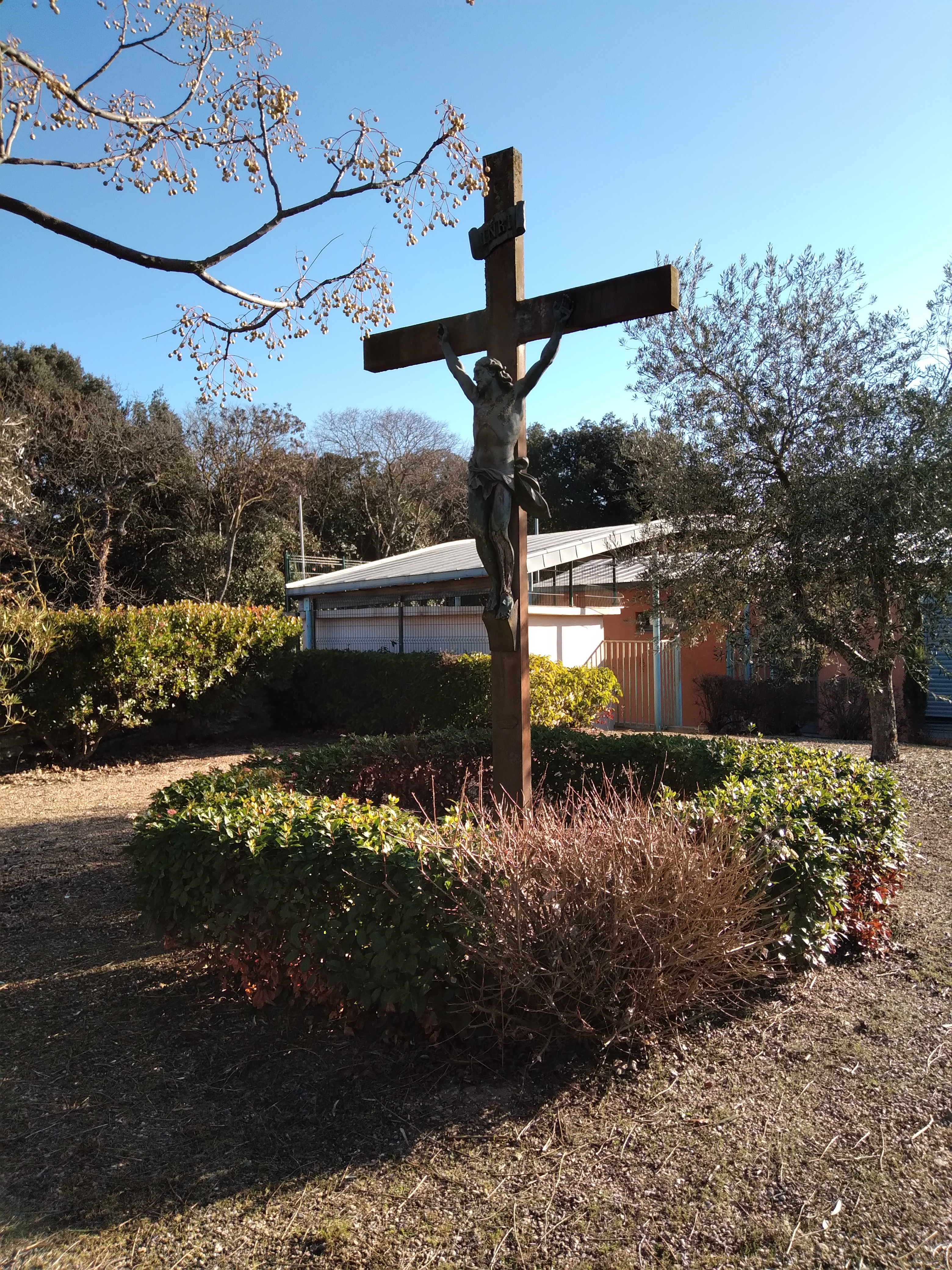
Croix du calvaire située avenue Clémenceau.

### Lieux et monuments
- le Musée Eburomagus - Maison de l'archéologie, inauguré en 2006, labellisée Musée de France, lieu du rapatriement des pièces du secteur, pour beaucoup de Bram, entreposées jusque-là au dépôt du Présidial, l'ancien Château de Castelnaudary. Elle abrite le siège du « Laboratoire d'archéologie du Lauragais ». Un musée « Hors les murs » a été créé en 2019 pour guider les visiteurs in situ vers les principaux points de découvertes archéologiques des cinquante dernières années. Il est constitué de onze panneaux explicatifs[154].
- l'église Saint-Julien-et-Basilisse, datant du XIIIe siècle, dédiée aux saints Julien et Basilisse. L'abside et le clocher font l'objet d'un classement au titre des monuments historiques depuis le 9 janvier 1932[155].
- L'inscription commémorative du passage de Louis XIII dans la commune en 1632, située dans la rue éponyme, classée au titre des monuments historiques le 18 mars 1930[156].
- le cimetière de Bram, créé après la révolution.
- le canal du Midi, port du XVIIe siècle (vingt anneaux) et écluse de Bram.
- le château de Lordat datant du XVIIIe siècle (privé) reconverti en centre d'adaptation du travail[157].
- le pigeonnier du château de Lordat, XVIIIe siècle, appartenant au domaine de Bordeneuve (privé), restauré en 2020 dans le cadre du Loto du Patrimoine initié par Stéphane Bern[158].
- un fragment du mausolée datant du XVIIIe siècle de la famille de Lordat, détruit en 1793. Pierre sculptée ornant le frontispice, visible à l'entrée de l'allée Albert Gau, représentant sur un fond de draperies, un sablier figurant le temps qui s'écoule, entouré de deux grandes ailes et de faux symbolisant la mort[159]
- la chapelle Notre-Dame-de-Miséricorde de style néogothique, construite dans la seconde moitié du XIXe siècle[160].
- la chapelle de l'Assomption, de style néoclassique, elle est datée de la seconde moitié du XIXe siècle.
- le poids public construit au XIXe siècle, restauré en 2021, il accueille depuis une boite à livres.
- le monument aux morts situé dans le jardin public[161].
- la halle Claude-Nougaro baptisée du nom du chanteur toulousain en 2013, située sur la place Carnot[162]. Du type de celles créées par l'architecte Victor Baltard, inaugurée en 1909, elle accueille diverses manifestations et les délibérations du conseil municipal.
- le château de Valgros-Frontenac (ce qu'il en reste après les incendies de 2005 et 2020), construit par l'architecte André Denat en 1870[163],[164].
- le mémorial de la Retirada, inauguré en 2009, situé à la limite du territoire de Bram, devant l'entrée de l'ancien camp de Pigné sur la commune de Montréal[165],[166]
- le parc et la maison des Essars, ancien domaine de La Nauze. Transformé en 2014, après une donation partielle à la ville, en centre d'exposition consacré aux arts visuels et à la culture[167].

Le patrimoine emblématique
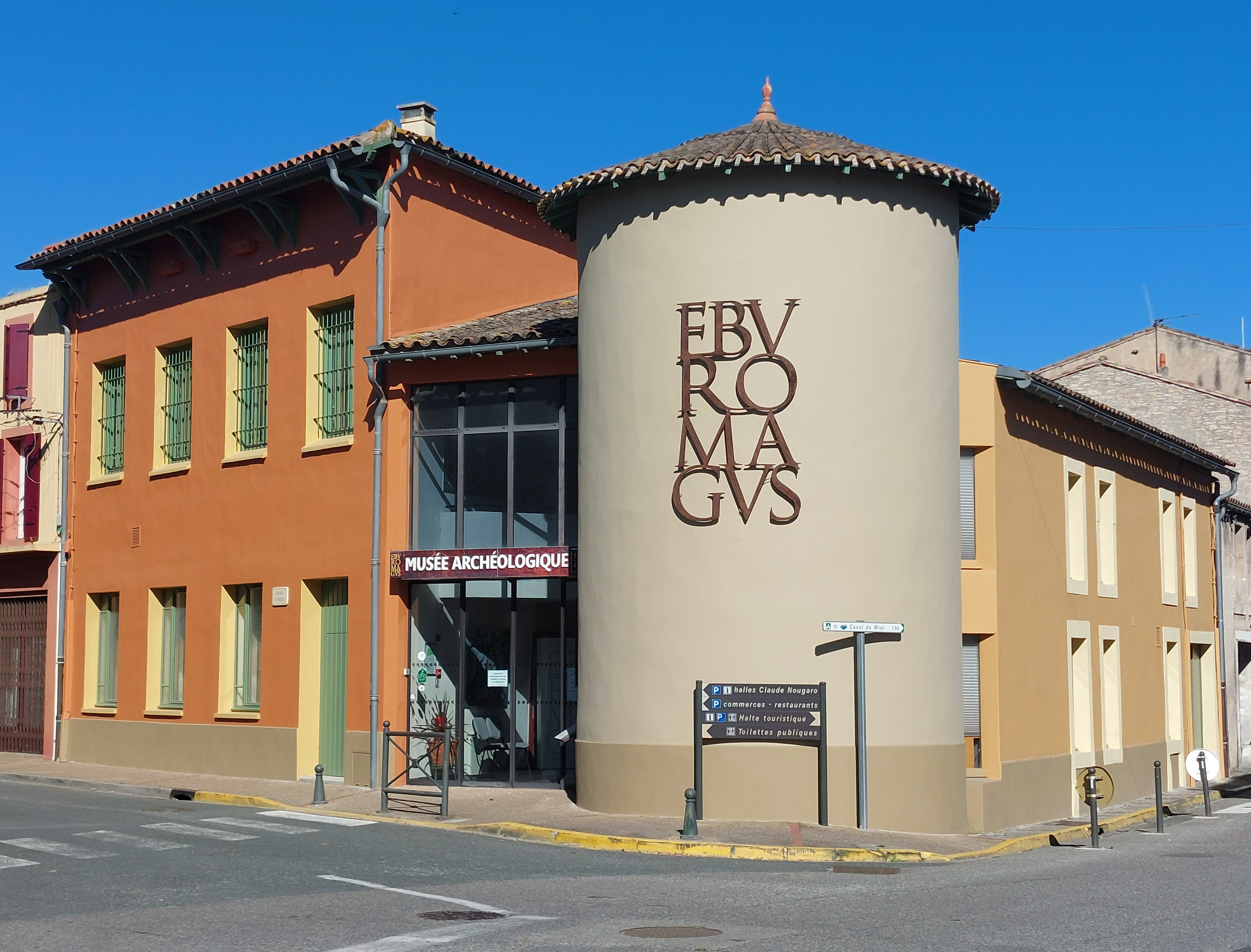
Musée Eburomagus - Maison de l'archéologie de Bram.
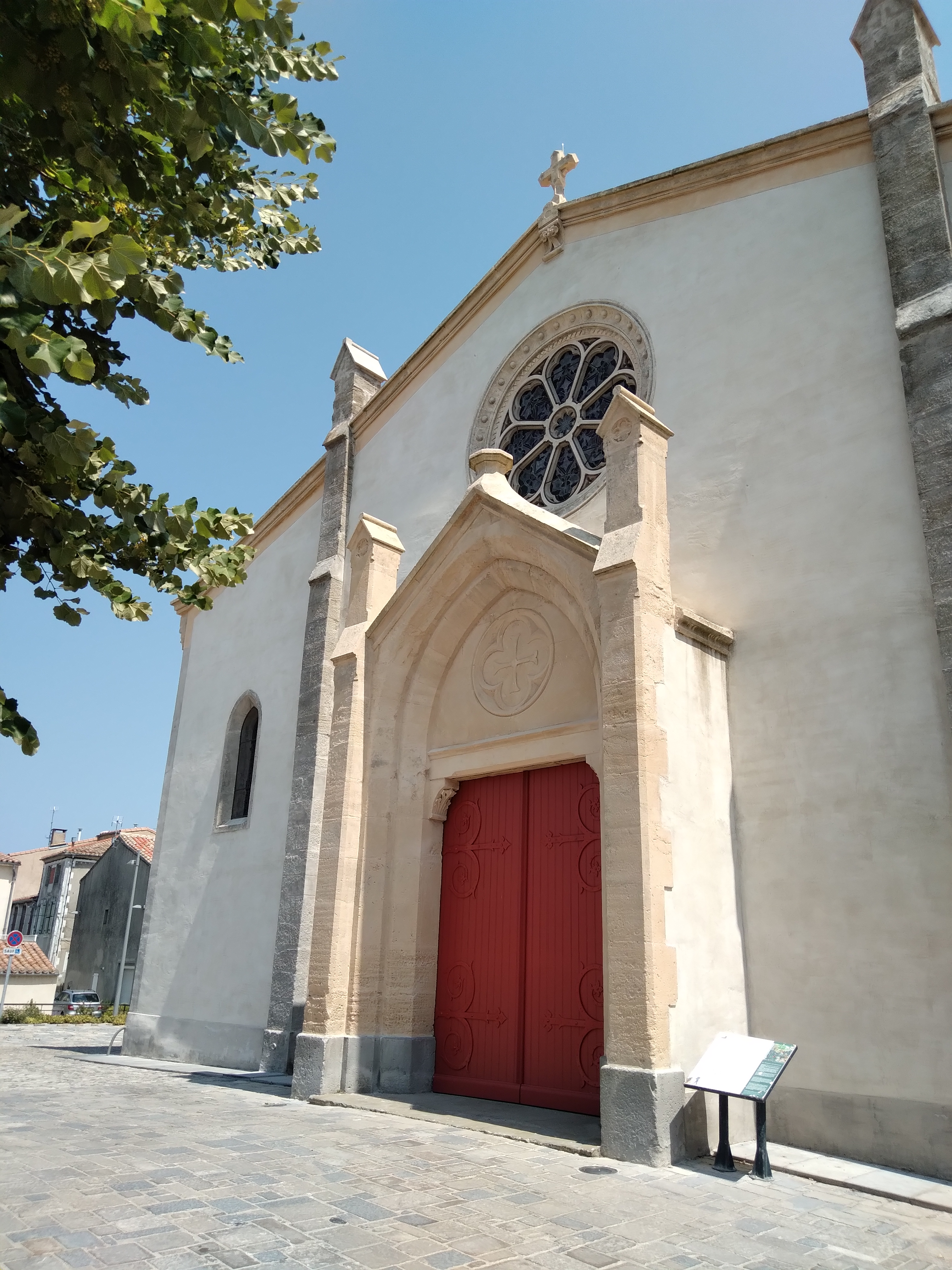
Portail de l'église Saints-Julien-et-Basilisse située au centre du village circulaire.
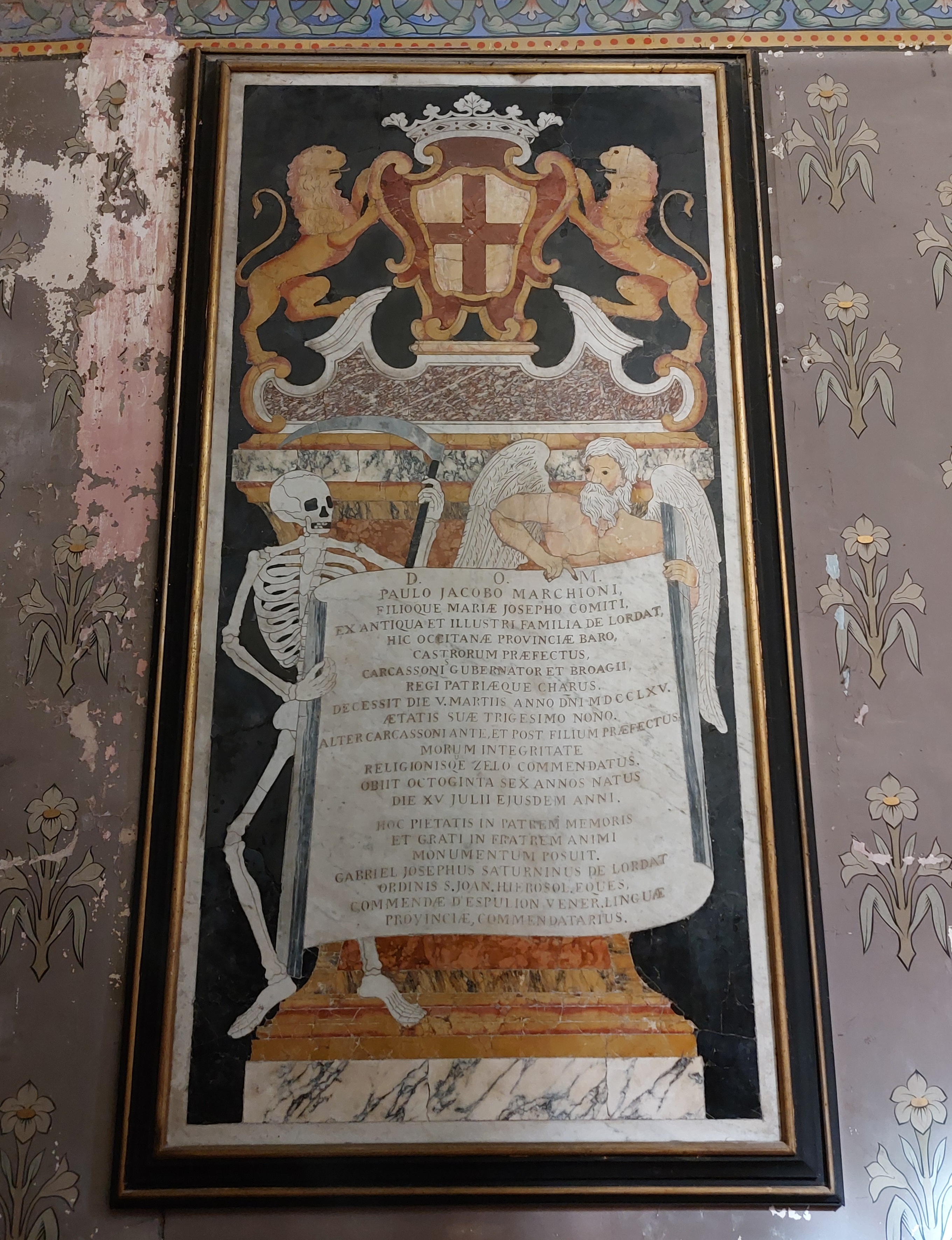
Église Saints-Julien-et-Basilisse. Dalle funéraire en marbre dédiée au marquis Paul-Jacques de Lordat et à son fils le comte Joseph-Marie en 1765.
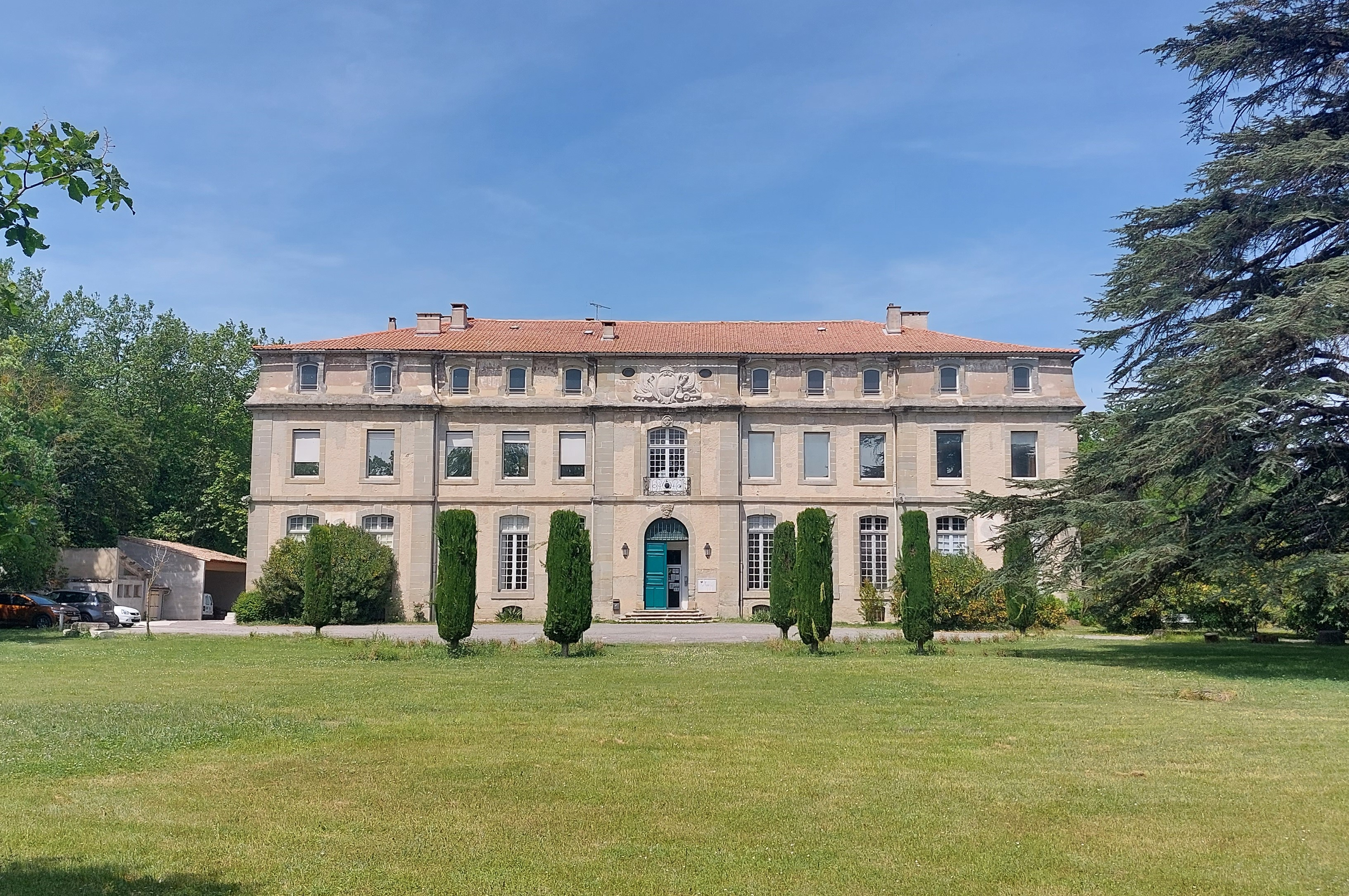
Façade principale du château de Lordat vue du parc.
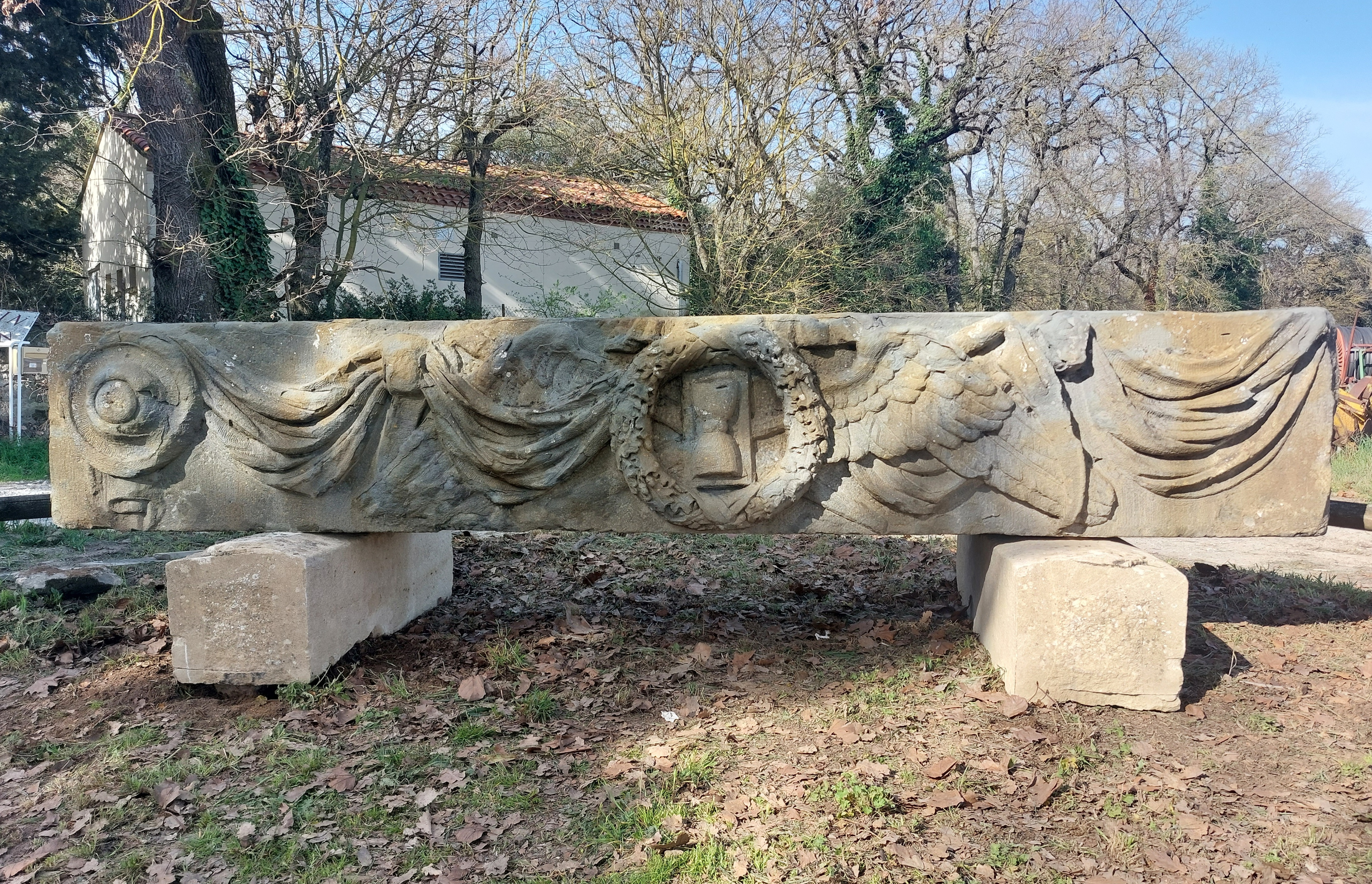
Fragment du frontispice du mausolée de la famille de Lordat détruit en 1793.
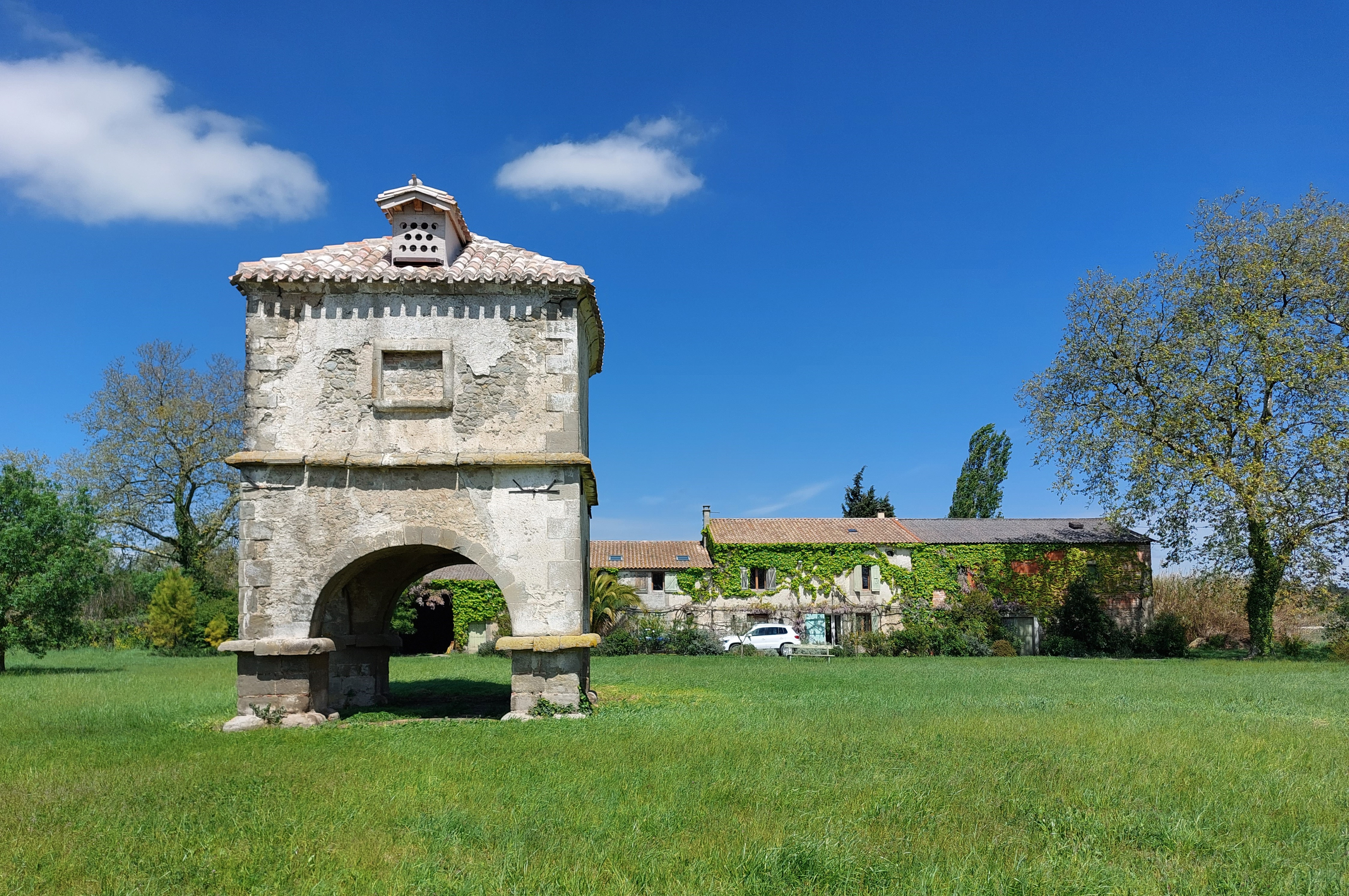
Le pigeonnier du château de Lordat, situé sur le domaine de Bordeneuve.
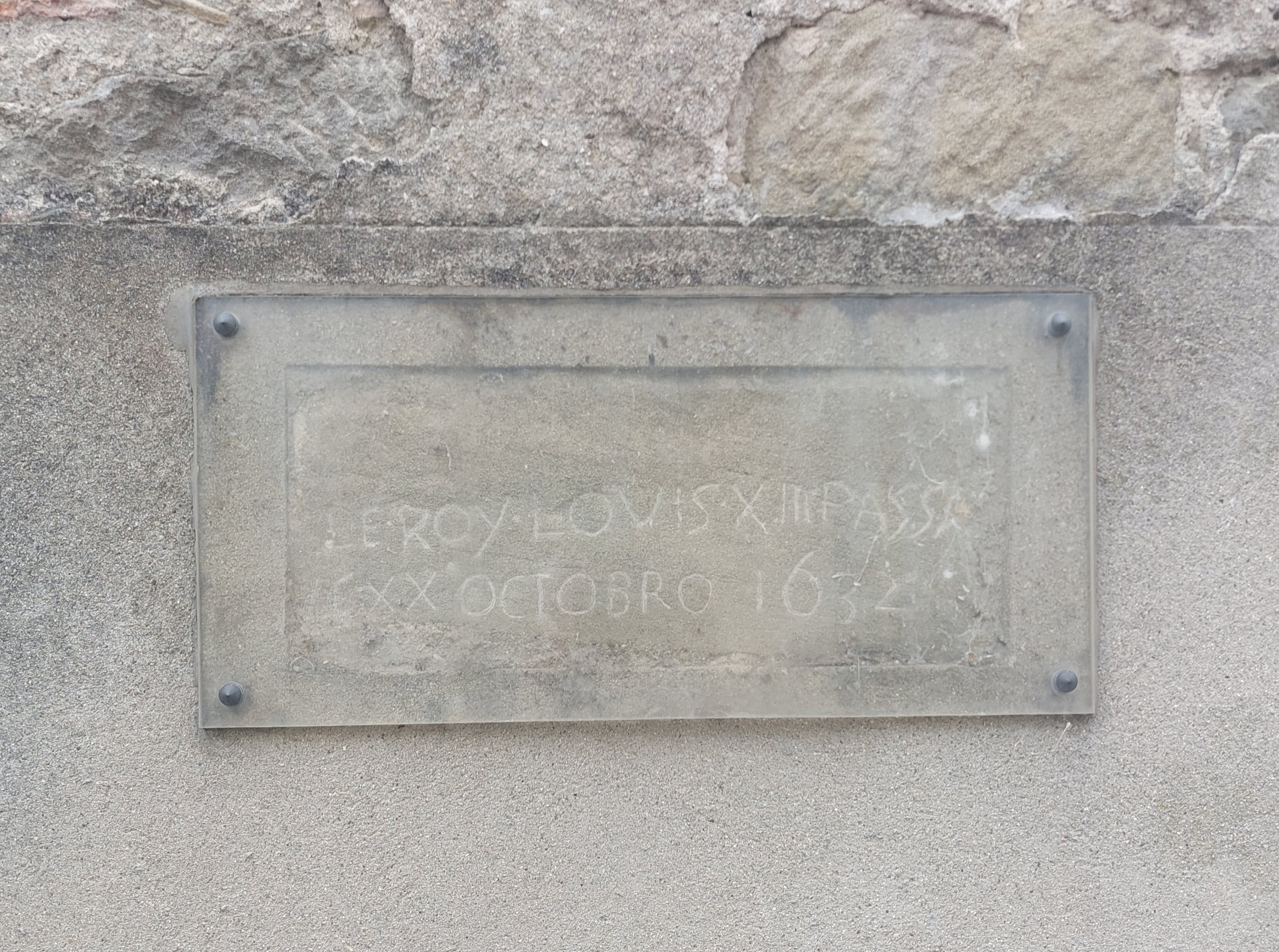
Inscription du passage de Louis XIII à Bram en 1632. Classée Monument historique en 1930.
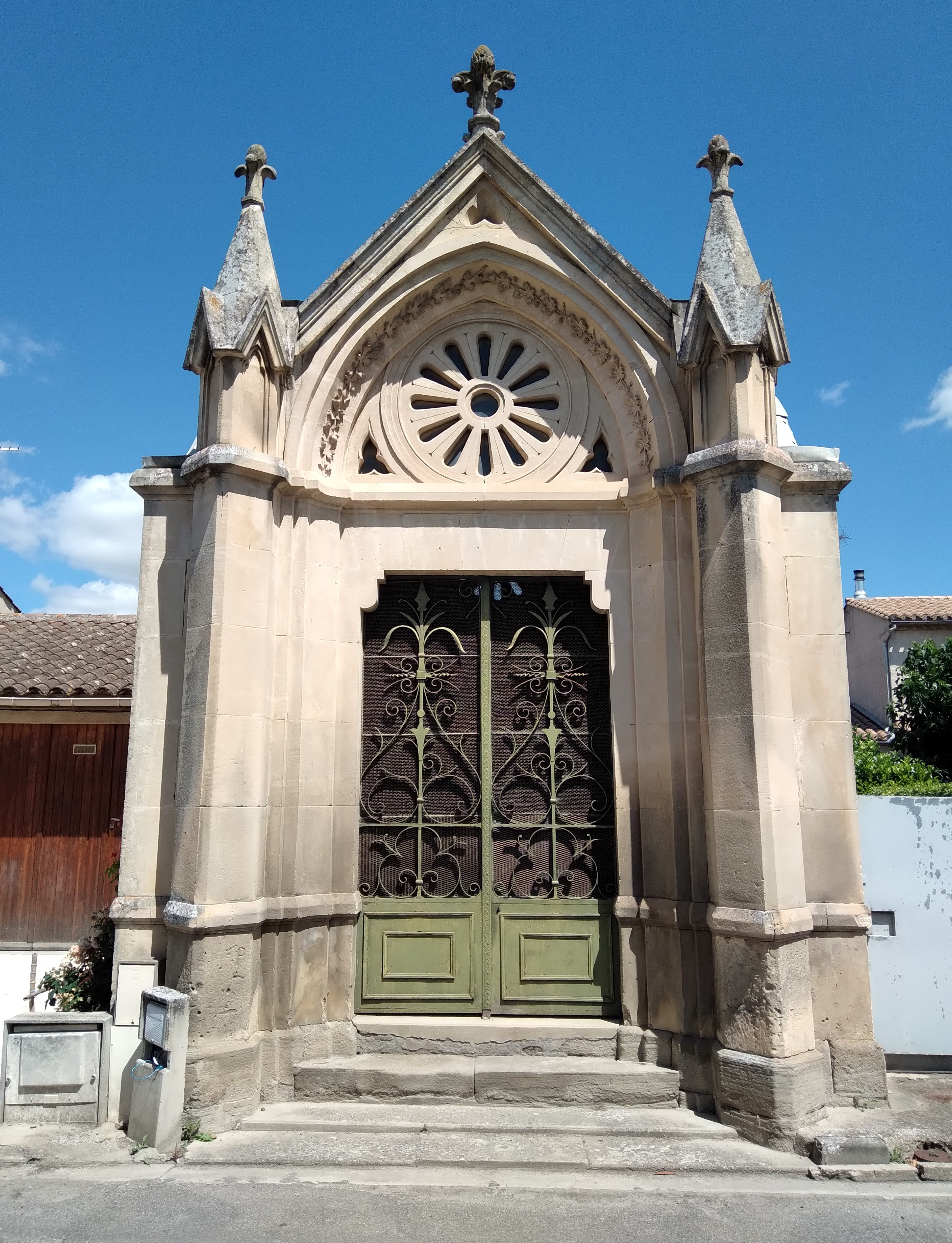
La chapelle Notre-Dame-de-Miséricorde.
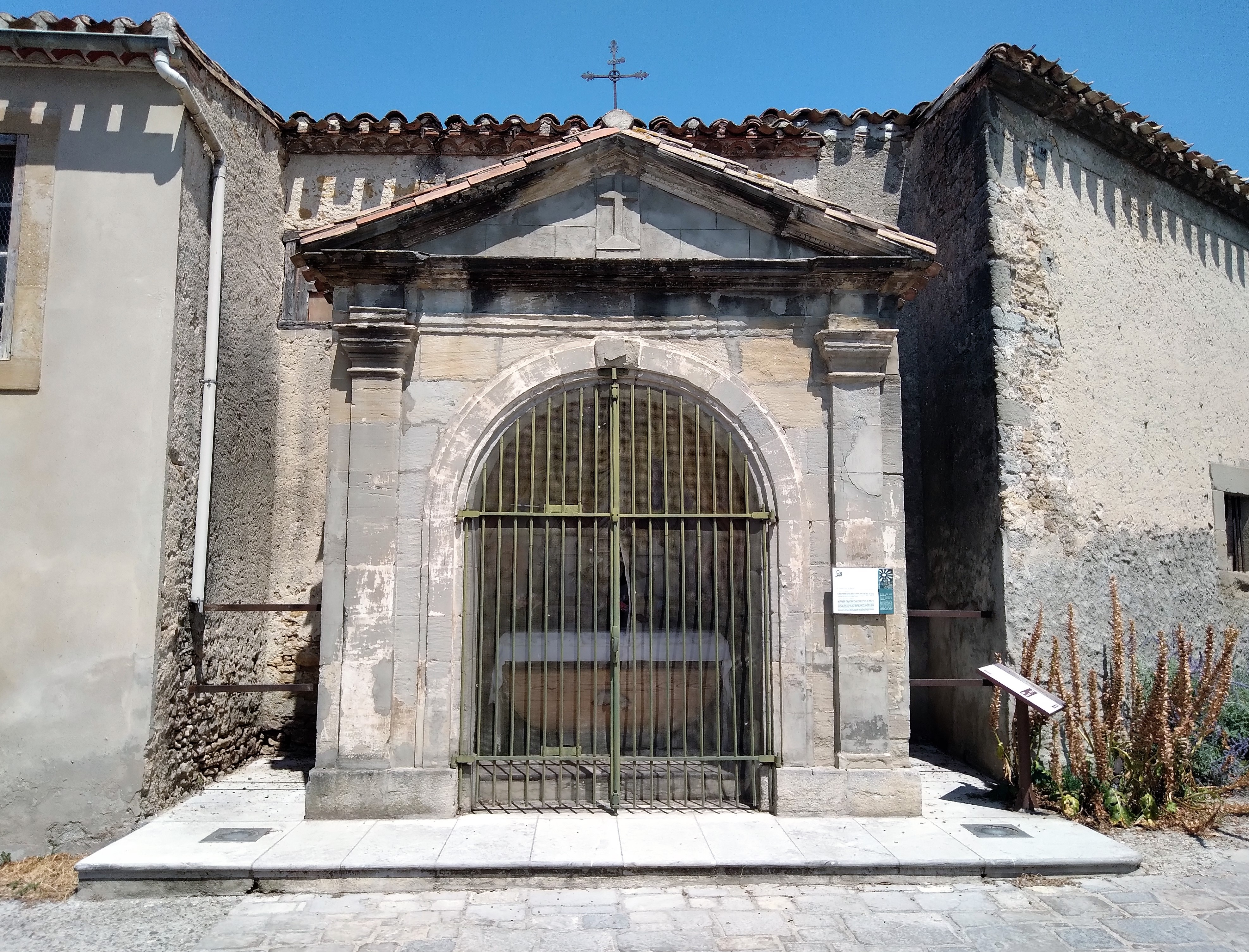
La chapelle de l'Assomption, située dans le village circulaire.
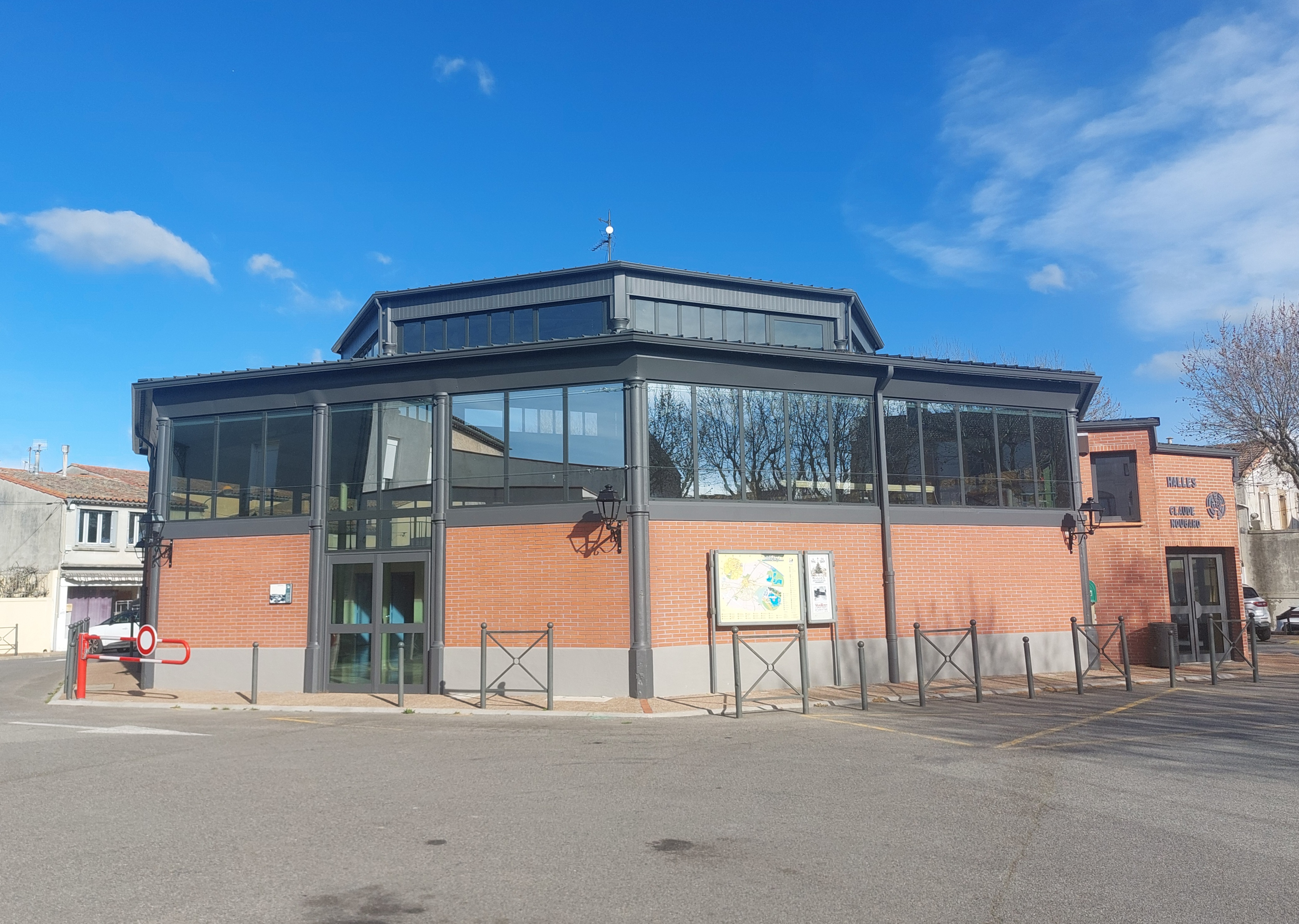
La halle Claude Nougaro située sur la place Carnot.
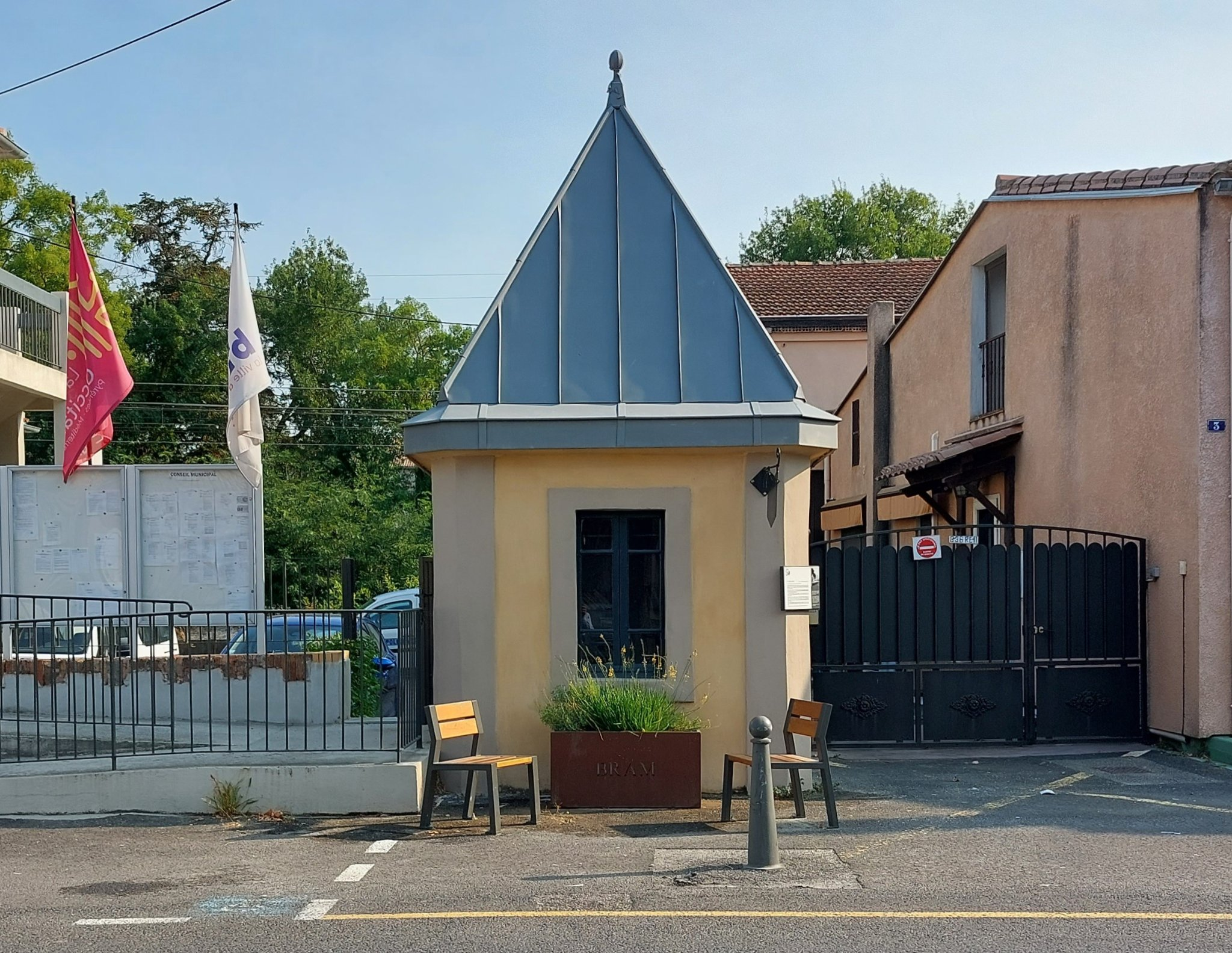
L'ancien poids public transformé en boite à lire.

### Personnalités liées à la commune

Personnalités liées à Bram (sélection).
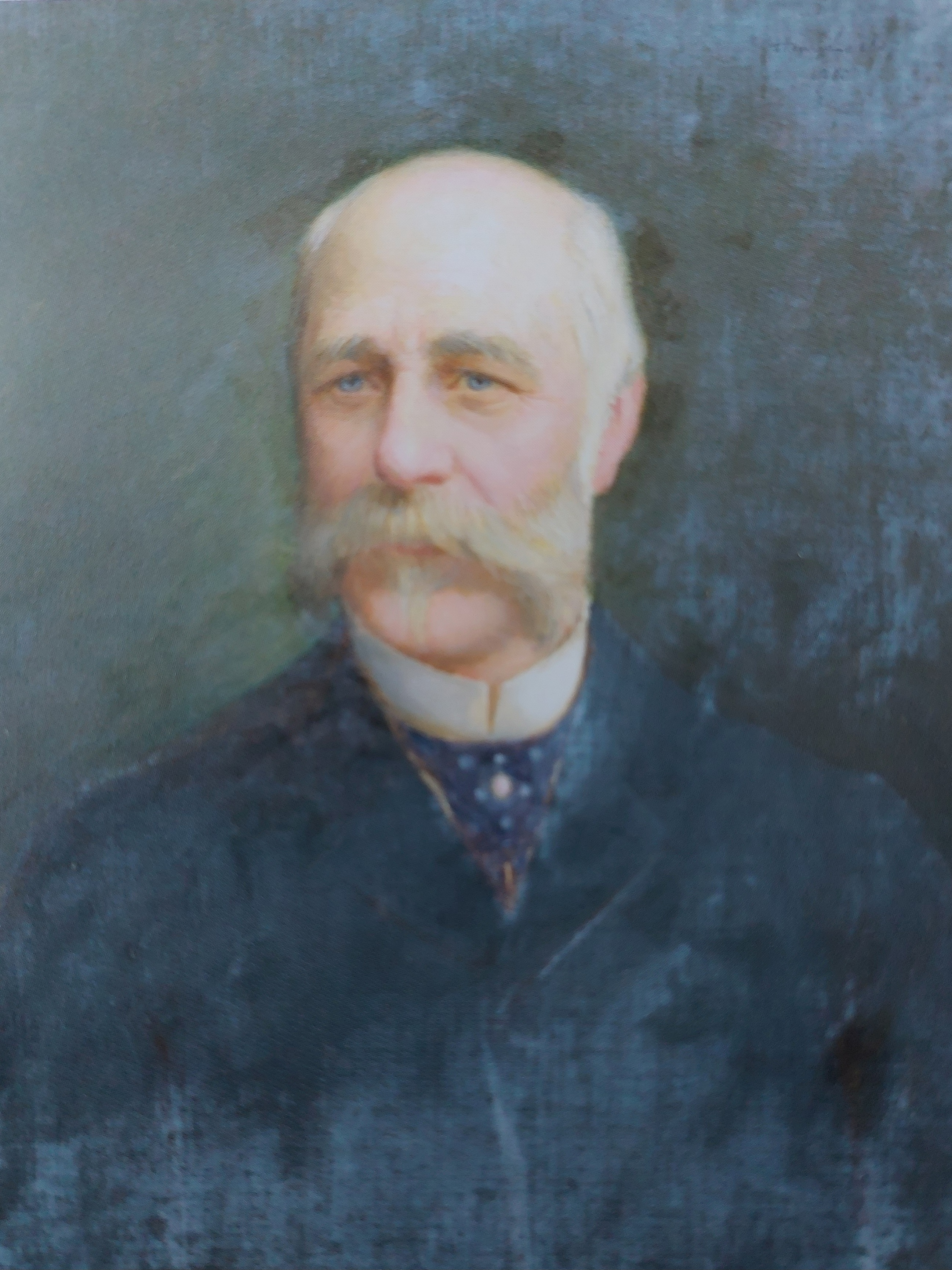
Charles de Lordat
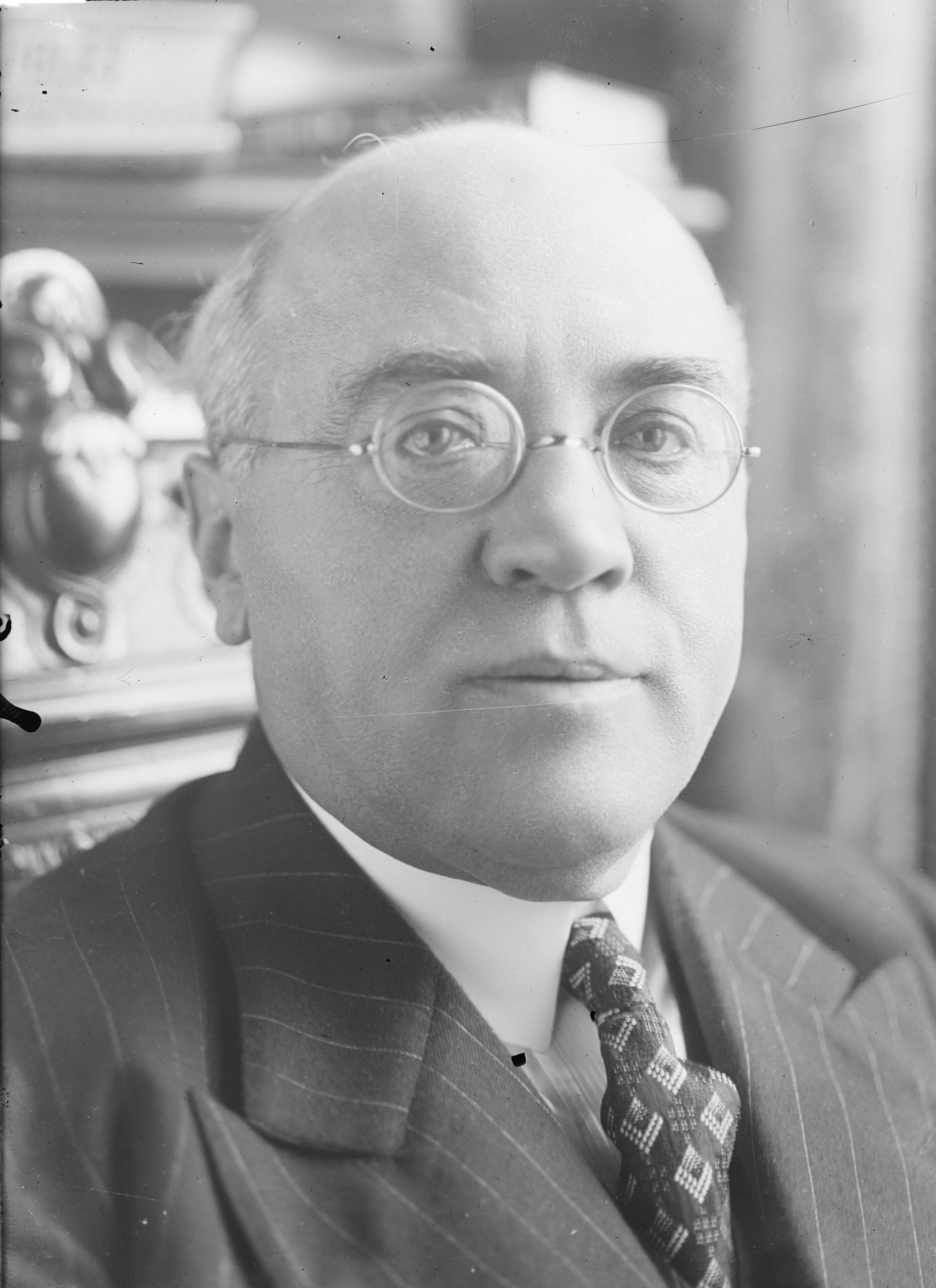
Albert Sarraut
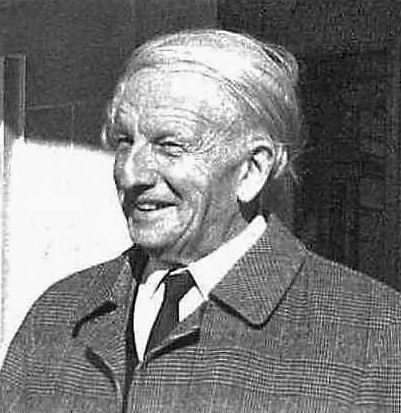
Albert Gau
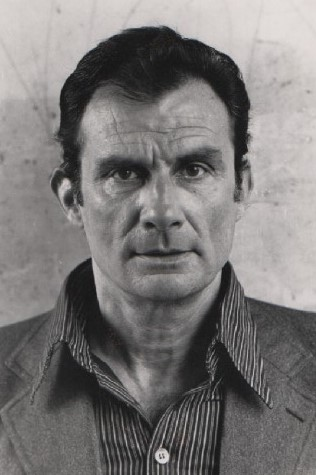
Jean Cau
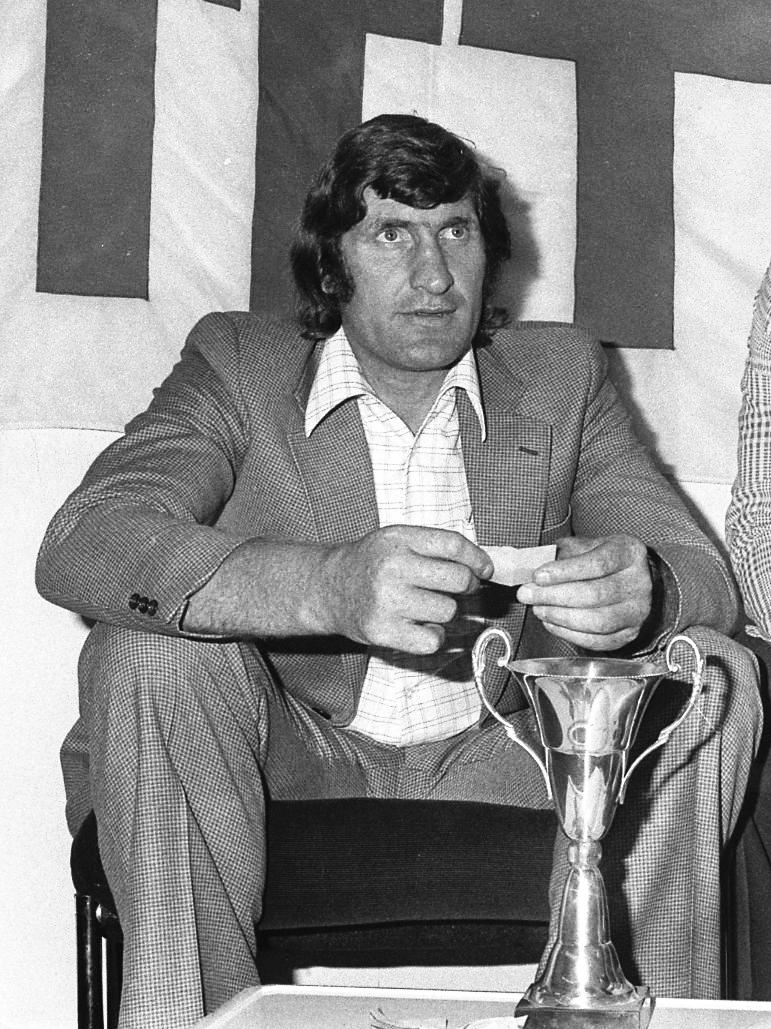
Walter Spanghero

### Visites ministérielles, royale et présidentielle
Plusieurs visites de personnalités politiques ont jalonnées l'histoire de la ville:

### Gastronomie

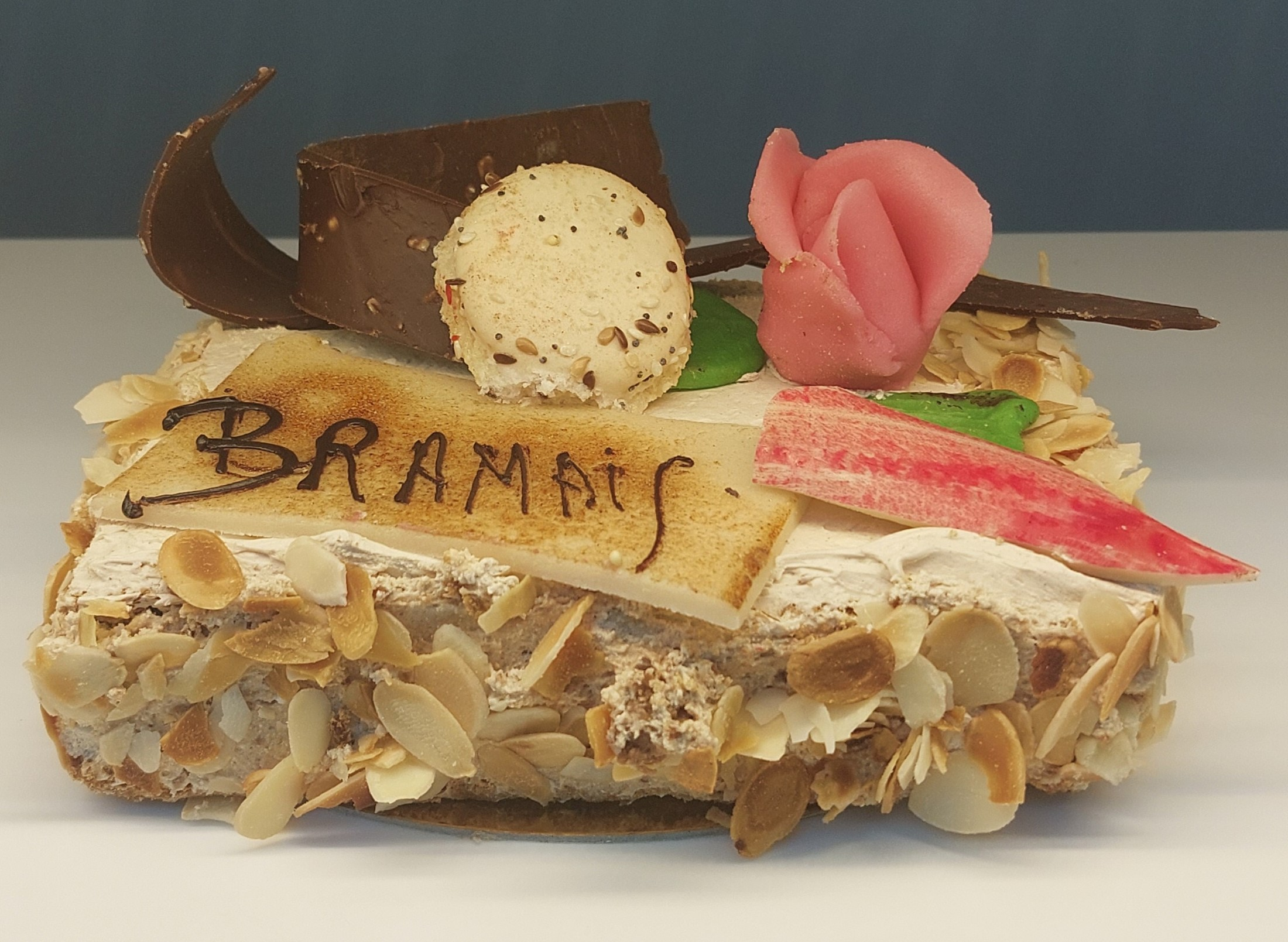
« Le Bramais », la spécialité pâtissière de Bram.

La spécialité « Le Bramais » est produite par la boulangerie-pâtisserie « Laval ». Il s'agit d'un gâteau à base de meringue, génoise et crème pâtissière.

### Musique
Fondée en 2000, l'association « Los Balents del Dimecres » (Les ballets du mercredi) est chargée de promouvoir les musiques acoustiques du passé à nos jours. Composée d'une trentaine de musiciens, elle accompagne également les manifestations officielles en qualité d'harmonie municipale.

### Bram dans la littérature
- Bram est largement évoquée dans le roman de Patrick Deville Taba-Taba, paru aux Éditions du Seuil en 2017[202].
- José Cabanis, décrit ses visites au « château de Frontenac », dans son roman paru chez Gallimard en 1960, Le Bonheur du jour.

### Films tournés à Bram
Deux films y furent tournés en parties, dans le quartier de la gare et autour des sapeurs-pompiers: 
- Vie Sauvage de Cédric Kahn en 2014[203].
- Les Hommes du feu de Pierre Jolivet en 2016[204],[205].

### Héraldique et médaille d'honneur de la ville
| Blason de Bram | Blason  | D'or à la croix de gueules. |
| Blason de Bram | Détails | Ces armes sont dérivées de celles de la famille de Lordat dont le nom est éteint. Le statut officiel du blason reste à déterminer. |

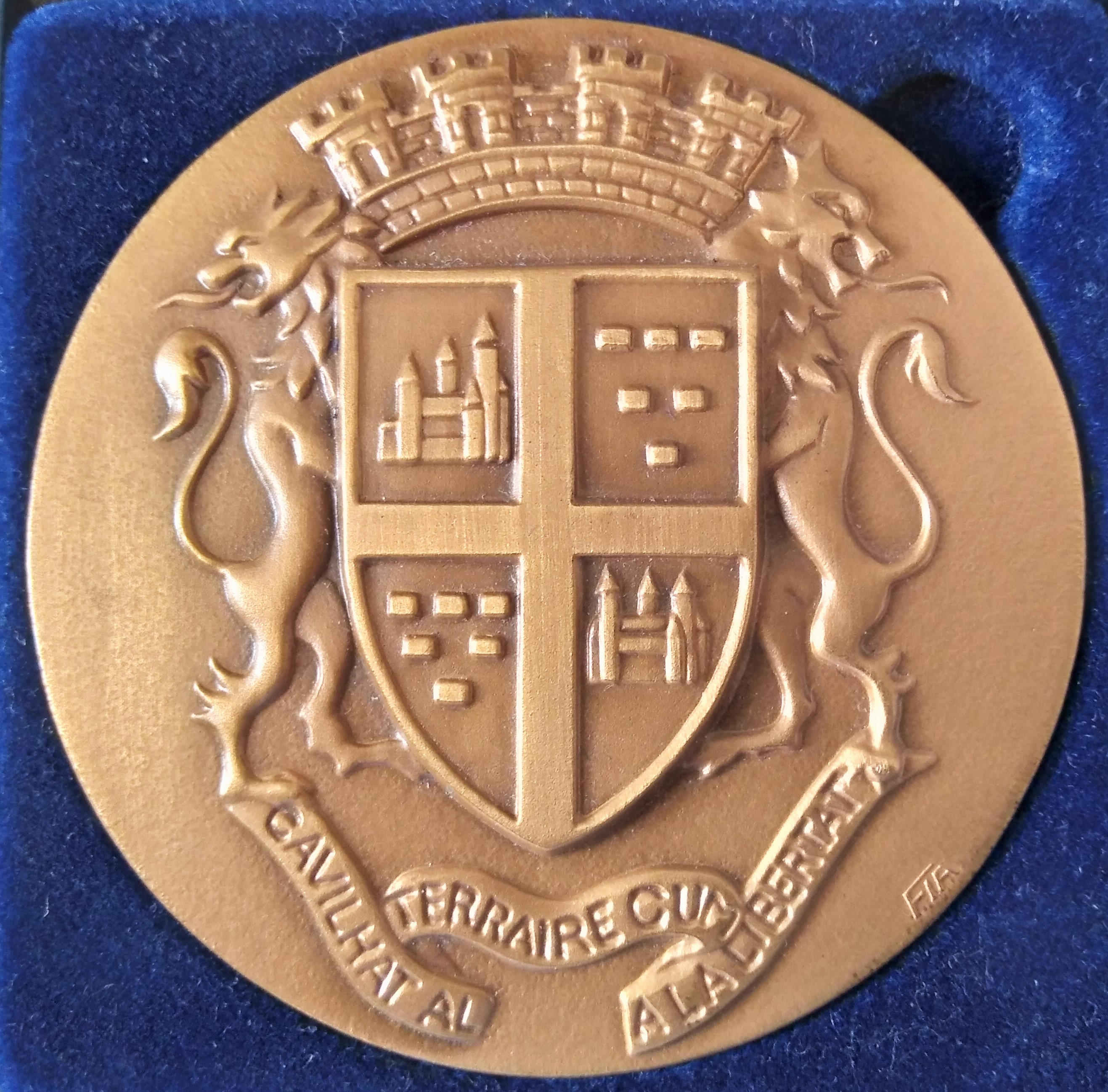
Avers de la médaille d'honneur de la ville de Bram.
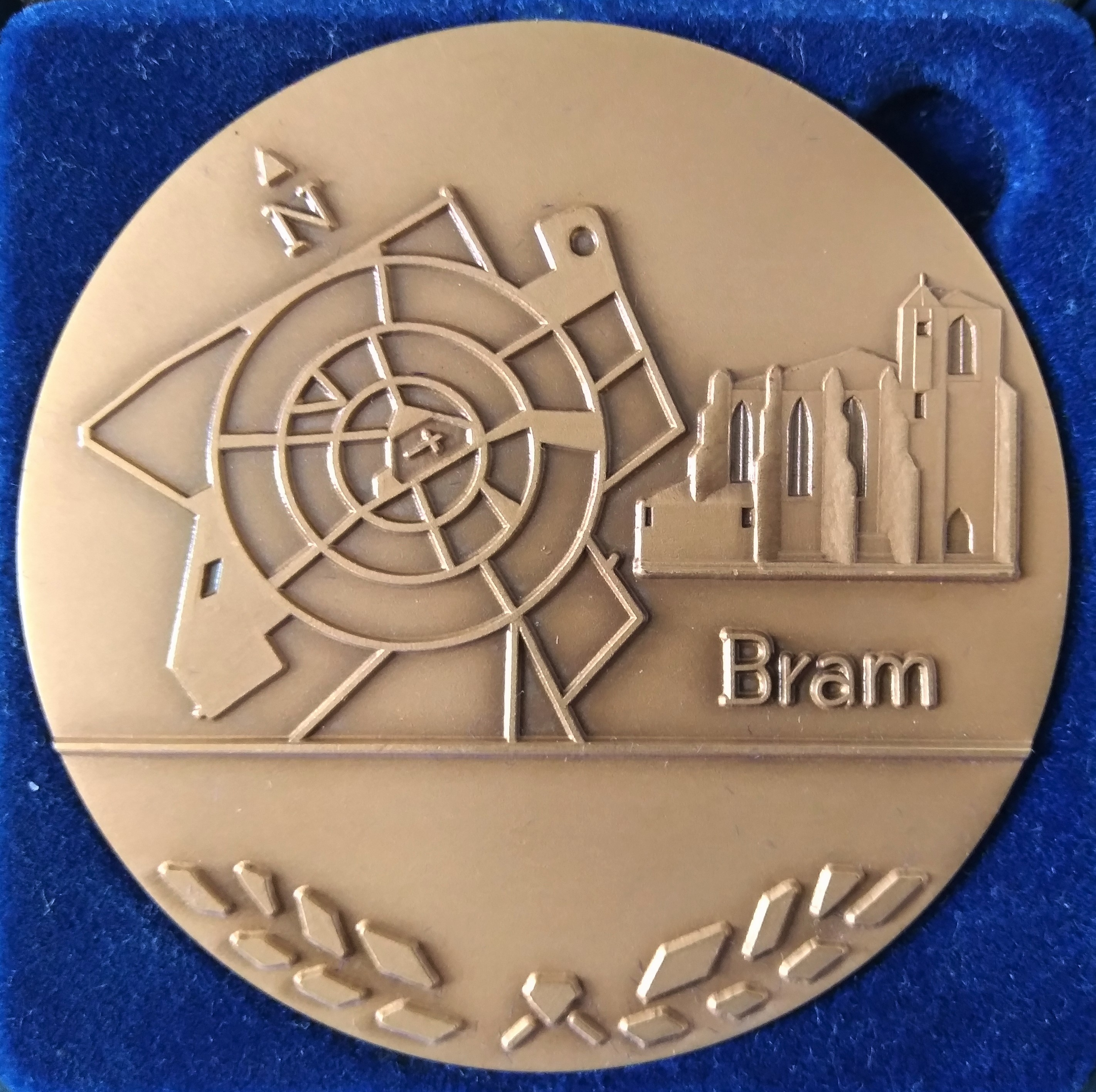
Revers de la médaille d'honneur de la ville de Bram.

L'avers de la médaille d'honneur de la ville est ornée du blason des Lordat soutenu par deux lions affrontés posés sur la devise de la commune. Le revers, représente le plan du village circulaire avec de profil l'église Saints-Julien-et-Basilisse située au centre, posés sur un épi de blé symbolisant l'activité céréalière de la ville.

### Slogan et devise
Le slogan de la ville diffusé depuis 2008 sur les réseaux sociaux et utilisé pour sa communication est : « Bram, la ville à vivre ! »
Sa devise, visible sur le fronton de la mairie et sur sa médaille d'honneur, est : « Cavilhat al teraïre coumo à la libertad » (Chevillé au terroir comme à la liberté).

## Distinctions
- Ville fleurie : deux fleurs depuis 2024 qui fait suite à la première décernée en  2013 ;
- Petite cité de caractère depuis 2023 ;
- Ville Internet avec deux arobases (@) décerné par le label en 2024[206],[207].

## Pour approfondir

### Bande dessinée - Carnet de voyages
- Frédéric Bézian, « Aller-retour », 79 p., Paris, Delcourt, 2012 (ISBN 978-2-7560-2305-2)[213].
- Claude Pelet, Gauthier Langlois, Dominique Baudreu, « L'Aude dans l'histoire », p. 23, 47 et 50, Béziers, Aldacom, 2006  (ISBN 2-9520911-2-9)
- Nathalie Louveau, Aude : carnet de voyage, Éditions du Cabardès, 2020 (ISBN 978-2-919625-73-4 et 2-919625-73-X, OCLC 1236008892, lire en ligne)